# Albert Marquet
Vous lisez un « article de qualité » labellisé en 2019.
Pour les articles homonymes, voir Marquet.
Albert Marquet est un peintre et dessinateur français né le 27 mars 1875 à Bordeaux et mort le 14 juin 1947 à Paris.
Issu d'un milieu modeste, il est encouragé par sa mère à se former à Paris, où il se lie particulièrement avec Henri Matisse. Solidaire du mouvement fauve, il ne se laisse guère influencer par les autres courants du postimpressionnisme et, dès les années 1910, rencontre un succès qui lui permet de vivre confortablement de son art. Grand voyageur, il parcourt la France, l'Europe, le Maghreb et jusqu'au Proche-Orient. À partir de 1920, il quitte chaque hiver Paris pour Alger, où il épouse en 1923 Marcelle Martinet (1892-1984), et où il passe la Seconde Guerre mondiale.
Hormis quelques portraits et natures mortes ainsi qu'un certain nombre de nus et surtout de dessins, Marquet se consacre à la peinture de paysages, naturels ou urbains, souvent représentés en surplomb, avec une forte présence de l'eau. Il peint sur le motif et ses sujets répétitifs font penser aux séries des impressionnistes. À l'inverse de ceux-ci en revanche, il les simplifie, soulignant les contours d'un trait sombre, et les traite en aplats de couleurs volontiers restreintes, tantôt éclatantes, tantôt neutres. Ceci n'exclut pas une grande maîtrise de la lumière. Sa technique visant à synthétiser les formes faisait déjà dire à Léon Werth qu'il cherchait à peindre non l'essence, mais l'essentiel.
Extrêmement abondante mais peu évolutive, l'œuvre se dérobe d'autant plus aux commentaires que son auteur, timide et taciturne, ne se livrait pas plus sur son travail que sur lui-même. Son indépendance et son refus de l'autorité, qui ont pu le faire passer pour autodidacte, interdisent tout classement, même s'il a longtemps été étiqueté comme « fauve modéré » ou « impressionniste tardif ».
Né au moment où les impressionnistes faisaient revivre la peinture de paysage, Albert Marquet disparaît en même temps qu'elle. Il a contribué à la transformer mais a été éclipsé en cela par Pierre Bonnard ou Raoul Dufy, d'où peut-être l'oubli relatif dans lequel est tombé celui qui déclarait en 1936 : « Je ne sais ni écrire ni parler mais seulement peindre et dessiner. Regardez ce que je fais. Ou je suis arrivé à m'exprimer ou j'ai échoué. En ce cas, que vous me compreniez ou pas, par votre faute ou par la mienne, je ne peux pas faire plus. »

## Biographie

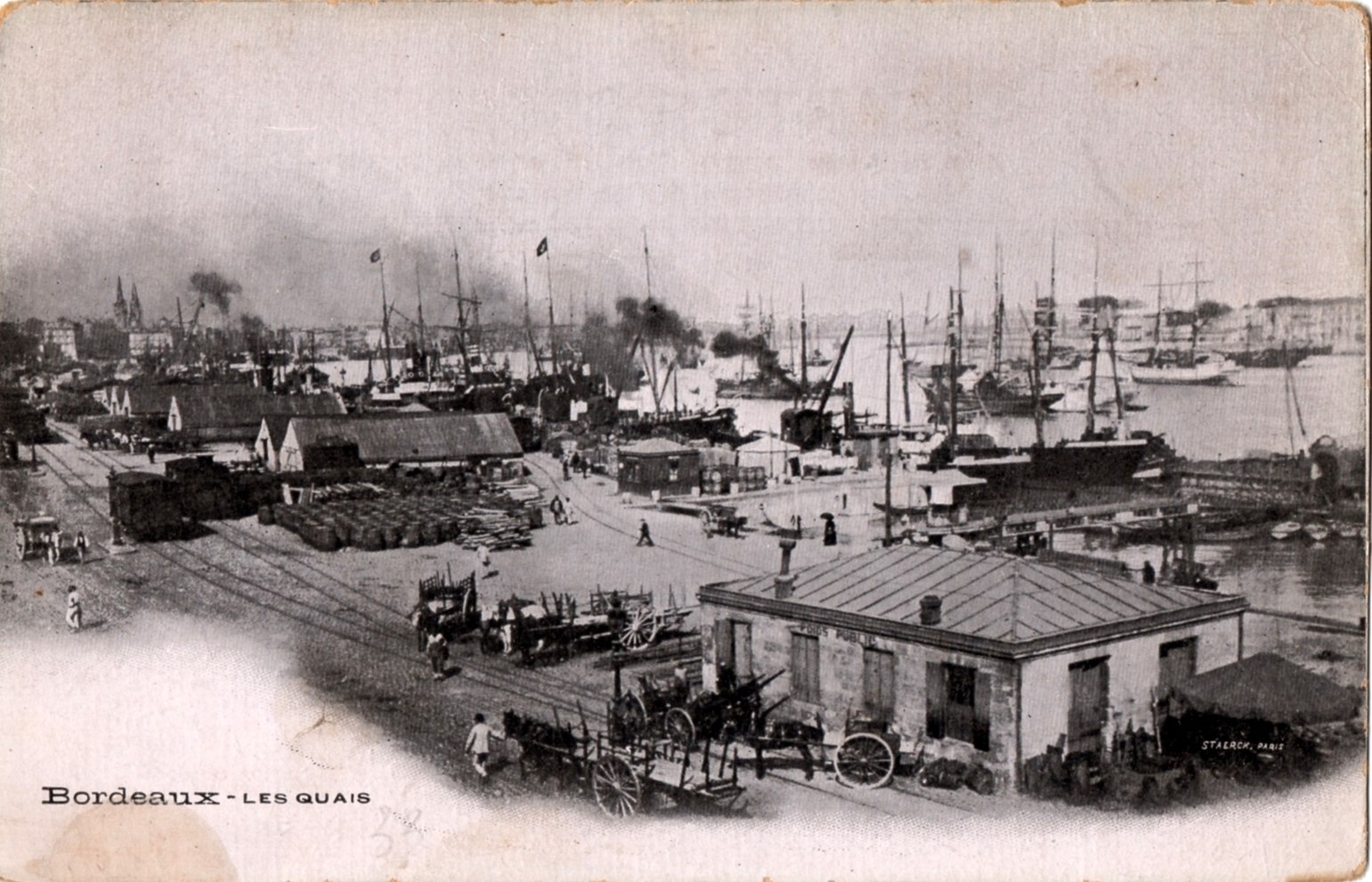
Albert Marquet est né à Bordeaux près des quais (vus ici vers 1900).

Marquet n'a rien écrit en dehors de lettres souvent laconiques mais les chercheurs disposent des archives de l'Institut Wildenstein, qui regroupent celles de sa famille et de la galerie Druet. Sa jeunesse reste mal connue jusqu'à ce qu'il vienne à Paris étudier la peinture : informations et témoignages se font alors plus nombreux, d'autant que sa femme a publié des récits de voyages et des portraits. Matisse le définit comme « un lutteur, solide en terre », malgré sa fragilité physique, et ses amis apprécient son jugement. À la fois inhibé et extrêmement sociable, il aime la distraction et s'avère d'un humour caustique : Marcel Sembat se le rappelle sur la défensive mais Jean Cassou note qu'il savait manifester sa gaieté par un clin d'œil ou un sourire, et André Rouveyre se souvient des piques qu'il lançait contre les gens ou les institutions « en trépignant doucement de plaisir ». « Albert Marquet est à l'image de sa peinture : calme, modeste, sans emphase », et sa vie paraît aussi lisse que le personnage, sans autre mystère que sa propension au silence.

### Jeunesse et débuts (1875-1906)
Pierre-Léopold-Albert Marquet naît officiellement le 27 mars 1875 au domicile de ses parents, 114 rue Pelleport à Bordeaux. Il est le fils unique de Joseph Marquet, employé des chemins de fer d'origine lorraine, et d'une girondine née Marguerite Deyres, âgés respectivement de 40 et 26 ans. Après une enfance difficile, ses études dans différentes écoles d'art parisiennes le mettent au contact de l'effervescence postimpressionniste et de ceux qui resteront ses amis les plus chers. La vie n'est pas facile pour un jeune artiste sans ressources mais Marquet va tracer sa voie, en marge du fauvisme.

#### Une vocation précoce

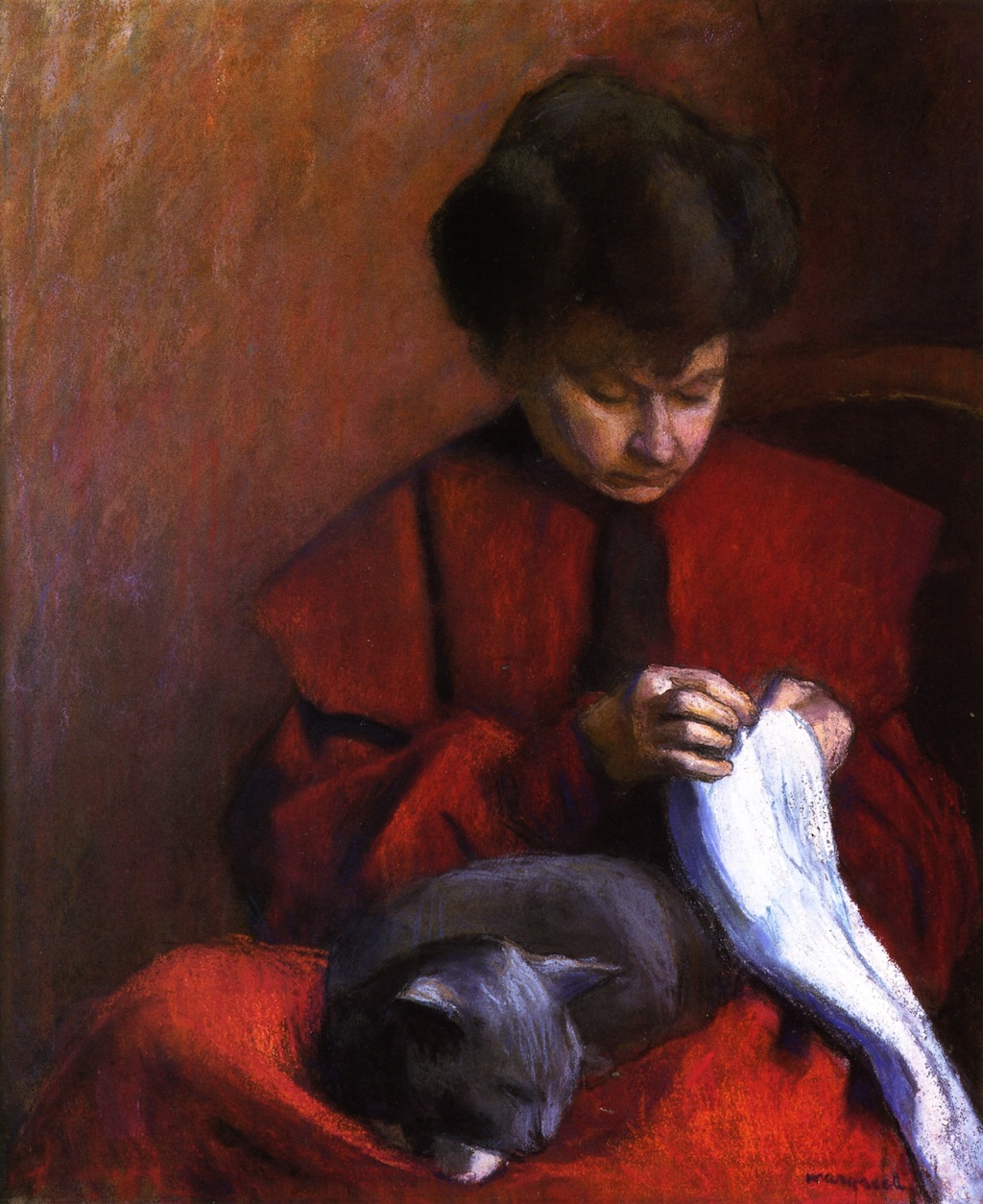
La mère de l'artiste (Marguerite Deyres), peinte par lui vers 1905-1906 (pastel sur papier,, musée des Beaux-Arts de Bordeaux.

D'un tempérament plus secret que solitaire, Marquet enfant semble avoir trouvé dans le dessin un exutoire à « sa souffrance intime ».
Son enfance n'a pas été simple. Vif, la langue bien pendue, il est frêle et surtout affligé d'un pied bot qui le gêne pour courir et le fait moquer dans la cour de l'école. Sa myopie de surcroît n'est pas corrigée. Il s'évade dans le spectacle animé du port de Bordeaux, et du bassin d'Arcachon lors des vacances familiales au Teich ou à Arès (village de sa mère, où il garde les vaches). « Il avait beaucoup souffert de n'être pas comme les autres », assure sa femme, qui insiste aussi sur les difficultés matérielles du ménage : le port était pour lui un véritable refuge, se glisser entre les tonneaux ou les ballots de marchandise pour voir arriver et repartir les navires lui donnait l'impression de vivre ses seuls moments pleins et vrais. De là sans doute, ainsi que de souvenirs affectifs liés à sa mère, lui vient sa fascination pour l'eau, les bateaux, les quais.
D'autant moins enclin à l'étude que ses maîtres le prennent pour un sot, le garçon couvre ses cahiers de croquis et s'isole au calme pour dessiner. Marguerite, jugeant qu'il a des dispositions, décide de le soutenir dans cette voie. André Rouveyre rendra plus tard hommage au dévouement de cette mère dont Matisse appréciait aussi la bonté et la finesse.

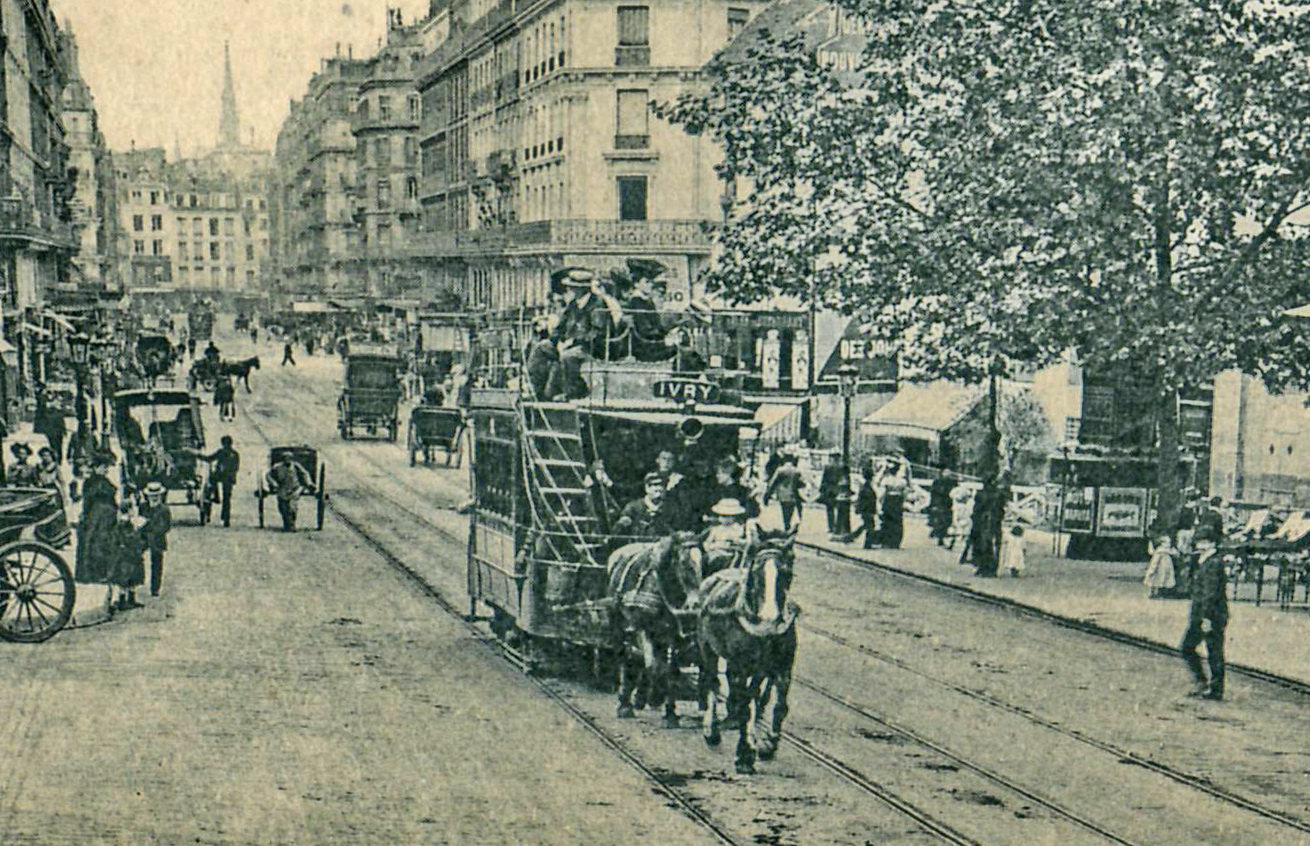
La rue Monge, à Paris, début du XX.

En 1890, contre l'avis de son mari qui ne peut lâcher son emploi et ne croit guère au talent de son fils, elle s'installe dans la capitale avec l'adolescent, ouvrant grâce à la vente d'un lopin de terre une boutique au 38 de la rue Monge, « Jours et Broderies » ; tous deux logent au cinquième étage du même immeuble. Inscrit à l'École des Arts décoratifs, Albert y rencontre Géo Dupuis, Marcel-Lenoir et surtout, en octobre 1892, Henri Matisse. Celui-ci, de cinq ans son aîné, prend sous son aile le jeune provincial complexé, raillé pour son accent et surnommé « l'English » à cause de ses toutes nouvelles lunettes : c'est le début d'un long compagnonnage artistique et d'une amitié indéfectible malgré des périodes d'éloignement — ce qu'attestent quelque 200 lettres.
Matisse et Marquet quittent « les arts déco » lorsqu'ils intègrent — l'un après l'autre et non sans peine apparemment — les Beaux-Arts de Paris. De 1895 à sa mort en 1898, ils suivent l'enseignement sans contraintes de Gustave Moreau. Le vieux symboliste, vénéré par ses élèves, se définit comme un « passeur » : il cherche à faire éclore leur personnalité tout en les incitant à travailler la technique, et leur conseille d'observer le spectacle de la rue — méthode du croquis sur le vif alors en vogue — comme de se frotter aux grands maîtres. Marquet se rend régulièrement au Louvre pour y copier des tableaux de Titien, Poussin, Véronèse, le Lorrain, Chardin.
À l'atelier de Moreau, lui et Matisse se lient avec Henri Manguin et surtout Charles Camoin : ils resteront soudés jusqu'à la fin de leur vie. La camaraderie durera moins avec les autres (Jules Flandrin, Louis Valtat, Henri Evenepoel, Simon Bussy ou Georges Rouault), même s'ils ont passé des soirées à refaire le monde au Café Procope. Après un bref passage au cours de Fernand Cormon puis à l'Académie Julian, Marquet et Matisse fréquentent l'académie privée Camillo, rue de Rennes, où ils reçoivent les conseils d'Eugène Carrière, un des penseurs de l'Art social, qui cherche à populariser l'enseignement artistique en l'ouvrant sur la rue ; ils y croisent André Derain, Pierre Laprade, Jean Puy, Maurice de Vlaminck.
Dès cette époque Marquet ne cesse d'arpenter la ville en dessinant et peint en petit format des vues de la Seine, des quais, des ponts. Il commence à prendre sa revanche sur la vie, analyse Françoise Garcia dans un article où elle relie ses choix esthétiques à sa rage rentrée, et qu'elle intitule en lui empruntant cette déclaration : « À 20 ans j'étais prêt à tout faire sauter ».

#### La bohème avec Matisse

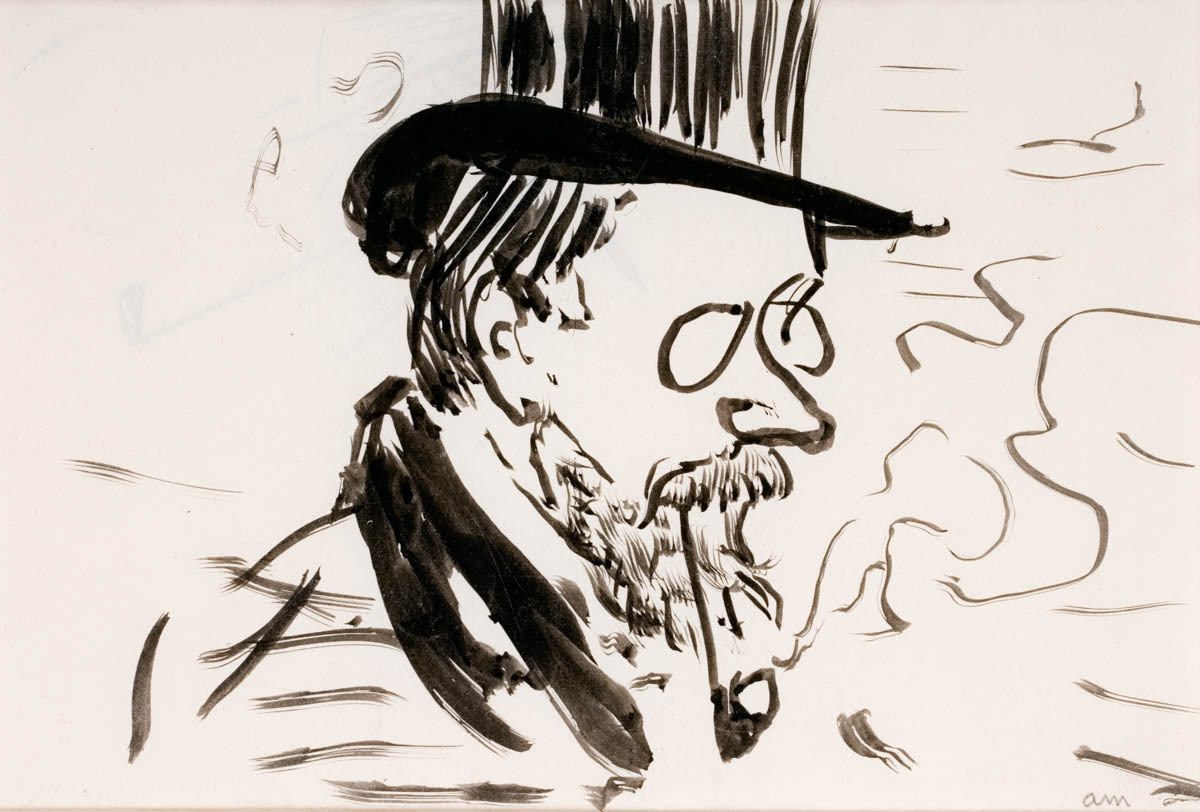
Matisse en haut-de-forme (v. 1900, encre du Chine sur papier,, musée André-Malraux).

Marquet partage avec Matisse dix années d'apprentissage — et de pauvreté.
Tous deux se sont attendris au soir de leur vie sur cette jeunesse où ils s'épaulaient dans un dénuement que Matisse, déjà marié et père de famille, dissimulait sous une façade respectable. « Nous n'avions pas de quoi nous payer un bock, raconte-t-il en 1925. Marquet était dans une telle misère qu'un jour je fus contraint de réclamer les vingt francs que lui devait un amateur. » Matisse se souvient qu'entre autres travaux alimentaires, ils s'étaient fait engager avant l'Exposition universelle de 1900 pour « brosser au kilomètre des guirlandes aux plafonds du Grand Palais » — tâche éreintante et sous-payée. Il semble aussi à l'origine de la rumeur selon laquelle Marquet se serait mis à peindre en gris parce qu'il n'avait pas de quoi s'acheter des couleurs, notamment les jaunes et les rouges de cadmium,.
Malgré le caractère bougon de Joseph Marquet qui une fois retraité a rejoint femme et enfant, Albert suit ses parents dans leurs déménagements avenue de Versailles (1903) puis quai des Grands-Augustins (1905). Au décès de son père en 1906, il s'installe avec sa mère place Dauphine. Hormis quelques portraits de son entourage — ainsi une cousine qui loge quelque temps chez eux et aide à la mercerie —, il peint ce qu'il voit depuis les fenêtres, à l'abri des curieux. Quand il le peut, il loue une chambre de bonne ou d'hôtel en guise d'atelier : du 25 quai de la Tournelle il entreprend en 1902 des chevets de Notre-Dame, ainsi que des ponts et des quais ; du 1 rue Dauphine il poursuit en 1904 ses vues de la Seine ; une chambre occupée quelques mois quai du Louvre, en 1906, lui offre un panorama de la tour Eiffel à l'Île de la Cité. Depuis l'appartement de ses parents il représente le quai des Grands-Augustins et tantôt, à gauche, le pont Neuf et le Louvre, tantôt, à droite, le pont Saint-Michel et la cathédrale : les montrer par tous les temps et sous tous les éclairages lui a sans doute été inspiré par la série des Cathédrales de Rouen de Monet que Paul Durand-Ruel a exposée en 1904.

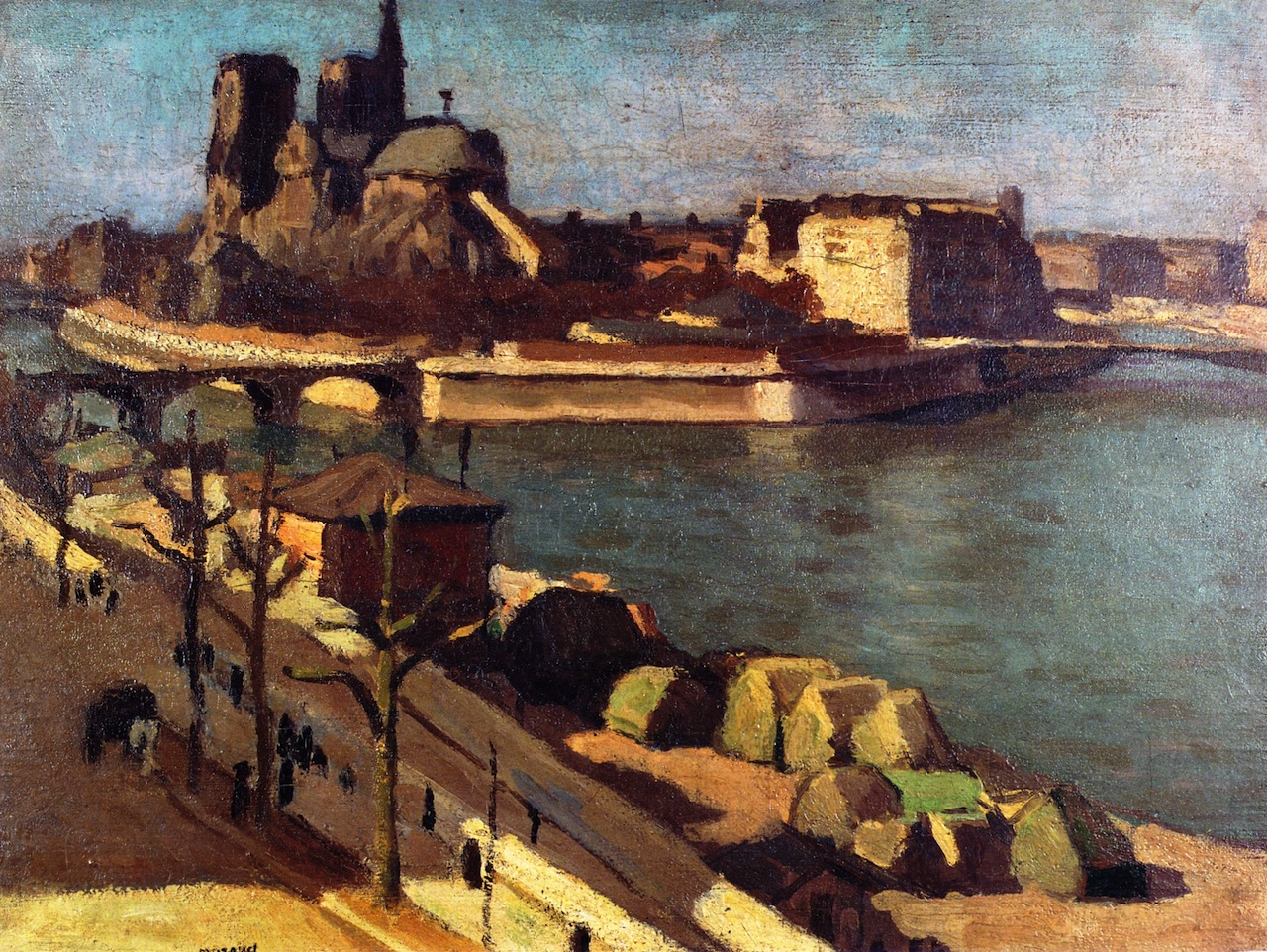
La Seine et le chevet de Notre-Dame (1902, huile sur toile, 54 × 72,5 cm, musée d'Art moderne de Troyes.)
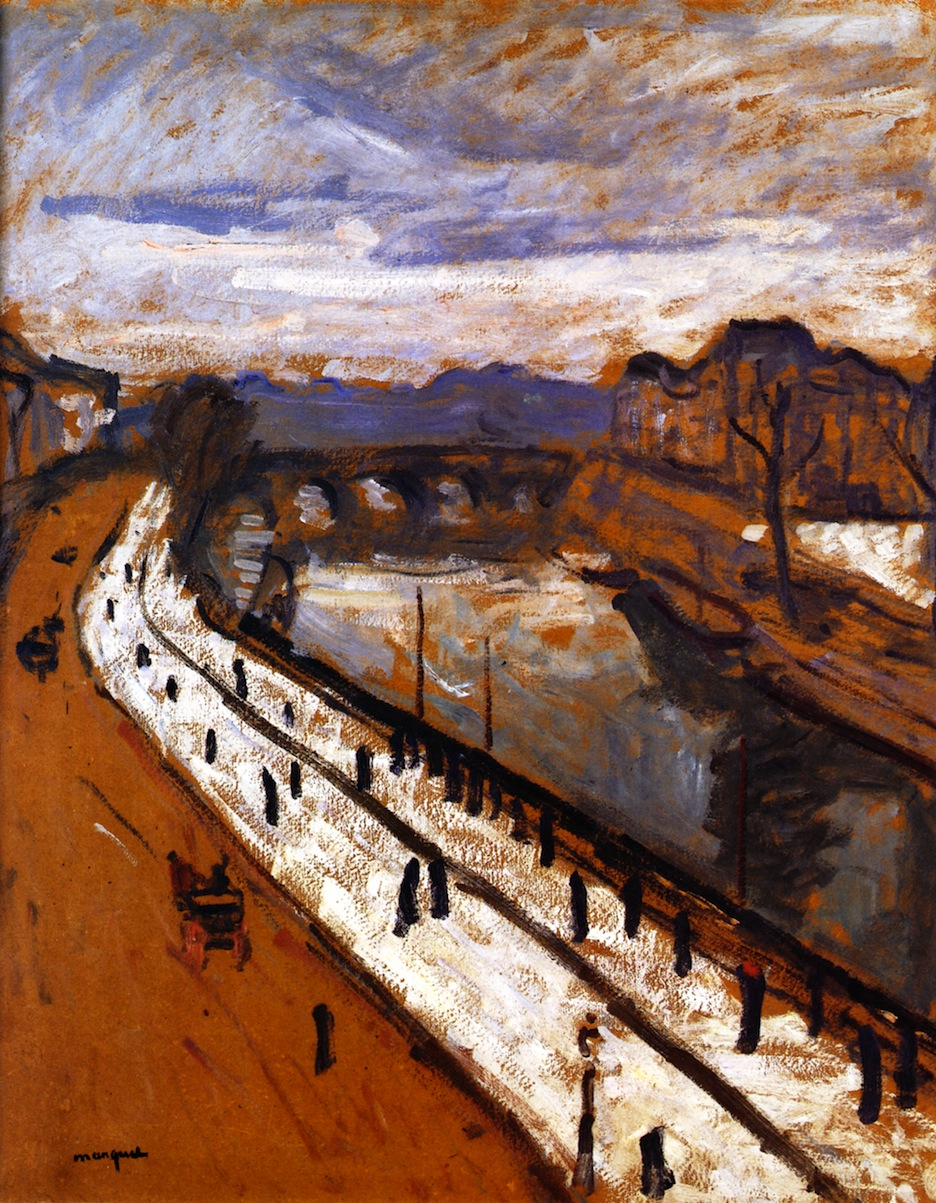
Le Quai des Grands Augustins (1905, huile sur carton, 80 × 65 cm, musée national d'Art moderne).
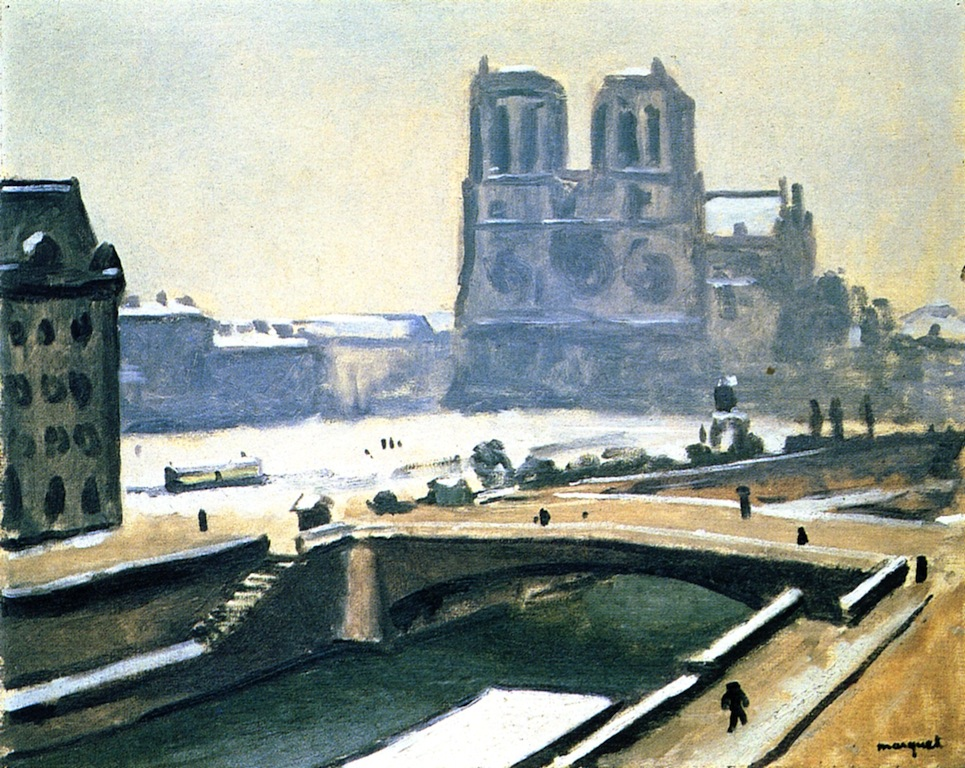
Notre-Dame sous la neige (1905, huile sur toile, 65 × 82 cm, musée des beaux-arts de Lausanne).
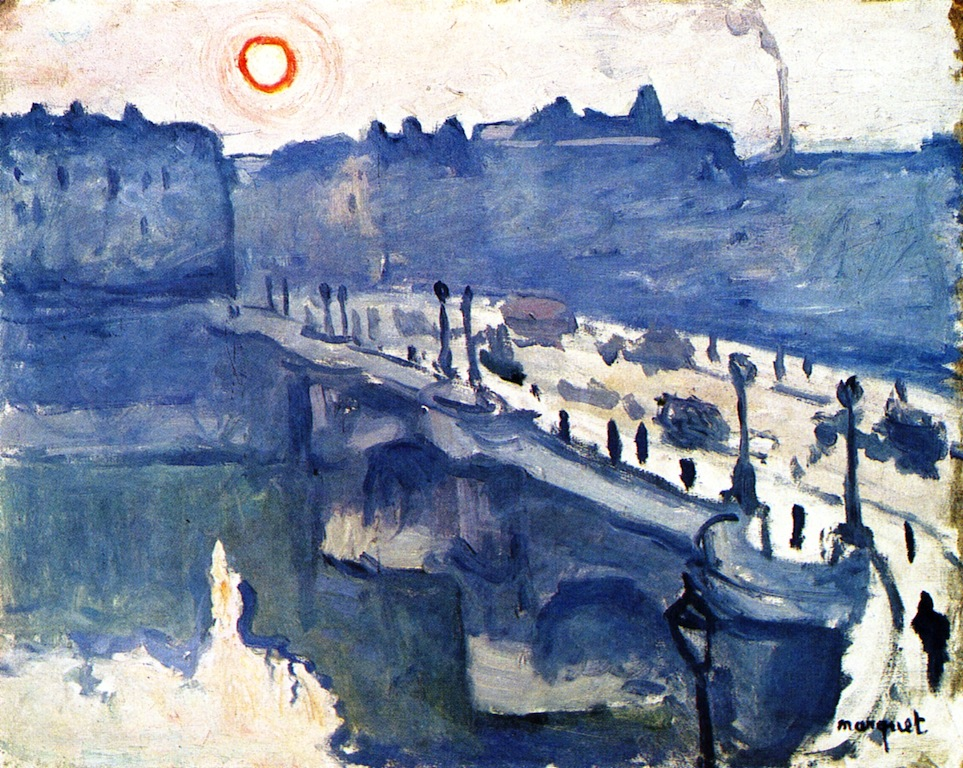
La Seine au Pont-Neuf, effet de brouillard (v. 1906, huile sur toile, 65 × 81 cm, musée des Beaux-Arts de Nancy).
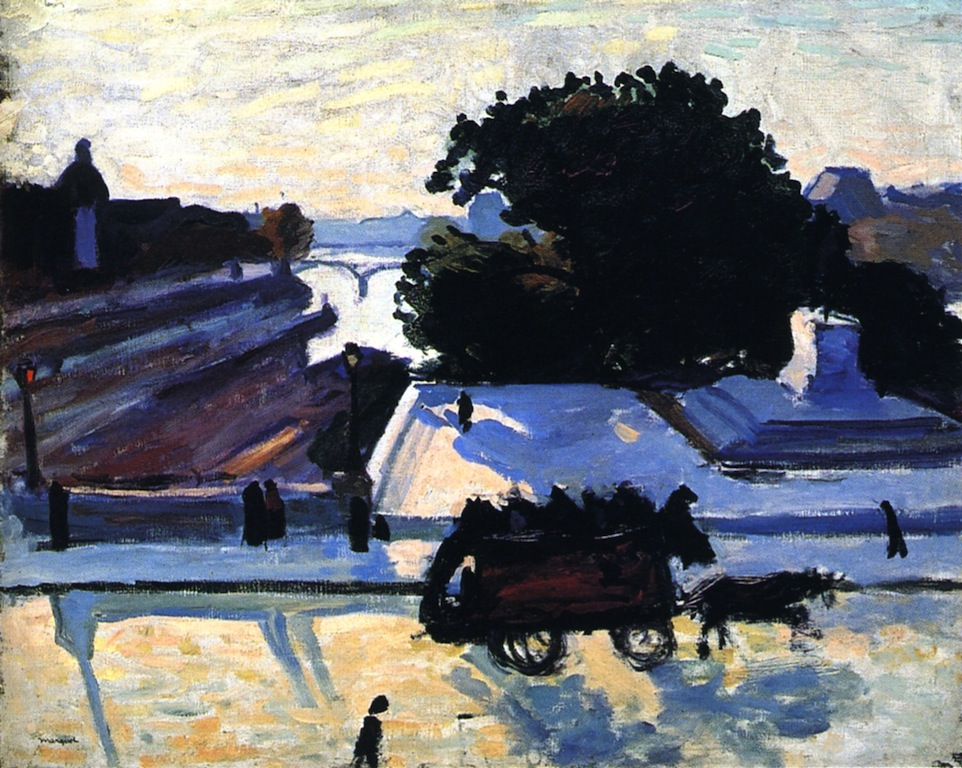
Le quai du Louvre et le Pont-Neuf à Paris (1906, huile sur toile, 60 × 71 cm, musée de l'Ermitage)

Durant cette période Marquet et Matisse travaillent toujours côte à côte, en cours, au jardin du Luxembourg, à Arcueil, à Saint-Cloud. Parfois réalisés au pastel mais dans des teintes vives, leurs paysages au tournant du siècle manifestent leur commune admiration pour Cézanne. Marquet ne tient pas en place et entraîne toujours Matisse dehors. Ils s'essaient à saisir le plus vite possible des scènes de rue, des personnages en plein mouvement : péniches, fiacres, cyclistes, passants pressés, blanchisseuses, chanteuses de café-concert — autant de croquis que Marquet met en réserve pour animer ses peintures. Il excelle dans ces exercices en noir et blanc où comptent l'économie du geste et la sûreté du trait : Matisse l'apparente plus tard aux « fous de dessin » japonais, Hokusai en particulier,. Tous deux se retrouvent enfin chez Henri Manguin, seul à disposer d'un atelier où partager à plusieurs les frais d'un modèle : jusqu'à ce que Manguin la quitte pour Neuilly, tous les artistes marquants du début du XXe siècle auront fréquenté sa maison du 61 rue Boursault, dans le 17e arrondissement. Des toiles de 1904-1905 où ils se peignent mutuellement en train de peindre témoignent de l'émulation qui a fait de ce lieu l'un des creusets du fauvisme.

#### Sous la bannière fauve

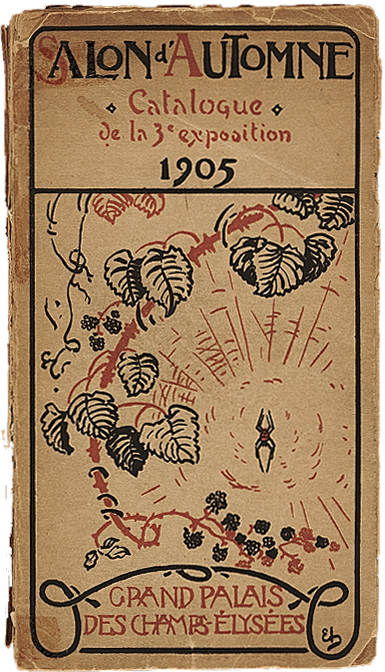
Couverture du catalogue du Salon d'automne de 1905.

Le rôle prépondérant de Matisse dans le mouvement a occulté celui de Marquet, qui s'y est investi sans s'y engager à fond.
Parmi tous les courants du postimpressionnisme, le fauvisme émerge au tout début du XXe siècle pour s'éteindre dès les années 1910, non sans avoir révolutionné l'approche chromatique en peinture. Rejoints par d'autres, plusieurs anciens de l'atelier de Gustave Moreau, Matisse et Marquet en tête, entrent dès 1898 en dissidence contre les règles académiques en développant les principes suivants : formes simplifiées, couleurs pures cloisonnées et posées en aplats, détachées de la réalité, plus violentes que celles des nabis de la décennie précédente.

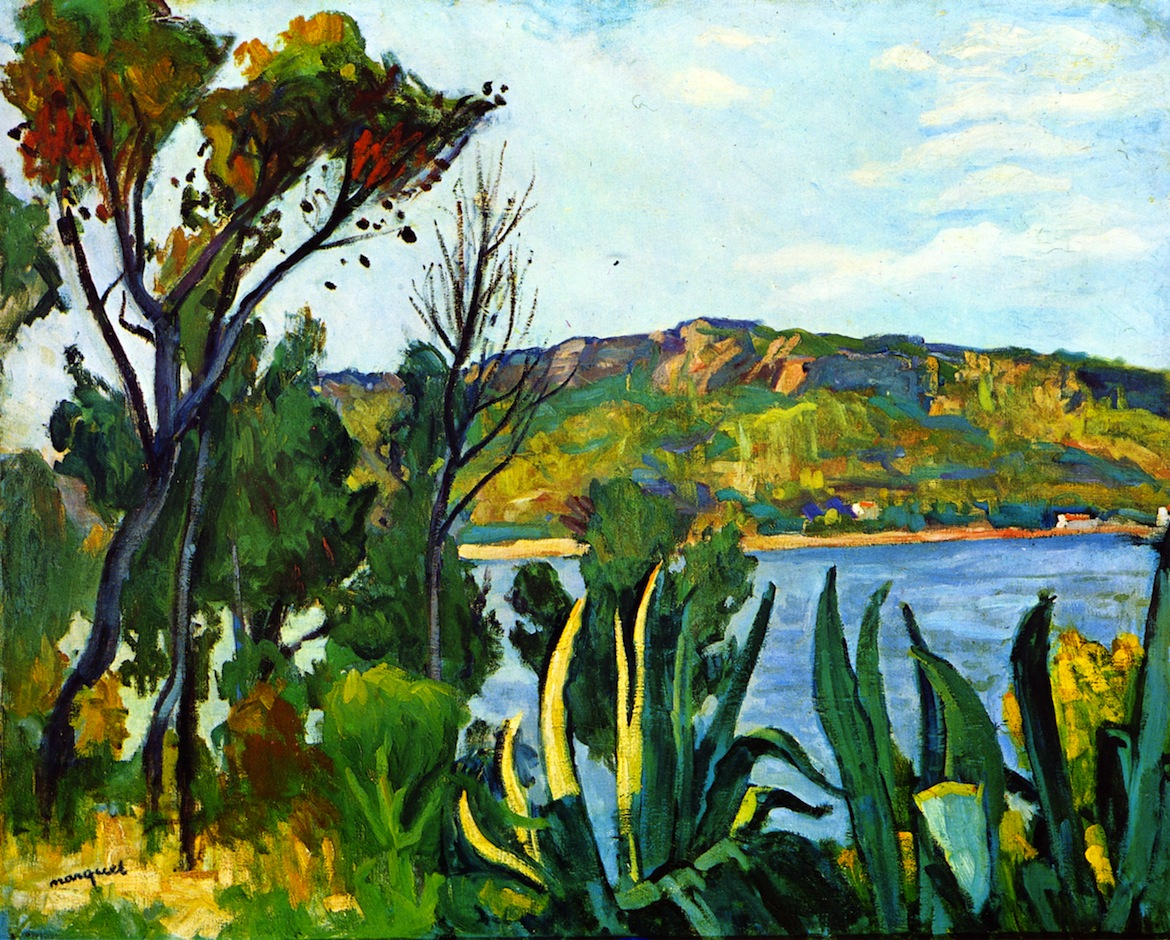
Vue d'Agay présentée au salon de 1905 (huile sur toile,, musée national d'Art moderne).

À partir de 1901 Marquet expose avec les autres au Salon des indépendants, et Claude Roger-Marx salue bientôt son « autorité grandissante » parmi ces coloristes puissants inspirés tant par Cézanne que par les vieux maîtres. Dès 1902 Berthe Weill ouvre sa galerie de la rue Victor-Massé aux « élèves de Gustave Moreau », à commencer par Matisse et Marquet : tout comme Eugène Druet, elle s'est intéressée aux fauves avant même qu'ils gagnent leur surnom au Salon d'automne de 1905. Cette année-là, dans la salle VII du salon qui depuis deux ans offre leur chance à de jeunes artistes, cinq toiles de Marquet figurent parmi celles de Matisse, Derain, Vlaminck, Manguin et Camoin. Les formes et surtout les couleurs font scandale : Camille Mauclair a l'impression d'un « pot de peinture jeté à la face du public » et Marcel Nicolle de « jeux barbares et naïfs » d'enfants ; Louis Vauxcelles, mieux disposé, parle quand même d'« orgie des tons purs » et compare une statue d'Albert Marque placée au milieu de la salle à un « Donatello parmi les fauves ».
Conscient comme ses camarades qu'il leur faut une visibilité, Marquet est de toutes les expositions et de tous les comités organisateurs. Il ne suit pourtant pas Matisse dans ses explorations divisionnistes aux côtés de Paul Signac et André Derain, ni dans sa conceptualisation de la couleur comme vecteur d'expressivité : Matisse raconte même qu'un jour de 1903, son ami peignant avec lui au Luxembourg lui avait ironiquement demandé en voyant les couleurs de son tableau comment il ferait s'il avait un perroquet à y rajouter. Marquet, qui garde une approche réaliste, s'attache déjà davantage aux lignes et aux valeurs ; peindre à la manière fauve consiste pour lui à user de tons purs tout en opposant, selon Roger-Marx, « une sourde résistance à ce qu'il y a d'un peu forcé et de systématique dans l'exaltation colorée que cultivent ses camarades ». On lui reproche « un fauvisme assagi propre à plaire au grand public » (Gustave Coquiot), à ceux qui aiment « les fauves transformés en chats d'appartement » (Tériade).
À en croire un raccourci peut-être excessif de Vauxcelles, Marquet était entré dans la « cage aux fauves » « pour ne pas lâcher les copains […], son esthétique [étant] aux antipodes de la leur ». Il n'en est pas moins « enrôlé à tout jamais dans le mouvement ».

#### Chemins personnels

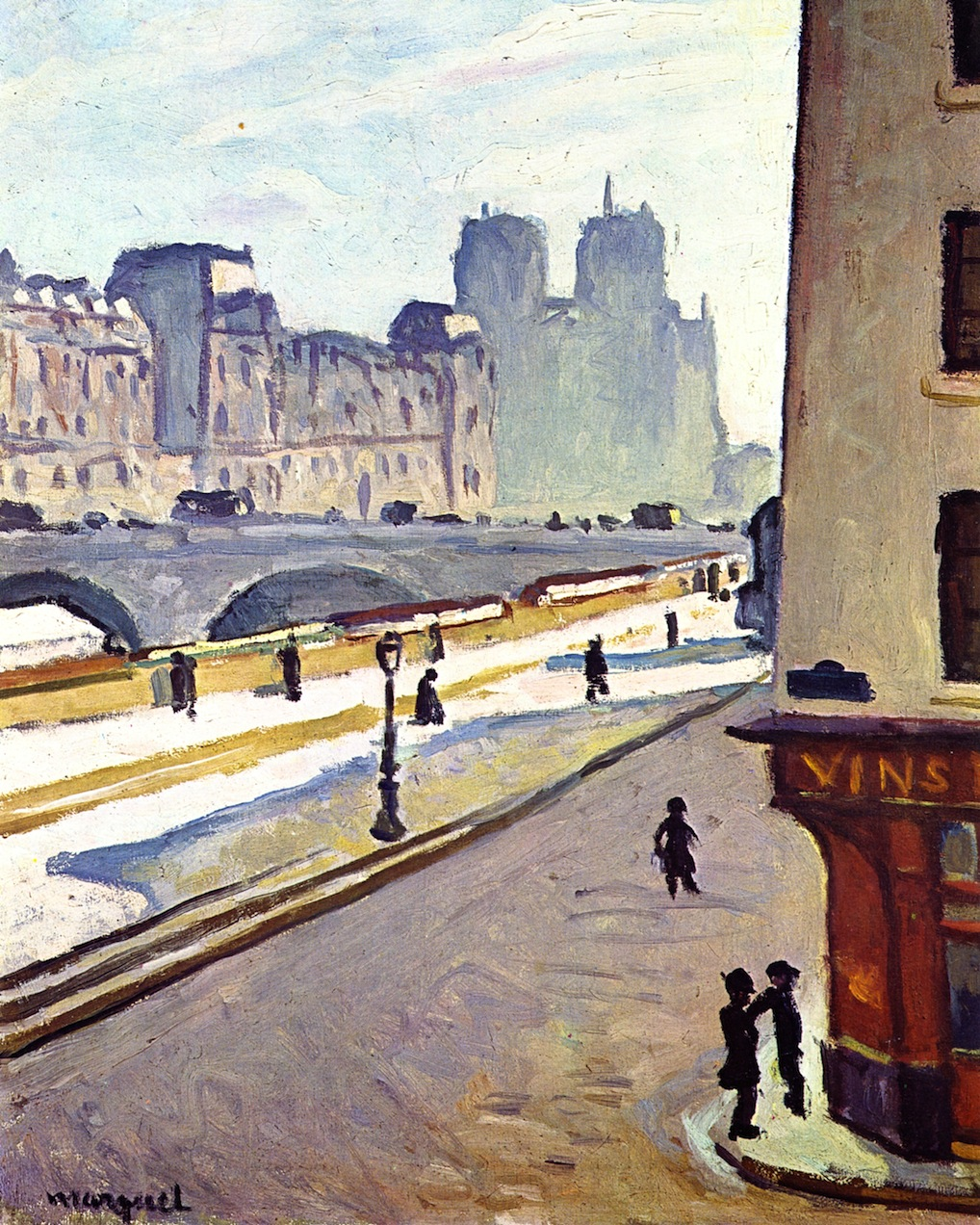
Notre-Dame, soleil (1904, huile sur toile,, musée des Beaux-Arts de Pau).

Rebelle mais discret, Marquet manifeste son indépendance par ses silences mêmes, tout en restant proche de ses amis.
Il en va de ses liens avec le fauvisme comme de son attirance pour le japonisme, visible à travers sa concision formelle ou ses perspectives à vol d'oiseau : il s'en dégage rapidement en captant ce à quoi il a été sensible. De même il a été soumis à l'influence diffuse des milieux symbolistes teintés d'anarchisme, à travers ses maîtres Gustave Moreau et Eugène Carrière, ses aînés Odilon Redon ou Félix Vallotton, ou encore ses amis Maximilien Luce, Félix Fénéon, George Besson : il en retire surtout l'idée d'une peinture spontanée, sans filtre, qui se tienne éloignée de la culture classique comme des élaborations conceptuelles pour rester au plus près du réel et de l'émotion.

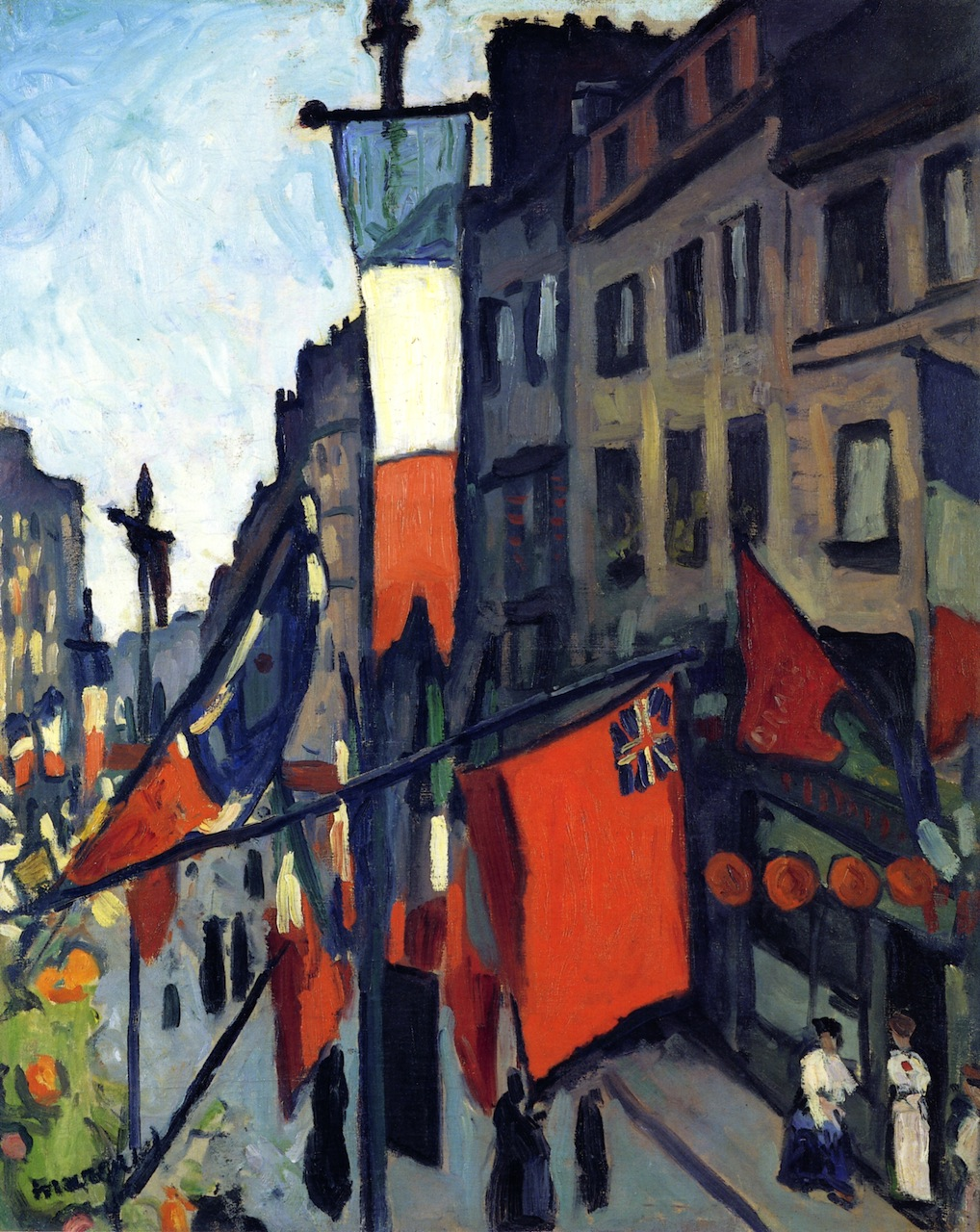
Le 14 juillet au Havre (1906, huile sur toile,, musée Albert-André).

Réfractaire à toute autorité sans être militant, Marquet a noué des liens étroits avec les milieux libertaires des années 1890-1900 — ce qui ne l'empêchera pas de rejoindre dans l'entre-deux-guerres une gauche antifasciste plus classique. S'il n'a jamais clairement exprimé ses opinions, « il a un côté ni dieu ni maître, ni jury ni récompense », résume Sophie Krebs,. Le critique d'art Emil Szittya ne lui prête pas la radicalité politique d'un Besson ou d'un Fénéon, mais un regard dont la bienveillance teintée d'ironie émane selon lui d'un même humanisme. Apollinaire disait d'ailleurs de Marquet en 1910 : « Ce peintre regarde la nature avec bonté. Il y a en lui un peu de la douceur de saint François. »
Dès le tournant du siècle Marquet s'est mis à prendre des vacances hors de Paris, en famille ou chez des amis, faute d'argent. En 1903 il séjourne en Normandie avec Henri Manguin et les siens, avant de sillonner la région en sa compagnie, de Falaise à Flamanville. L'été suivant il reste à Paris peaufiner une série de dessins destinés à illustrer Bubu de Montparnasse, roman de Charles-Louis Philippe, qu'il a peut-être rencontré en 1901 à La Revue blanche : ces illustrations, nées de leurs flâneries sur les boulevards, sont refusées par l'éditeur à la grande déception de Marquet et de l'écrivain,.
C'est en 1905 que le peintre découvre la Côte d'Azur. Suivant l'habitude de certains artistes — tels Gauguin et Van Gogh — d'aller travailler dans le Midi en communauté , Henri Manguin a loué une villa près de Saint-Tropez : Marquet préfère un petit hôtel sur le port où il passe plus de temps au café qu'à peindre. Charles Camoin l'accompagne chez Signac comme auprès des prostituées du bar des Roses qu'ils font poser à l'occasion. Marquet part ensuite pour Nice et Menton, puis revient voir Cassis, Agay et Marseille : toute sa vie il s'est senti dans son élément au milieu de l'animation du port phocéen et de ses abords.
Toujours attiré par ailleurs, à l'instar des impressionnistes, par les eaux et les lumières normandes, il rejoint en juillet 1906 Raoul Dufy au Havre : ils peignent du balcon de leur hôtel les rues et maisons pavoisées pour la fête nationale et posent leur chevalet sur la plage de Sainte-Adresse ; en août ils se rendent à Honfleur, Trouville, Fécamp, Dieppe.
Les années 1905-1906 marquent un tournant : Albert Marquet commence à être connu et sort de ses difficultés financières. L'État, qui lui a acheté dès 1904 Les Arbres à Billancourt, récidive l'année suivante avec Notre-Dame, soleil et en 1906 avec Le Port de Fécamp. Invité cette année-là par l'historien d'art Élie Faure à participer au Salon belge de La Libre Esthétique, Marquet y recommande son ami Matisse. En marge des salons, les galeristes Berthe Weill, Eugène Druet et bientôt Bernheim-Jeune l'exposent parmi d'autres. Un contrat d'exclusivité signé avec Druet en 1905 et renouvelé en 1906 le met désormais à l'abri du besoin.

### La reconnaissance (1907-1919)

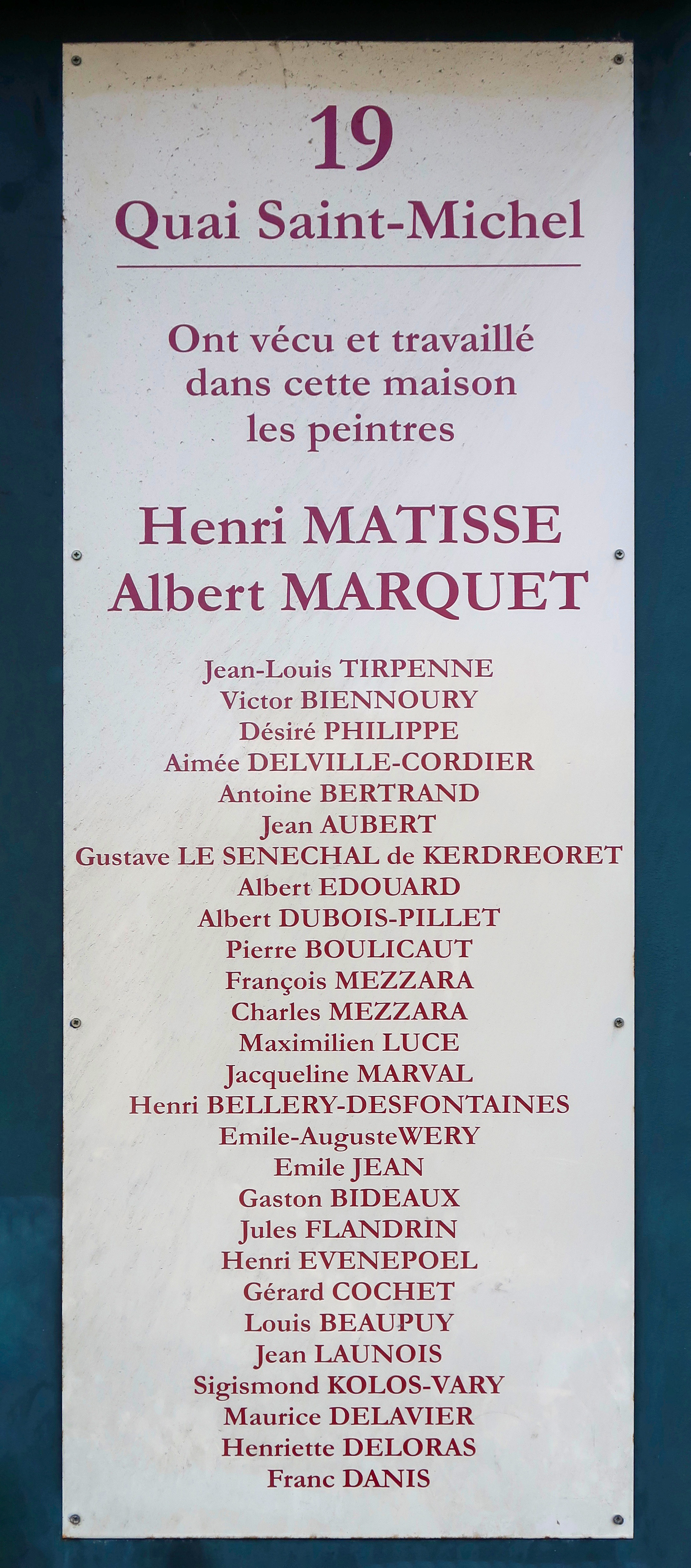
Marquet a peint là près de vingt-cinq ans.

Marquet peut désormais voyager loin, souvent avec des amis : il visite dans un curieux chassé-croisé les mêmes lieux que Matisse avant ou après lui. Le reste du temps il peint et sa notoriété augmente. Il participe à des expositions tant à Paris que dans d'autres capitales, même pendant la Première Guerre mondiale où il est démobilisé : « Continuez de peindre. Personne, dans ce domaine, ne peut vous remplacer », déclare le député collectionneur Marcel Sembat à Matisse et Marquet. Cette décennie est aussi celle de la liaison de celui-ci avec Yvonne, son modèle préféré.

#### Amis, amours et plaisirs
Albert Marquet ne travaille pas sans relâche : il aime s'amuser et a une vie sociale bien remplie.
En 1908 il reprend le bail du petit logement-atelier (un deux pièces-cuisine) libéré par Matisse en face de chez lui, au 5e étage du 19 quai Saint-Michel — son ami réemménageant au 4e en 1914. S'il fréquente régulièrement jusqu'à la Première Guerre mondiale les cours de croquis de l'Académie Ranson, il arrive à Marquet de s'ennuyer lorsque Matisse et par exemple Juan Gris se lancent dans des discussions abstraites sur l'art. Moins sérieux que son aîné — qui se soucie pourtant toujours de son jugement —, il se laisse plus facilement déconcentrer et tenter, selon ses propres termes, par des plaisirs de « célibataire libertin putassier » peu avouables devant Amélie Matisse : à Marseille notamment, il fréquente les maisons closes avec Camoin ou George Besson. Celui-ci lui a été présenté en mai 1910 par Francis Jourdain et leur amitié prend un tour vraiment intime à partir de 1917, pour ne cesser qu'à la mort de Marquet. Tous deux réussissent à entraîner Matisse dans leurs escapades méridionales en 1915 et en 1917,.

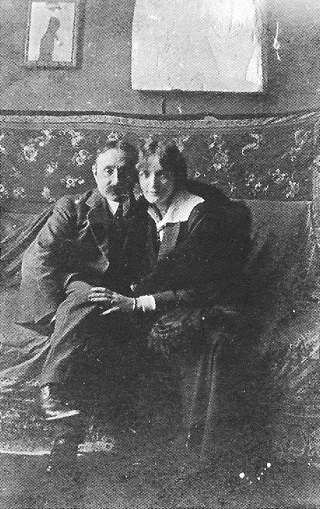
Albert et Ernestine-Yvonne vers 1910, quai Saint-Michel.

Durant l'hiver 1908-1909, Marquet renoue avec l'étude du nu délaissée depuis ses années d'École, en jouant de couleurs plus douces et d'ombres masquant partiellement les formes. Parmi ses modèles, Ernestine Bazin, dite Yvonne, est une jeune femme vive et délurée qui sait le faire rire. Bien qu'il ne semble pas éprouver beaucoup d'amour pour elle et que ses amis ne la tiennent pas en haute estime, ils resteront en ménage jusqu'en 1922 — Marquet conservant par ailleurs sa liberté. Elle lui inspire des toiles dont l'érotisme frontal où transparaît le désir du peintre rompt avec les poses plus convenues des modèles académiques.

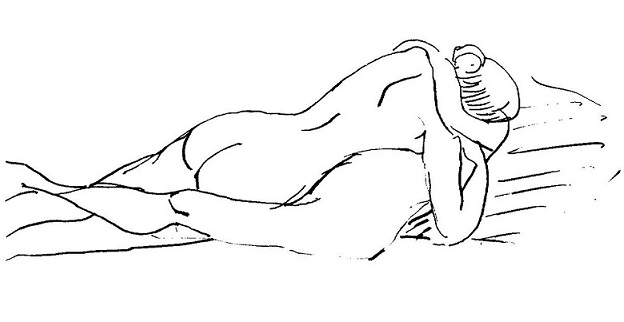
Dessin tiré de L'Académie des Dames.

En parallèle, Marquet tire des ébats auxquels il assiste dans les lupanars — hommes et femmes ou femmes entre elles — quelques tableaux (Les Deux Amies) et une série de dessins érotiques plus ou moins crus, réalisés à l'encre jusque dans les années 1920 : ils nourrissent les vingt estampes de L'Académie des dames, publié en 1930 avec un poème de Verlaine, ainsi que d'autres recueils circulant plus ou moins sous le manteau.
Marquet peint encore vers cette époque quelques portraits de proches mais préfère de loin le spectacle stimulant et infini que lui procurent ses promenades ou ce qu'il voit de ses fenêtres. Tombé amoureux de Paris, il aime rêvasser sur les bords de Seine ou à la terrasse des cafés ; Matisse lui reproche cette oisiveté bien qu'il sache l'artiste toujours à l'affût derrière le flâneur.
Marquet joue au billard, aux échecs — disputant avec Camoin des parties interminables —, et il n'est pas le dernier à faire la fête. Le 21 mars 1914 a lieu dans l'atelier de Van Dongen à Montparnasse un bal costumé mémorable : « Le déguisement est obligatoire pour les hommes. Les femmes sont priées d'être belles et peu vêtues », stipulait le carton d'invitation. George Besson se rappelle, parmi la foule d'artistes, écrivains, comédiens, sportifs ou individus louches, « Matisse, Marquet et Camoin, costumés en popes barbus, dansant à la cosaque, vociférant et enlevant leur robe pour apparaître en maillot rose avec des muscles mal placés, des touffes de poils arbitrairement distribuées, et […] des inscriptions désignant d'effroyables infirmités ».
Marquet a trente-neuf ans lors de la déclaration de guerre : il est mobilisé puis réformé pour raison de santé. Il vit les angoisses de l'automne 1914 en compagnie de Matisse. Déambulant au Quartier latin avec Van Dongen, ils se sentent inutiles, s'inquiètent du sort de leurs amis partis au front et s'organisent pour leur adresser des colis de nourriture et de vêtements, en plus d'un courrier abondant. En 1915 Marquet aide dans la mesure de ses moyens des anciens des Beaux-Arts en permission. Lorsqu'ils quittent Paris, lui et Matisse se relaient pour revenir veiller sur leurs ateliers respectifs. En novembre 1918, tous les camarades fêtent ensemble dans la capitale la fin des hostilités.

#### Voyages
Marquet se découvre voyageur insatiable — même s'il travaille alors plus irrégulièrement.
En mai 1907, Marquet, Charles Camoin et Othon Friesz explorent Londres avec beaucoup d'excitation. Mi-juillet, un second séjour de Marquet — logeant à Soho, il se débrouille sans parler anglais — est interrompu au bout de quelques jours : le jeune homme doit rentrer au chevet de sa mère, qui s'éteint au Teich le 25 août. Très affecté, il descend travailler à Ciboure et Saint-Jean-de-Luz. L'année suivante il visite l'Italie avec Henri Manguin, poussant jusqu'à Rome puis Naples ; il s'arrête entre autres à Fiesole où se trouvent Paul Signac mais aussi Leo et Gertrude Stein, défenseurs de l'art moderne et en particulier du fauvisme. Au retour Marquet va voir Camoin à Cassis avant de se reposer de la chaleur dans un hôtel de Poissy. La vieille cité médiévale industrialisée au XIXe siècle a gardé son charme et ses guinguettes, lui suggérant plusieurs esquisses et toiles de petit format. Par temps gris il pêche à la ligne avec Matisse venu le rejoindre. Tous deux décident de passer une semaine à Dakar avant le Salon d'automne.
Pendant les premiers mois de l'année 1909, Marquet est à Hambourg où Matisse lui a fourni des contacts : froid, pluie et neige ne l'empêchent pas de peindre ni de dessiner mais il préférera pour les hivers à venir son atelier parisien. Il visite dans la foulée les musées de Berlin, Dresde et Munich. Rentré très fatigué, il repart néanmoins dès le mois de juin pour Naples — où il fait l'ascension du Vésuve — et la Sicile, puis en septembre pour Tanger, avec l'écrivain Eugène Montfort ; en revenant ils font halte à Séville. En 1910, une grippe lui ayant gâché un nouveau séjour à Londres, Marquet passe l'été auprès de Manguin puis de Friesz dans une villa louée à Villennes-sur-Seine, près de Poissy. Il se rend ensuite avec Matisse en Bavière et en Autriche.
Opéré d'une hernie en novembre 1910, Marquet garde la chambre un mois et reprend la peinture de nu pour se ménager, d'autant qu'il est, selon ses propres dires, « toujours entre les rhumes et les rhumatismes » : il ne se risque à retravailler dehors qu'à partir d'avril 1911, d'abord à Paris où il peint l'Église de la Trinité, puis à Conflans-Sainte-Honorine, Le Havre, Honfleur. Mais dès le mois d'août il parcourt le Maroc à cheval avec Monfort, entre Tétouan, Fès, Rabat et Casablanca. Il n'en rapporte que quelques gouaches, déclarant à Matisse : « Je ne serai jamais un orientaliste ». Il n'en retourne pas moins deux ans plus tard dans le sud du Maroc, toujours avec Montfort. Ses escapades de 1912 et 1913 ont eu sinon pour cadre la Normandie (Rouen qu'il affectionne même par temps gris), le Midi (Marseille, Toulon), et l'Île-de-France (Champigny-sur-Marne, La-Varenne-Saint-Hilaire, Samois, Villennes-sur-Seine).

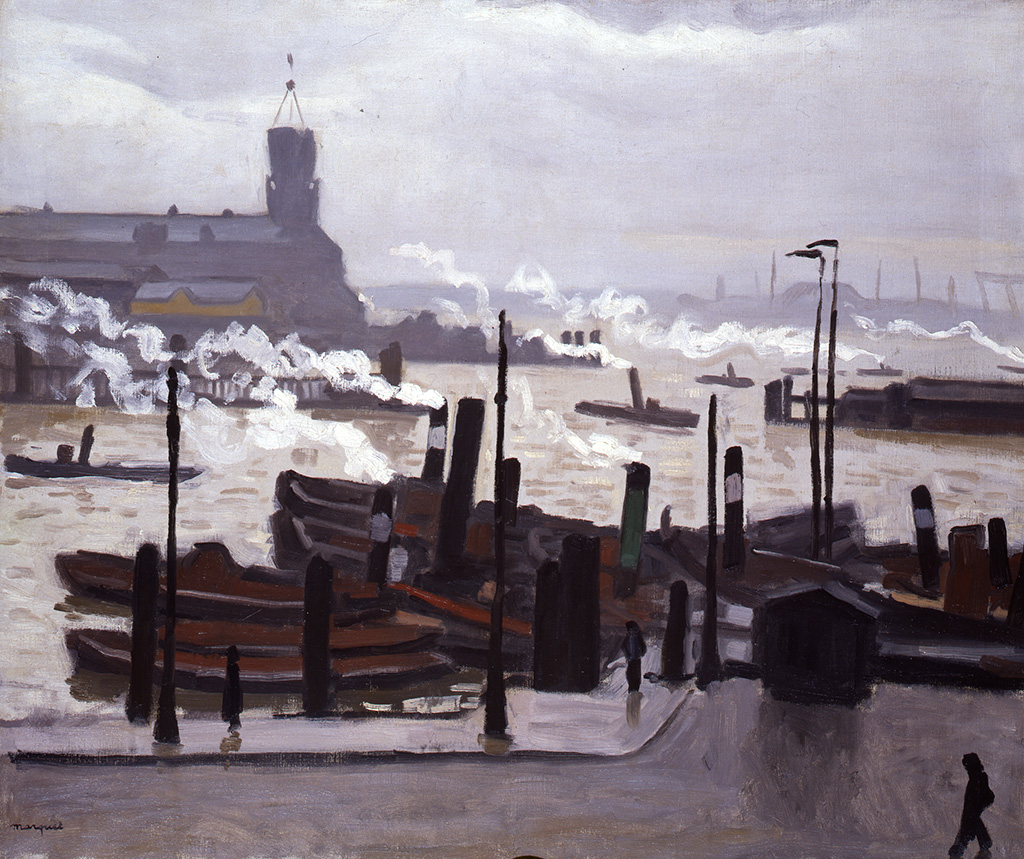
Le Port de Hambourg (1909, huile sur toile, 64,5 × 79 cm, coll. priv.).
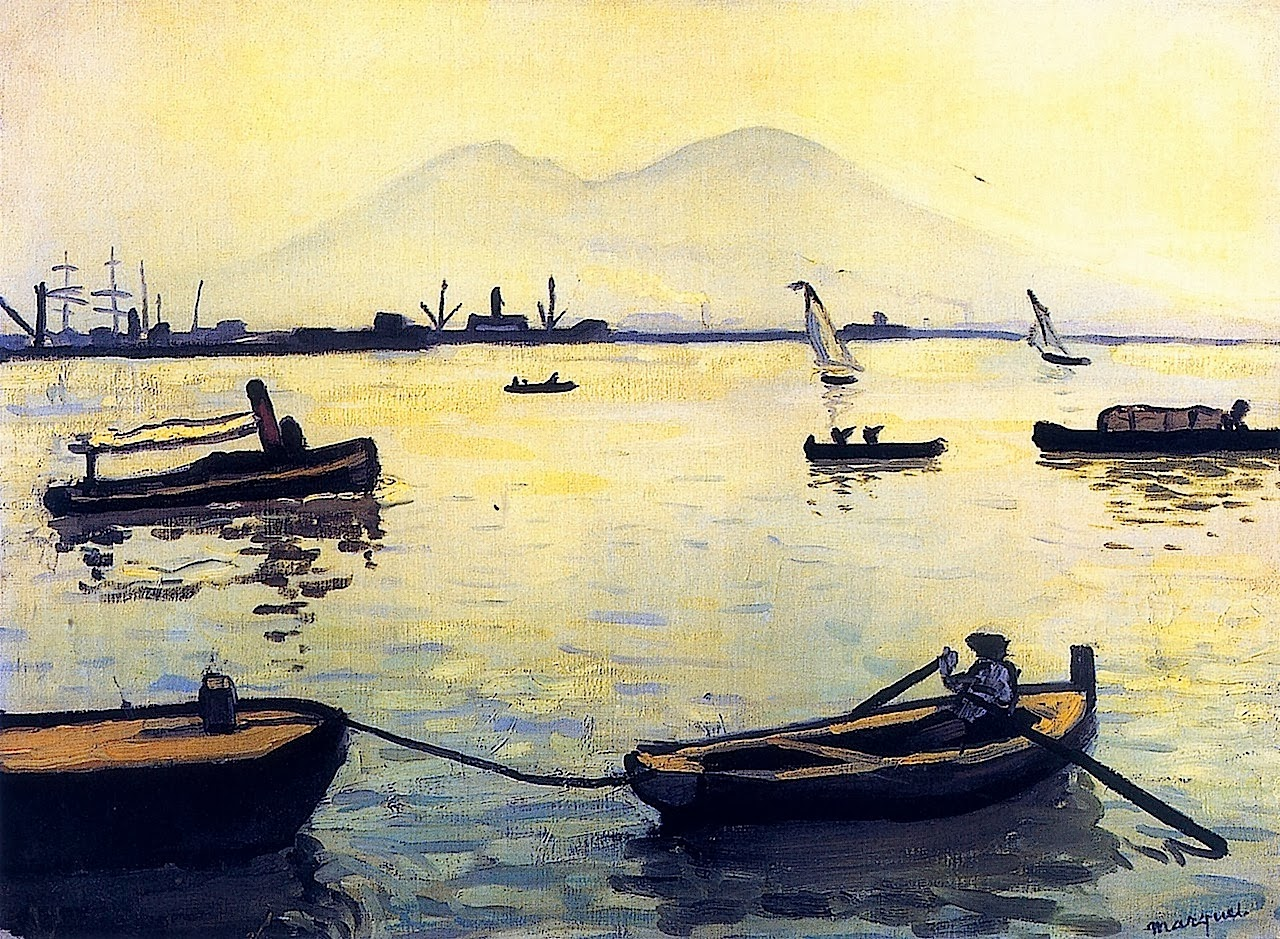
Le Vésuve (v. 1909, huile sur toile, 61 × 80 cm, musée des Beaux-Arts Pouchkine).
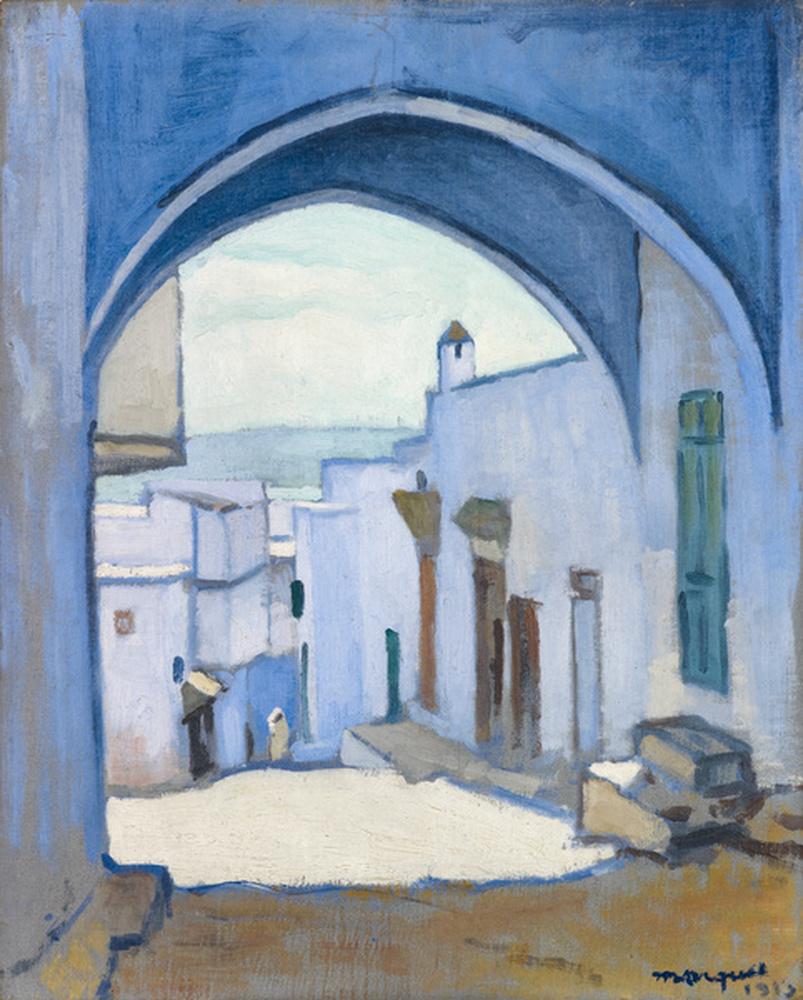
La Citadelle de Tanger (1913, huile sur toile, 40,5 × 32,5 cm, musée de Grenoble).
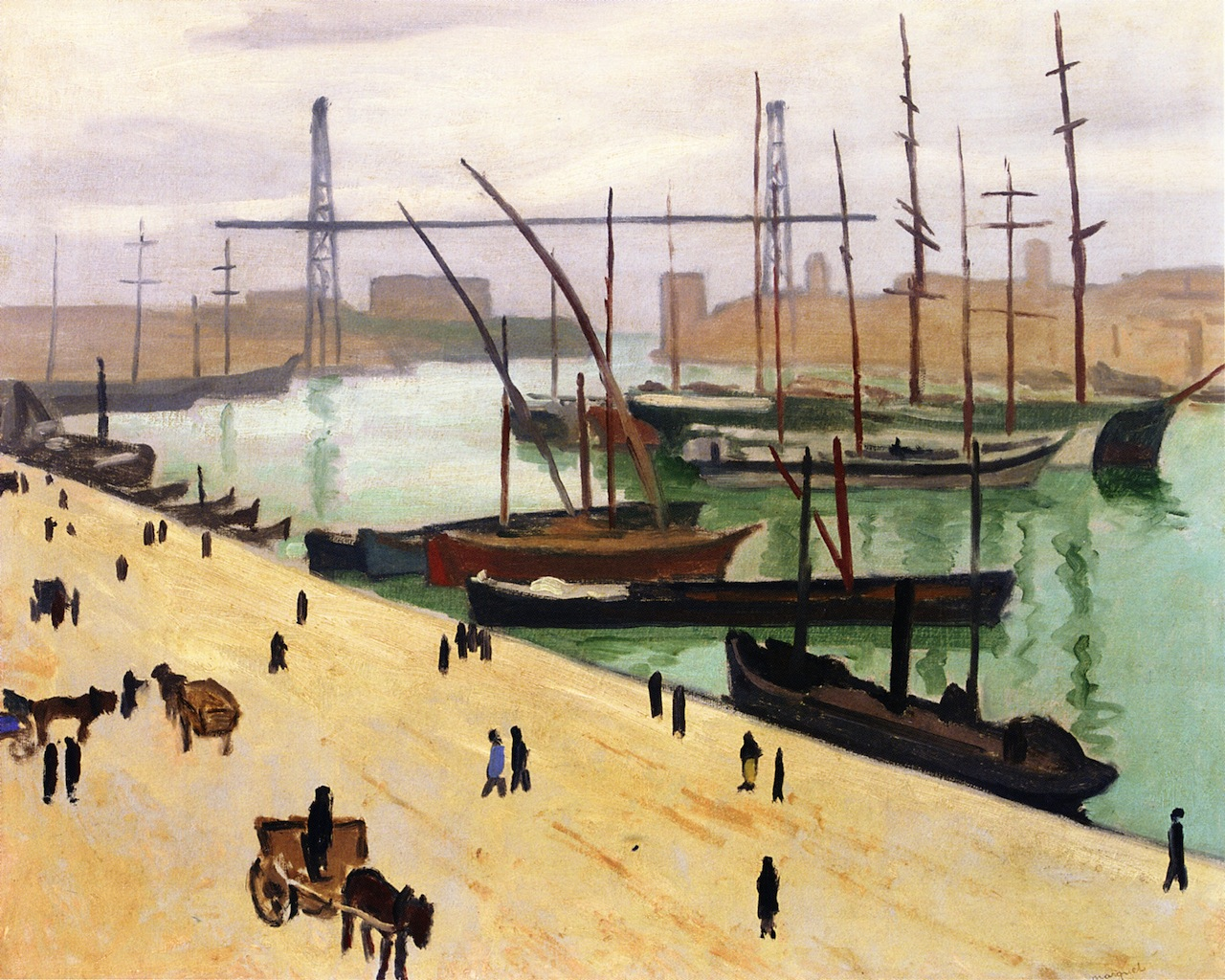
Le Port de Marseille (1916, huile sur toile, 50,5 × 61 cm, coll. priv.).
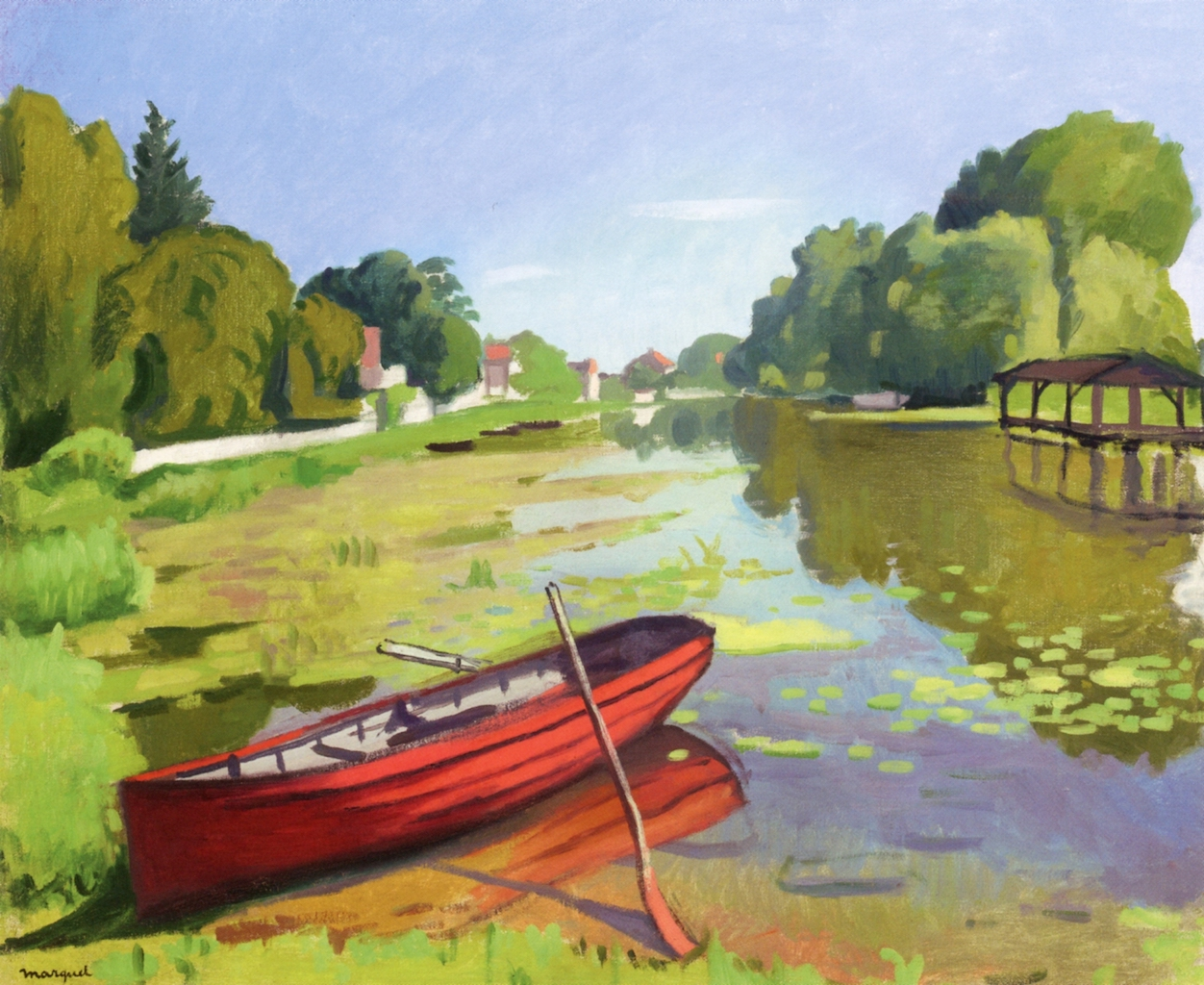
Samois, la barque rouge (1917, huile sur toile, 60 × 73 cm, coll. priv.).
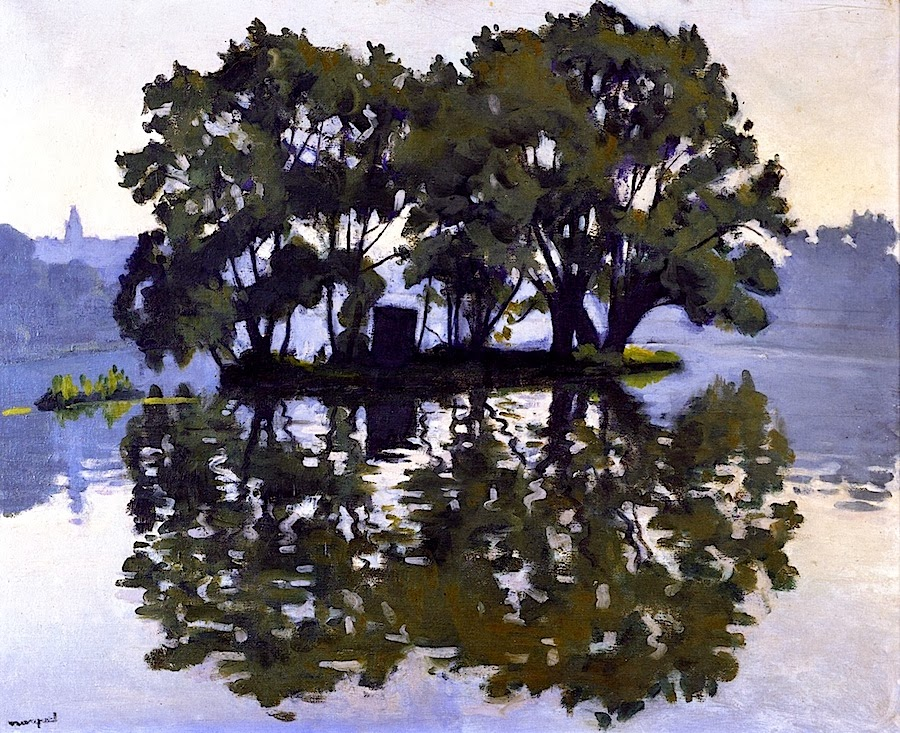
L'Île aux cygnes (1919, huile sur carton, 75 × 81 cm, musée national d'Art moderne).

En mai 1914 Marquet séjourne à Rotterdam, d'où il se rend à La Haye contempler les œuvres de Rembrandt et Vermeer. La guerre va freiner ses déplacements. Fin août 1914 Matisse et lui partent à Collioure, puis à Céret avec Étienne Terrus et Juan Gris, où ils rencontrent le sculpteur Manolo Hugué ; l'inquiétude les fait remonter à Paris dès novembre. Après cela — hormis en avril 1917 un voyage à Barcelone et aux Baléares où il semble s'être amusé sans beaucoup travailler —, Marquet passe toute la guerre soit avec Besson soit avec Matisse, entre Paris qu'il fuit lors des bombardements, diverses bourgades de la région parisienne, et Marseille où il occupe l'appartement de Montfort, quand il ne s'installe pas à l'Estaque.

#### Les succès du peintre

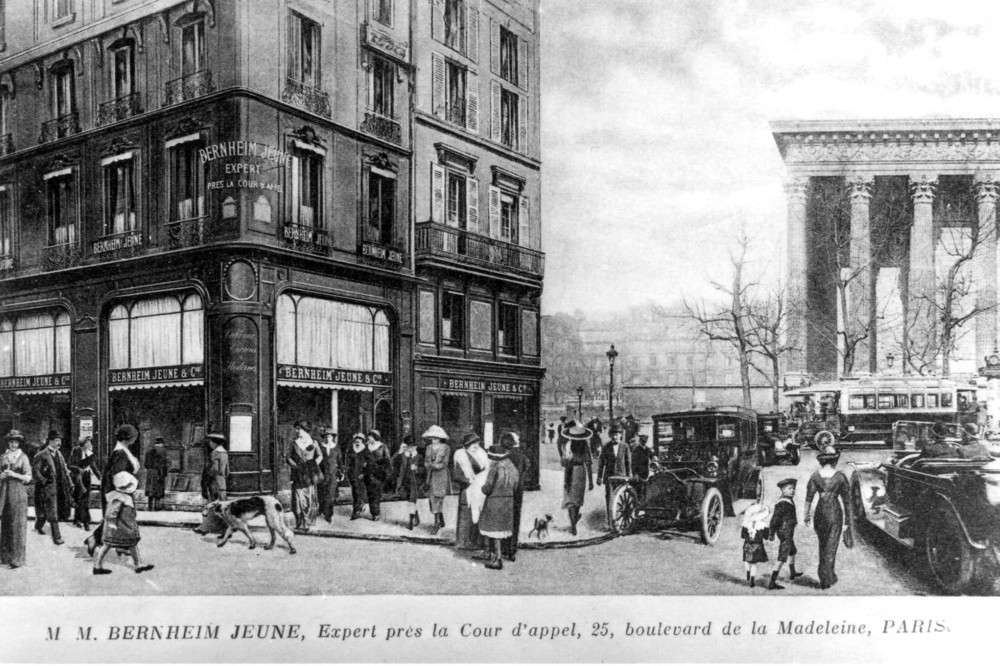
Galerie Bernheim-Jeune, 1910.

L'engouement que suscitent les œuvres d'Albert Marquet se manifeste par l'intérêt croissant des collectionneurs et des expositions en France ou ailleurs.
Marquet continue à participer durant toutes ces années au Salon d'automne et au Salon des indépendants. Il est souvent exposé avec d'autres dans les galeries de Berthe Weill, Bernheim-Jeune, Eugène Blot — qui l'associe à Camille Claudel en novembre 1907. Eugène Druet le range dans le troisième des quatre groupes d'artistes mis en valeur lors de son « Exposition annuelle », et l'inclut dans les peintres dont il montre les dessins et les aquarelles en janvier 1912 : le critique René-Jean compare les paysages à la plume de Marquet « aux belles sépias de Nicolas Poussin ».

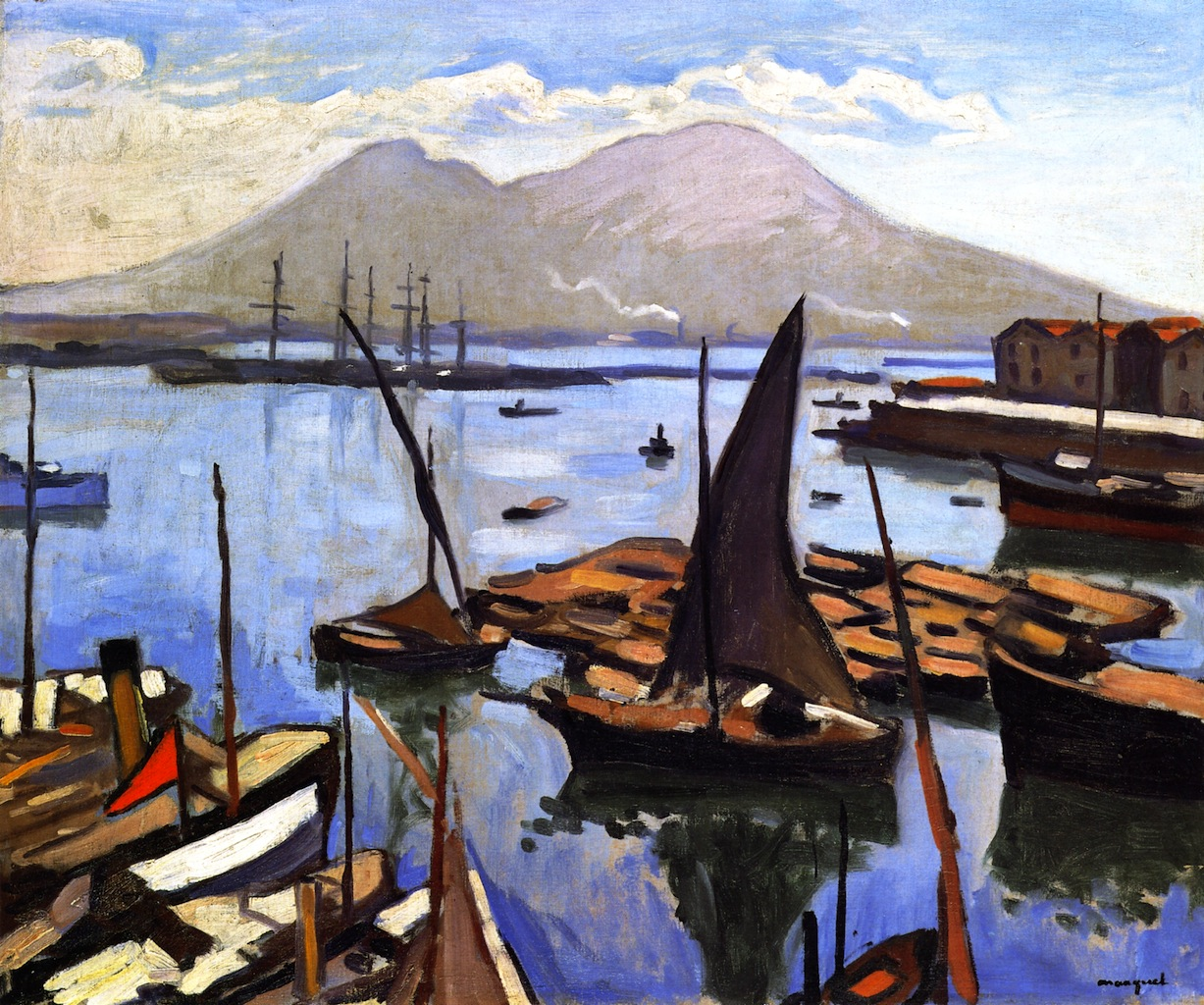
Le Port de Naples (1909, huile sur toile,, musée des Beaux-Arts de Besançon).

Le Cercle de l'art moderne du Havre, où ses œuvres sont accrochées régulièrement depuis 1906, devient aussi l'un des lieux favoris de Marquet, qui sera en outre représenté dans la section artistique de l'Exposition internationale de Lyon entre mai et novembre 1914.
En 1907 Druet lui a offert sa première exposition monographique : trente-neuf toiles étaient visibles en février rue du Faubourg-Saint-Honoré ; cinquante-trois le sont dans la galerie de la rue Royale en mai 1910 et quarante-sept encore en avril 1913, lui attirant des éloges dans Le Figaro, Gil Blas ou Comœdia,.
Les manifestations artistiques se raréfient durant la guerre mais Marquet expose en mars 1916 au Jeu de paume, pour le Salon de la Triennale, et offre des peintures pour des expositions-ventes au profit des artistes ou des victimes de la guerre. C'est là qu'en 1917 Claude Monet lui achète Le Port de Naples, l'invitant de façon pressante à lui rendre visite à Giverny avec Matisse.
Les œuvres de Marquet plaisent également à l'étranger. Après une exposition itinérante de mars à novembre 1907 (Vienne, Budapest, Prague), elles sont montrées au printemps suivant lors de plusieurs manifestations à Liège, Moscou (Galerie Tretiakov) et Berlin — dans le cadre de la Sécession à qui il enverra de nouveau des toiles de 1911 à 1913. À partir de 1909 il figure dans maintes expositions collectives internationales : Saint-Pétersbourg (à l'initiative notamment de la revue Apollon), Kiev, Riga, Odessa, Prague, Cologne, Londres, Bruxelles, Winterthur, Gand (pour l'exposition universelle de 1913), et enfin, grâce à l'entremise de Druet, New York, Boston et Chicago (pour l'« Armory Show » se déroulant de février à mai 1913). Au printemps 1916, Walter Halvorsen, ancien peintre devenu marchand d'art, se fait guider par Matisse et Marquet, dont il a visité l'atelier, pour choisir des œuvres d'artistes variés à rapporter en Norvège.

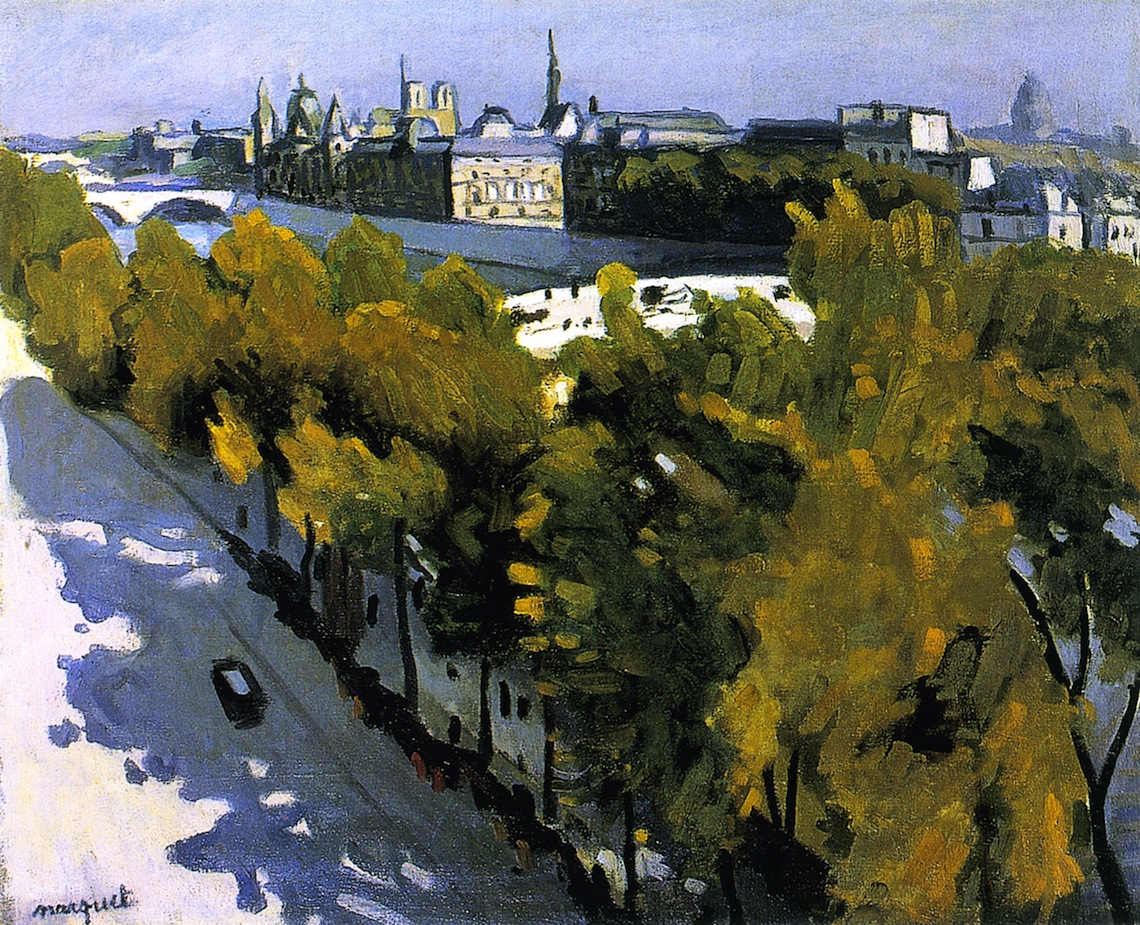
Quai du Louvre et Pont-Neuf (1906, huile sur toile, 60 × 73 cm, coll. Morozov, musée de l'Ermitage).
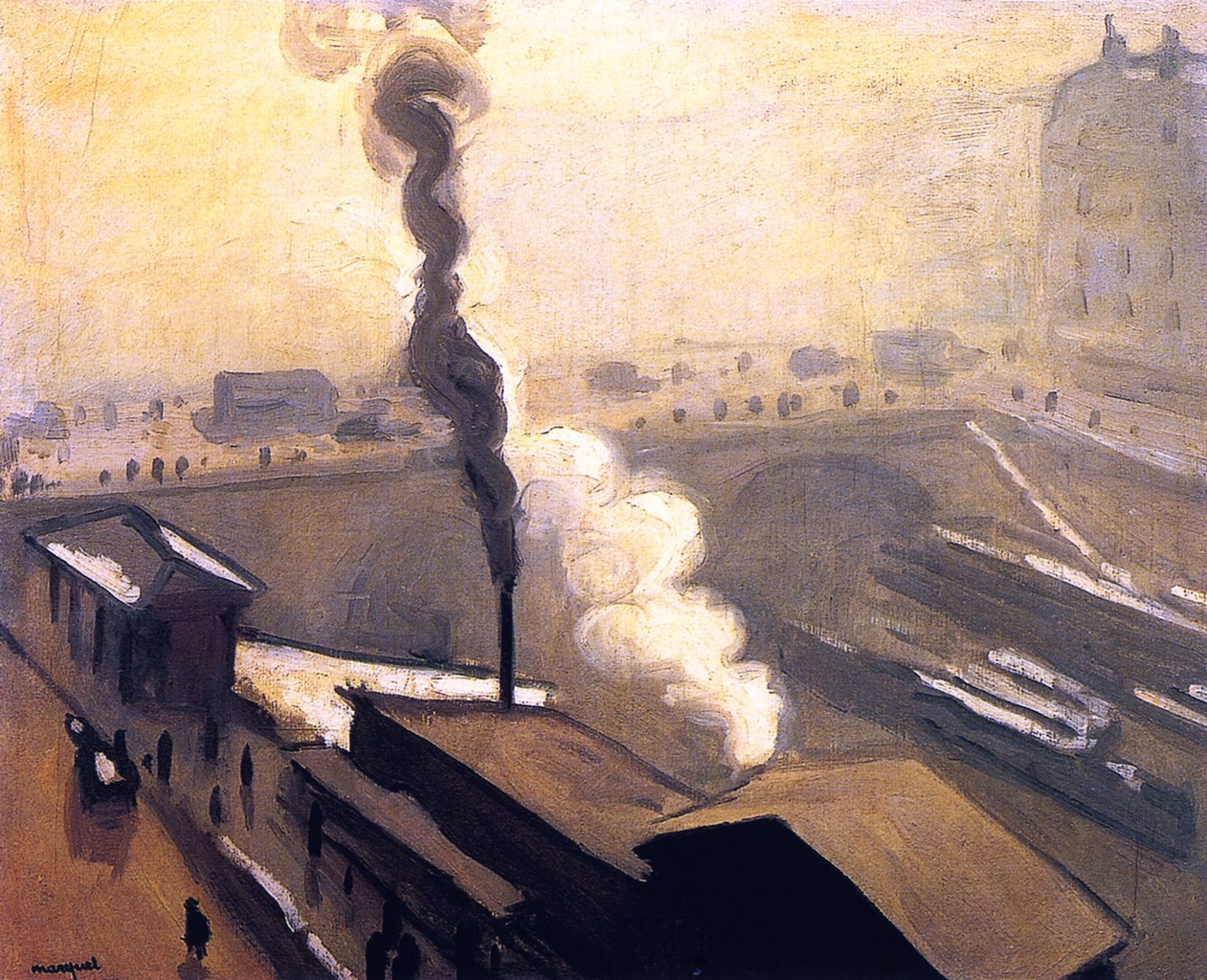
Le Pont Saint-Michel en hiver (1908-1909, huile sur toile, 61 × 81 cm, coll. Chtchoukine, musée Pouchkine).
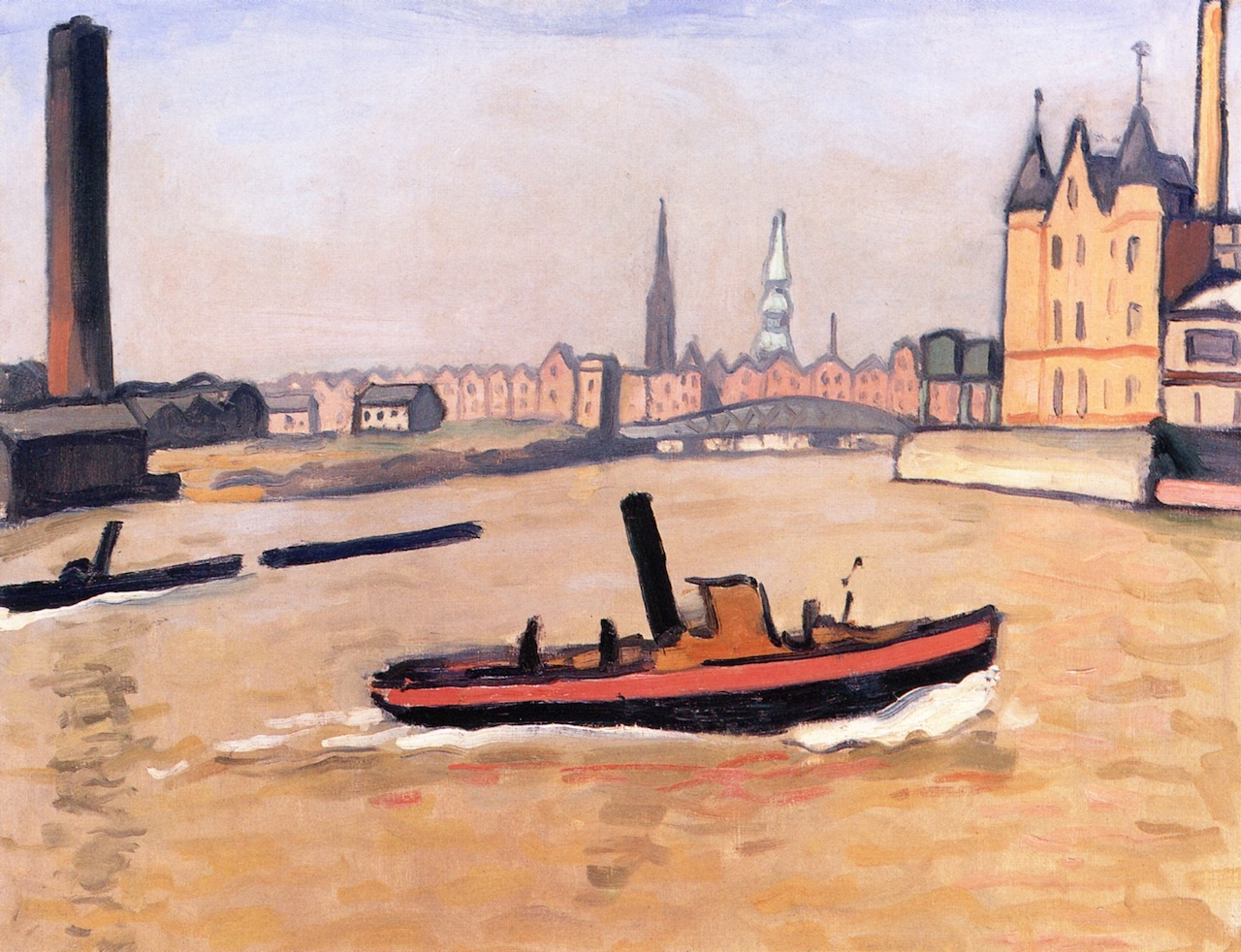
Le Port de Hambourg (1909, huile sur toile, 66,5 × 80 cm, coll. Chtchoukine, musée de l'Ermitage).

Marquet a vendu en 1907 quelques toiles à Daniel-Henry Kahnweiler, marchand du collectionneur russe Ivan Morozov ; celui-ci est également conseillé par Ambroise Vollard, Durand-Ruel et Druet, ces deux derniers étant par ailleurs en relation avec Sergueï Chtchoukine : le peintre vend ainsi à chacun de ces grands amateurs russes d'art moderne un bon nombre d'œuvres entre 1908 et 1913. Attristé par le décès subit d'Eugène Druet en janvier 1916, il voit son contrat reconduit pour trois ans par sa veuve et en signe un autre avec Bernheim-Jeune.
Début 1918 puis derechef au printemps 1919 où Marquet est descendu à Nice soigner une mauvaise grippe, Matisse l'accompagne à Cagnes-sur-Mer chez Renoir et ils font des excursions dans l'arrière-pays. Marquet achève de se remettre en passant l'été à peindre mais aussi à nager, pêcher, canoter ou se promener à Herblay-sur-Seine. De nouveau grippé à la fin de l'année 1919, il décide sur les conseils de son médecin et ami Élie Faure d'aller chercher le soleil en Algérie.

### Entre Paris et Alger (1920-1939)

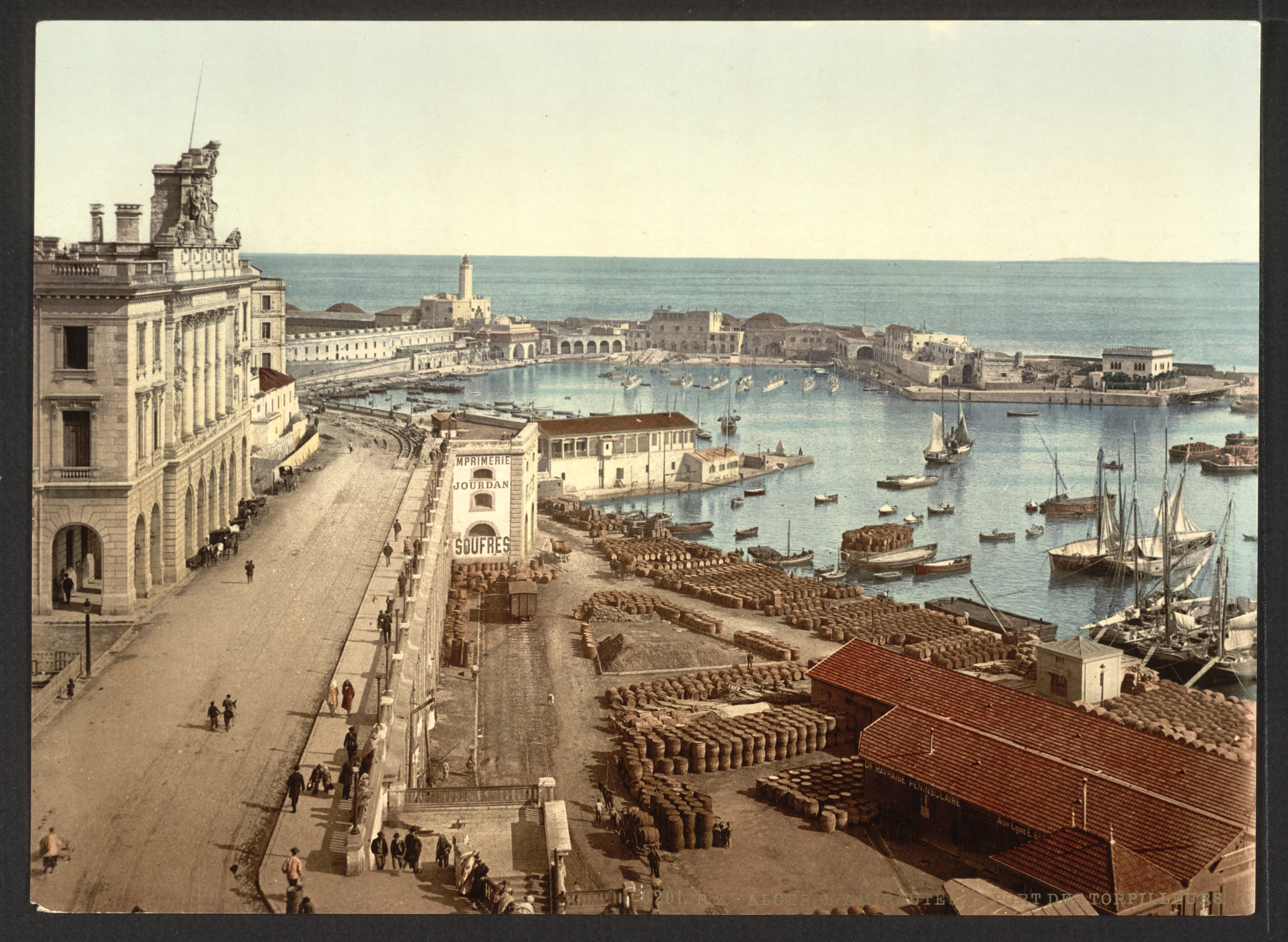
Alger vers 1900 : le port et l'Amirauté. Photographie colorisée anonyme, conservée à la Bibliothèque du Congrès, Washington.

Albert Marquet fait à Alger la connaissance de Marcelle Martinet, une pied-noir : mariés trois ans plus tard et fixés à Paris, ils retournent en Algérie presque chaque année jusqu'à la Seconde Guerre mondiale. Ils voyagent aussi beaucoup ailleurs à l'étranger, sans dédaigner pour autant les villégiatures qu'offre l'hexagone, notamment, sur la fin, La Frette-sur-Seine que le peintre adore. Déchargé par sa femme des soucis d'ordre matériel, il a tout le loisir de travailler : les années 1930 marquent sa consécration.

#### Une heureuse union
« Il avait horreur comme d'un mensonge de ce qui prenait l'apparence du définitif », écrit Marcelle Marquet : l'artiste n'a cependant plus quitté l'amie et la compagne qu'il avait trouvées en elle à quarante-cinq ans.
En janvier 1920 Marquet débarque à Alger muni de lettres de recommandation. Sa venue a été annoncée par la femme de Druet à Louis Méley, industriel collectionneur d'art : si Marquet prend ses quartiers dans un meublé puis au « Royal Hôtel » d'où il domine le port et la baie, Méley le reçoit à sa table, lui prépare des excursions et lui fait rencontrer les étudiants de la Villa Abd-el-Tif, sorte de Villa Médicis où le peintre se lie d'amitié avec le jeune Jean Launois dont il admire les dessins,. C'est pareillement par courrier qu'il est introduit auprès de Marcelle Martinet, née à Boufarik vingt-huit ans plus tôt.
L'artiste sympathise d'emblée avec cette jeune femme fine et cultivée qui a des talents de conteuse. Elle lui sert de guide dans la ville et la Casbah d'Alger avant qu'il ne fasse — peut-être pour fuir les assiduités d'une certaine Adèle — un circuit de deux semaines dans le Sahara, dont il revient ébloui. Rentré en France fin mai, il entame durant l'été une correspondance avec Marcelle, depuis La Rochelle où il a rejoint Signac : elle a su gagner la confiance de cet homme timide qui se livre difficilement.
Marquet retourne en Algérie l'hiver suivant et poursuit sa découverte des villes et oasis nord-sahariennes (Laghouat, Ghardaïa et le Mzab, Biskra, Touggourt) par un circuit en train ou en bus avec Jean Launois et Marcelle, qui parle un peu arabe. Le jeune peintre lui ayant vanté les Sables-d'Olonne, Marquet s'y installe tout l'été avec Yvonne et travaille beaucoup, entre autres à des vues de La Chaume. Il passe son permis de conduire et s'achète une Ford au volant de laquelle il sillonnera désormais les routes « avec maladresse et témérité ». Début 1922, dans le Sahara, les randonnées à dos de chameau en compagnie de Launois et Marcelle les conduisent jusqu'en Tunisie. De retour à Paris, Marquet peint des vues de Notre-Dame. Il se décide à rompre avec Yvonne à la fin de l'année.

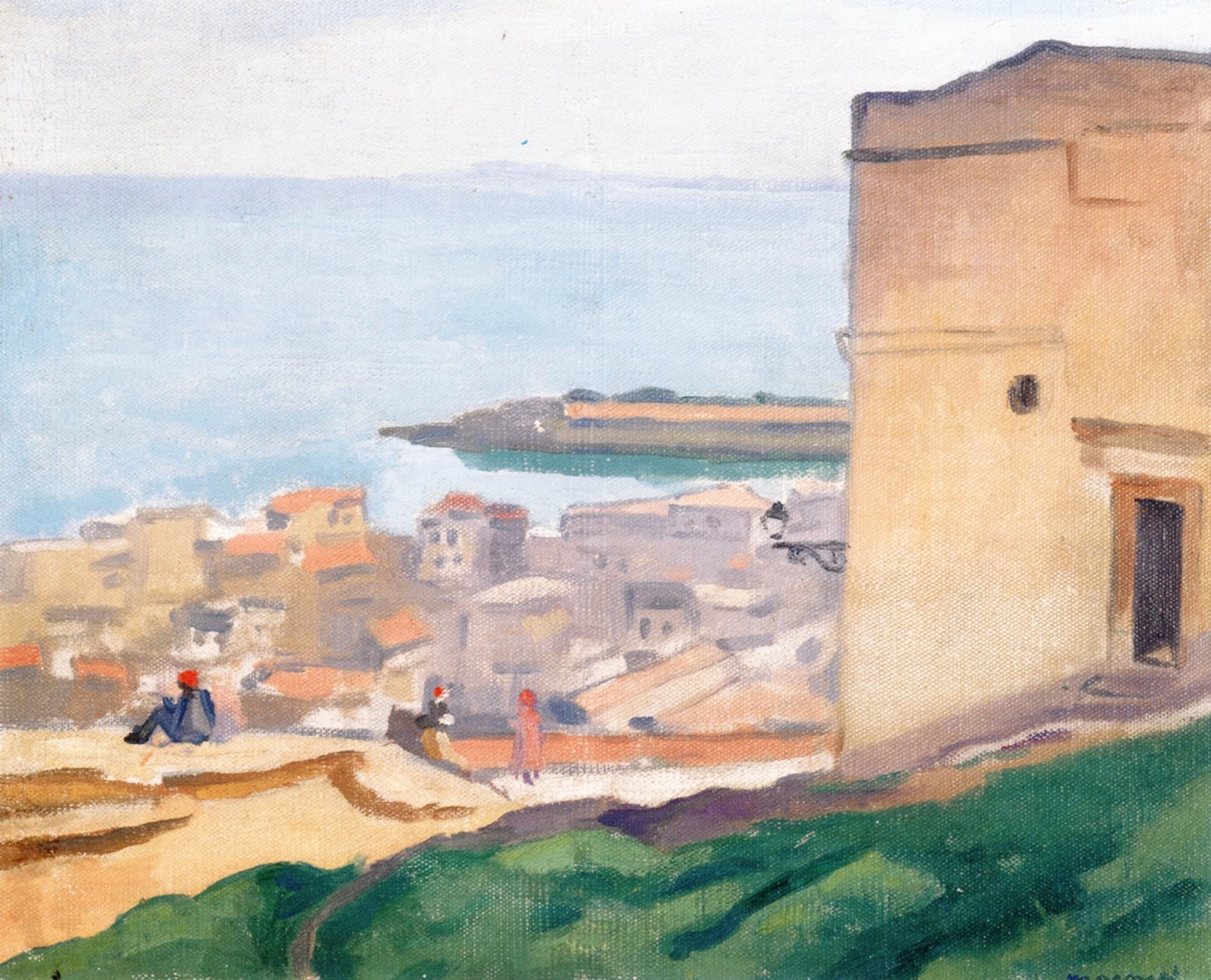
Vue de la Casbah (1920, huile sur toile, 33,5 × 40,5 cm, coll. priv.).
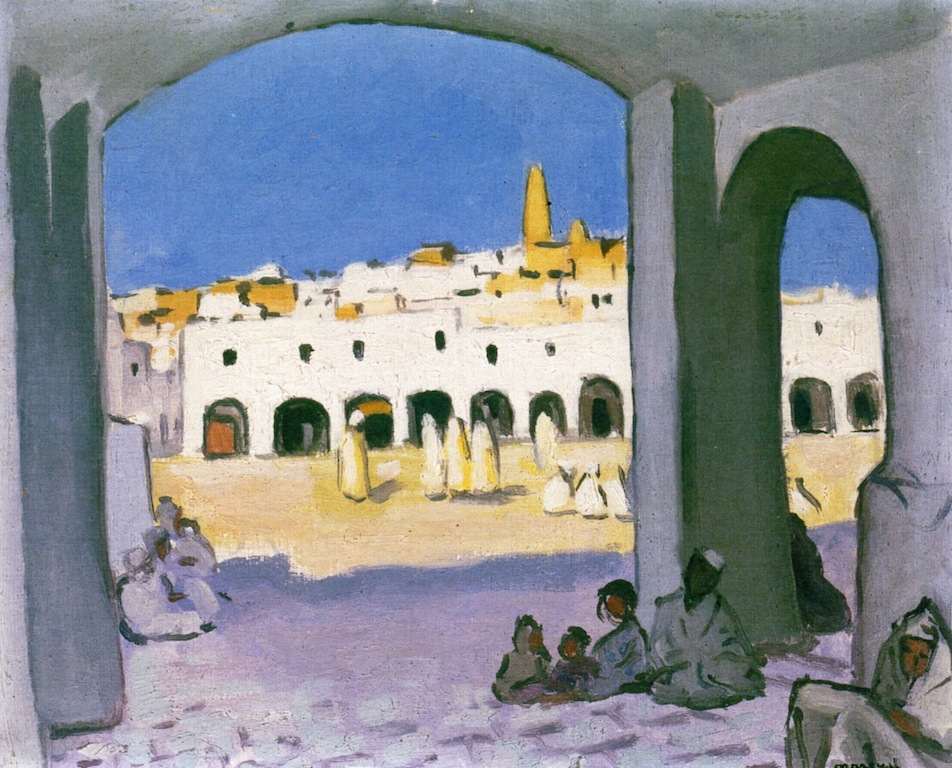
Ghardaïa, les arcades (1921, huile sur toile, 33 × 41 cm, coll. priv.).
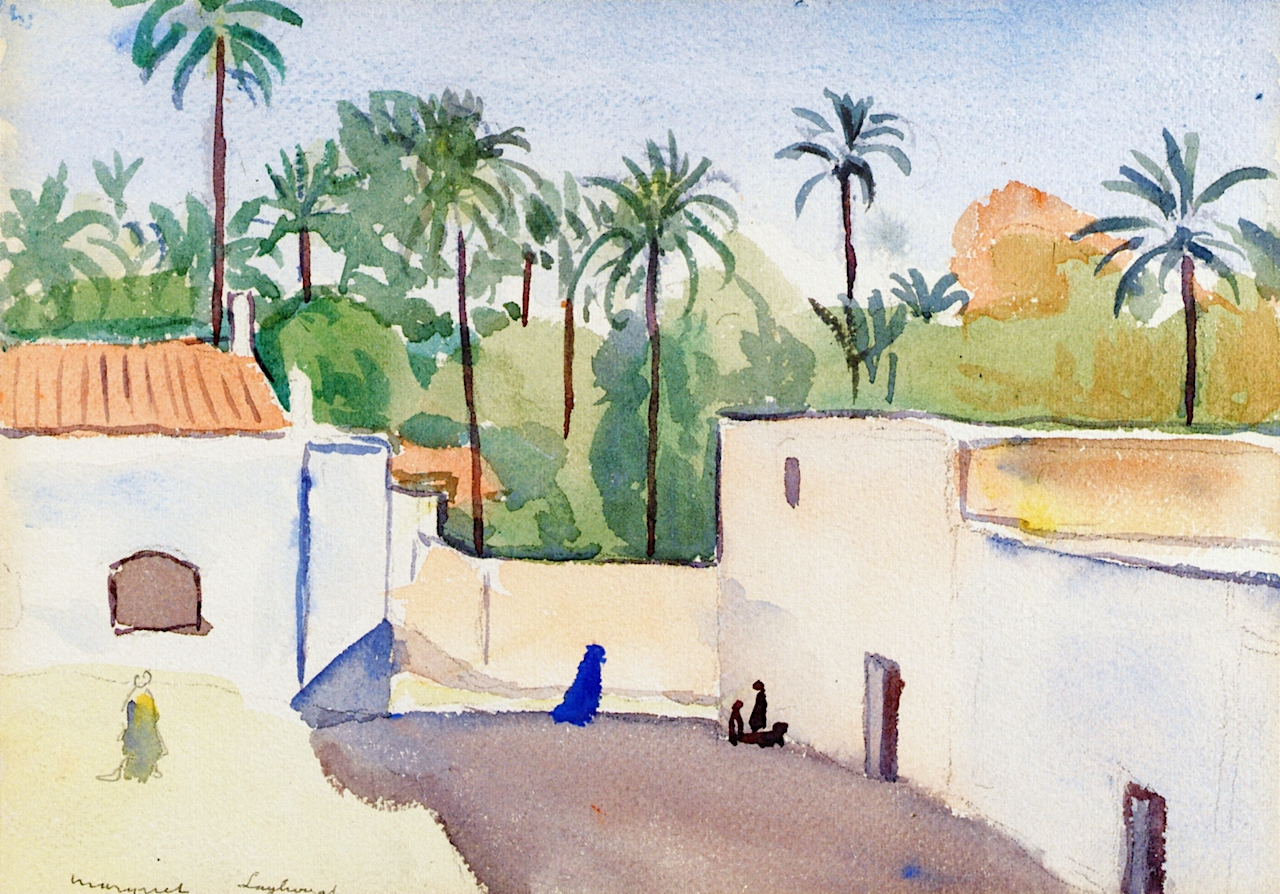
Laghouat (date ?, aquarelle, 16,5 × 25 cm, coll. priv.).
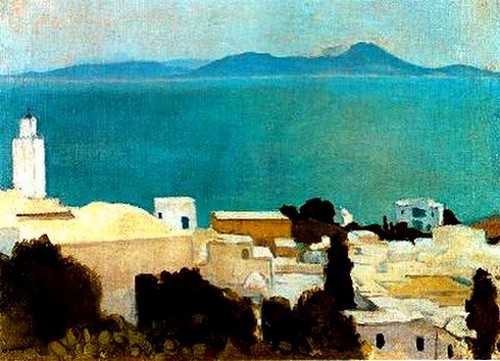
Minaret à Sidi Bou Saïd (1923, huile sur panneau, 22 × 27 cm, coll. priv.).

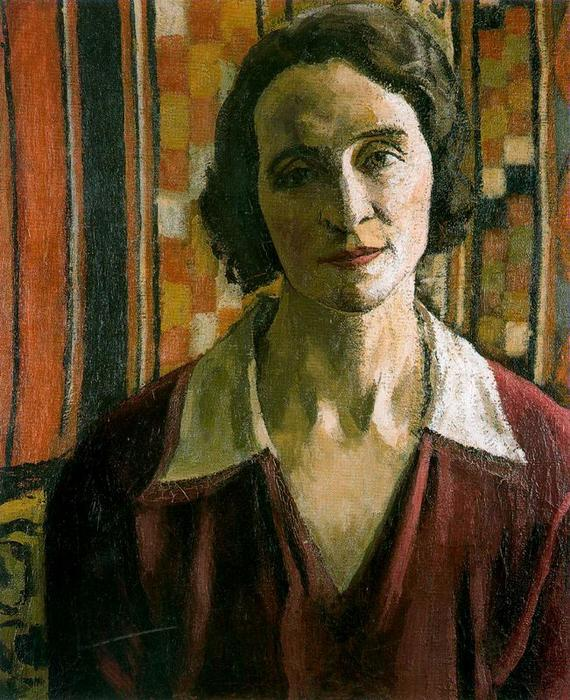
Portrait de Marcelle par Marquet (1931, huile sur toile,, musée des Beaux-Arts de Bordeaux).

Le mariage d'Albert Marquet et Marcelle Martinet est célébré à Alger le 10 février 1923 et ils prolongent à Sidi Bou Saïd leur voyage de noces tunisien. Lorsqu'ils arrivent à Paris fin octobre après un détour par Grenoble et la Bourgogne, ils habitent le petit logement inconfortable du quai Saint-Michel. Ils ne le quittent qu'en 1931, pour un vaste appartement dominant le Pont Neuf à l'angle de la rue Dauphine et du quai des Grands-Augustins — là même où Marquet jeune avait loué dans un hôtel démoli depuis. Au notaire qui lui demande pourquoi un tel achat, alors qu'ils n'ont aucun apport, Marquet répond : « À cause des fenêtres… sans penser une seconde, ajoute sa femme, que cette raison fournie, évidente pour lui, pût paraître surprenante à quelqu'un d'autre ». Il ne cessera plus de peindre le Pont-Neuf et les quais depuis les angles que lui offrent les fenêtres de façade.
L'emménagement se fait fin août après des mois de travaux. L'artiste a tenu à décorer lui-même la salle de bain de paysages maritimes vus au cours de ses voyages, en imitant les azulejos. Dans l'atelier de son ami le céramiste Josep Llorens i Artigas à Charenton, il peint les carreaux de 30 × 30 cm qui sont regroupés dans les panneaux centraux ou les entourent tels une frise,.
Marcelle Marquet gère bientôt de façon avisée la carrière de son mari (négociation de contrats, organisation d'expositions, vente d'œuvres) ainsi que la correspondance qui lui a toujours pesé : il se réserve le courrier aux intimes, à Matisse en tout cas. Elle s'entend très bien avec les épouses de ses meilleurs amis, qu'elle tient informées des déplacements du couple. Ses propres projets littéraires prennent forme en association avec lui : ainsi paraît en 1925 chez Georges Crès, sous le pseudonyme de Marcelle Marty, un récit intitulé Moussa, le petit noir, agrémenté de dix-huit dessins en noir et de cinq aquarelles signés Albert Marquet,.
Marcelle s'est toujours accommodée du caractère renfermé voire déroutant d'Albert. « Il prenait place parmi les autres, heureux qu'on ne l'en distinguât pas, conscient sans doute qu'en attirant l'attention sur lui, il aurait perdu l'espace et la liberté qui lui étaient nécessaires », analyse-t-elle en 1951 dans la préface de son premier ouvrage sur lui. De même l'avait-elle parfaitement compris lorsqu'il lui avait répondu, un jour où elle s'inquiétait à l'idée que sa présence constante pût le gêner : « Non, avec toi je peux être seul. »

#### Peindre et voir le monde
Albert et Marcelle Marquet partagent le même besoin de bouger. « Baroudeur discret » prêt au plus grand inconfort, le peintre cherche dans les voyages, d'après sa femme, à fuir les importuns, à vivre sans obligation, et à aiguiser son sens de l'observation.

##### Alger et l'Afrique du nord
Pendant près de vingt ans, sauf en 1931 et 1938, les Marquet prennent leurs quartiers d'hiver en Algérie.
« Marquet savait que j'étais très attachée à mon pays et que les motifs à peindre ne lui manqueraient pas », écrit Marcelle qui a besoin de se ressourcer périodiquement en Méditerranée. Ils partent d'ordinaire entre décembre et janvier : quand ils n'embarquent pas de Marseille, ils traversent l'Espagne et le Maroc, toujours en voiture, une Buick à partir de 1926, puis de nouveau une Ford après 1930 ; les trajets sont entrecoupés de haltes touristiques plus ou moins longues.

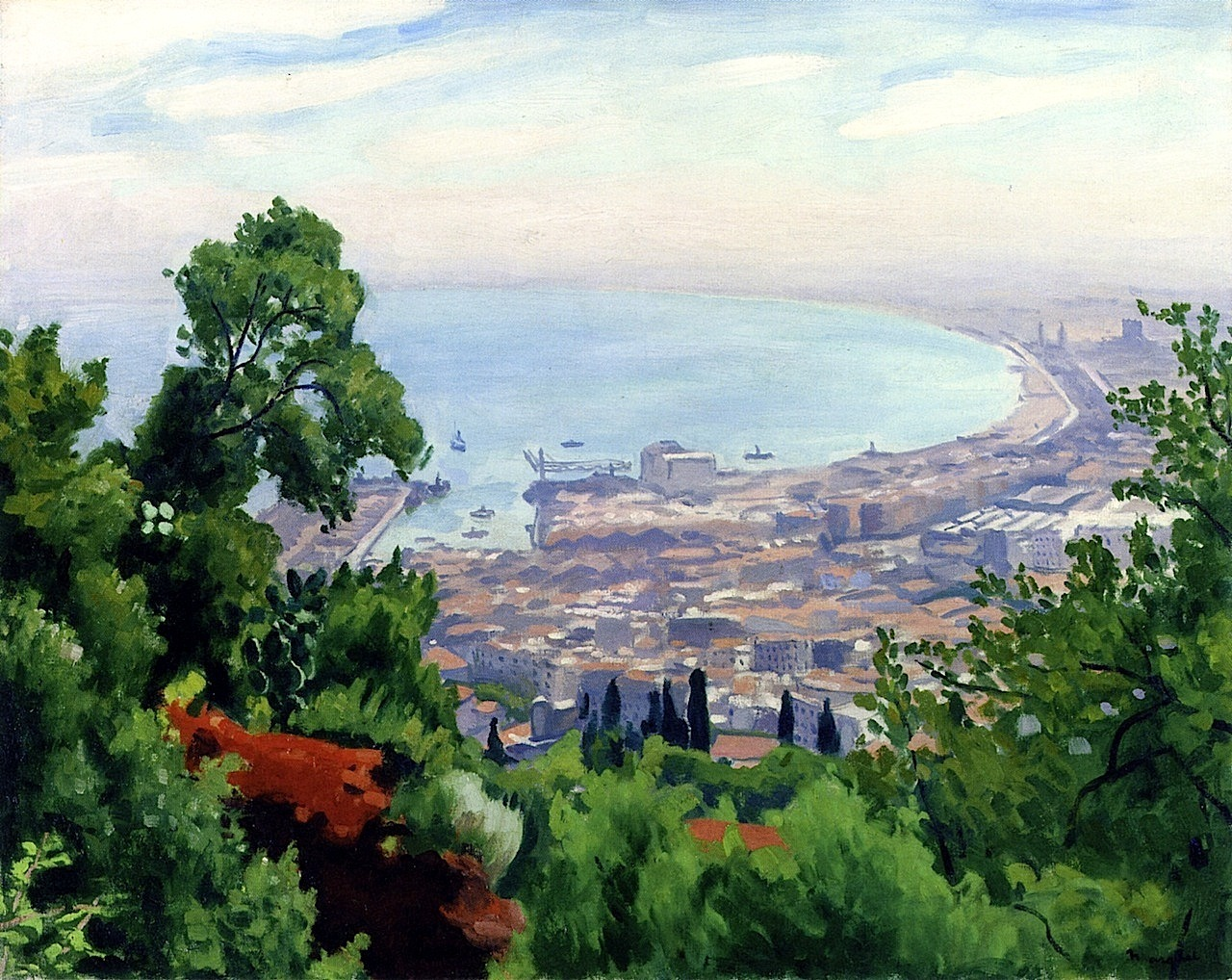
La Baie d'Alger (1932, huile sur toile,, coll. priv.).

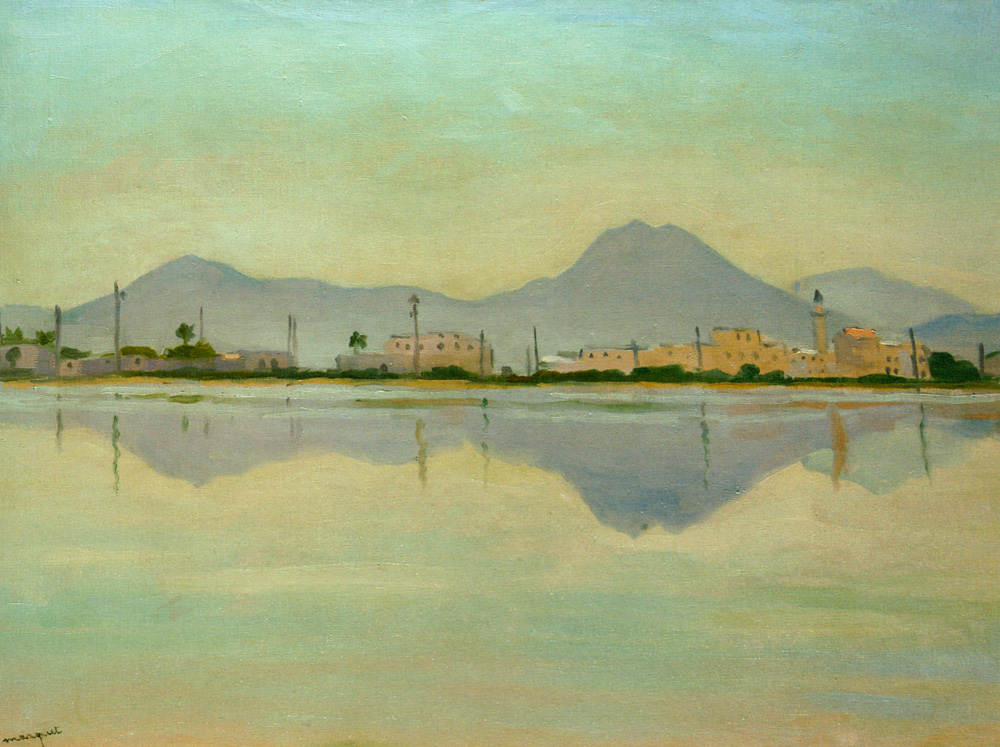
Le Lac de Tunis (1926, huile sur toile,, coll. priv.).

Les époux s'arrêtent d'abord plusieurs semaines à Alger, dont Marquet peint inlassablement les monuments, les paysages alentour, et surtout le port. Ils logent à l'hôtel ou dans des villas louées — n'achetant qu'à l'automne 1940 une maison sur les hauteurs. De là ils peuvent choisir de se rendre ailleurs en Algérie, ou dans les protectorats du Maroc et de Tunisie.
Ainsi en 1925, Marquet passe deux mois dans le port de Bougie avec Jean Launois et d'autres peintres de la Villa Abd-el-Tif (Étienne Bouchaud, Marius de Buzon, Eugène Corneau), faisant avec eux des excursions vers Laghouat, Ghardaïa, Bou Saâda. Début 1926 il loue plusieurs semaines une maison sur le port de La Goulette : il s'y plaît plus qu'à Carthage où il n'y a, dit-il, « pas de premier plan, à peine de quoi faire trois ou quatre tableaux ».
L'hiver 1929 le voit repartir dans le Sahara algérien, qui lui inspire des dessins et aquarelles. En 1934 il représente Alger sous la neige mais la quitte pour s'adonner aux plaisirs du ski. C'est cette année-là et la suivante que lui et Marcelle visitent plus à fond le Maroc, séjournant notamment à Marrakech et à Rabat, où est mise à leur disposition une maison avec terrasse ouverte sur la Kasbah des Oudayas et l'embouchure du Bouregreg. Il peint Le Port de Rabat. En mars 1939 ils explorent le massif de l'Aurès.
Les autres années, du moins celles des grands voyages ailleurs dans le monde, ils demeurent à Alger : Marquet se contente par exemple en 1927 de peindre le port et la place du Gouvernement depuis son balcon de l'hôtel de la Régence.

##### Rivages français et boucles de la Seine

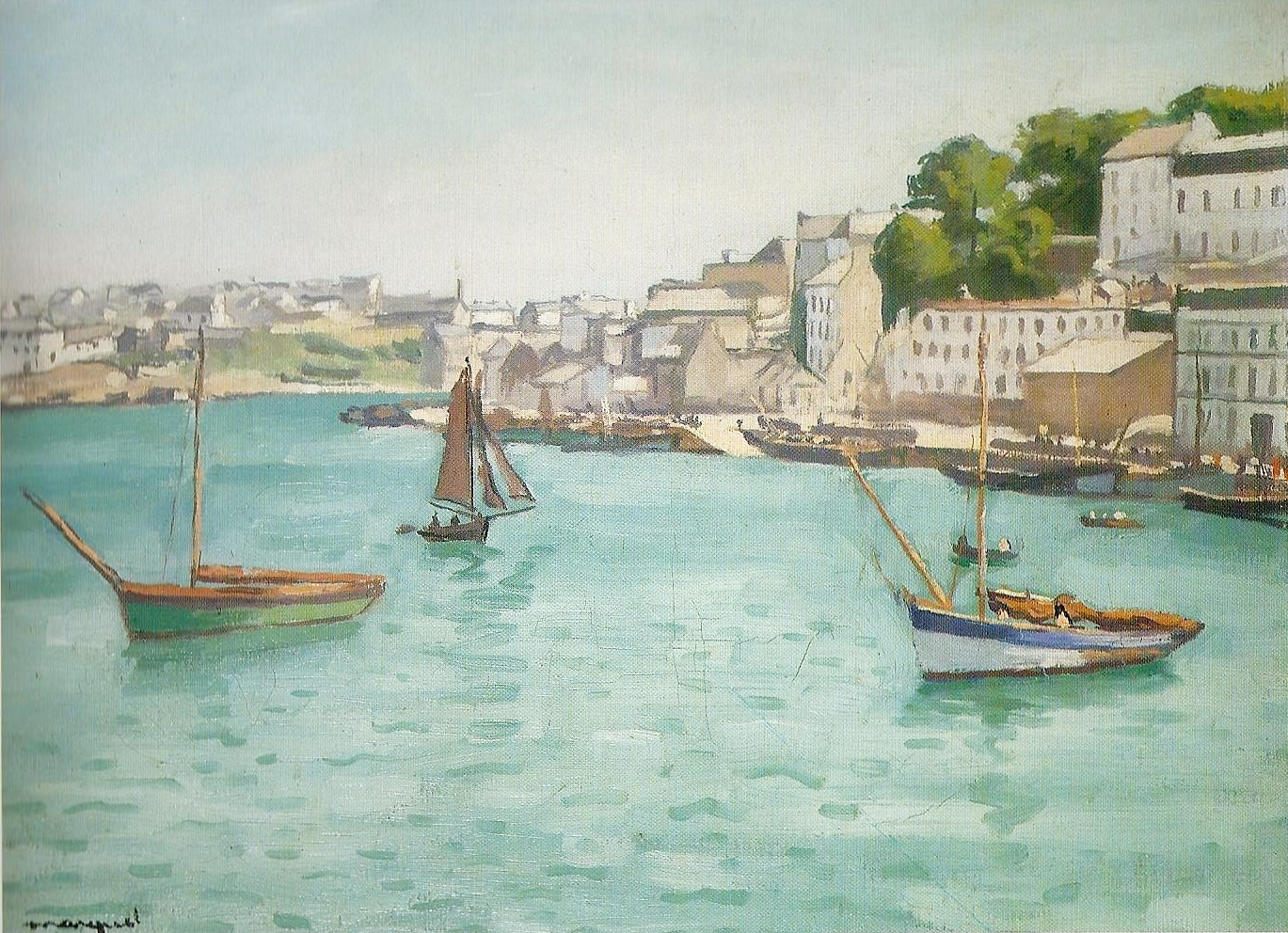
Le port d'Audierne, 1928, coll. priv..

En métropole, souvent avec des amis, les Marquet sont sans cesse par monts et par vaux, presque toujours au bord de l'eau, mer ou fleuve.
Certains étés sont prévues de spacieuses locations pouvant accueillir la famille de Marcelle. Les grandes vacances de 1929, par exemple, se passent en jeux, baignades, promenades en barque et parties de pêche sur l'île de Migneaux, près de Poissy ; de même celles de 1931 à Triel-sur-Seine — où viennent aussi Artigas, le sculpteur Pablo Gargallo et, en voisins, Pierre Bonnard et Paul Fort  ; de même encore celles de 1935 au Pyla-sur-Mer, sur le bassin d'Arcachon. Sinon, et le reste de l'année, le couple choisit quelque port ou station balnéaire sur l'Atlantique ou la Méditerranée.

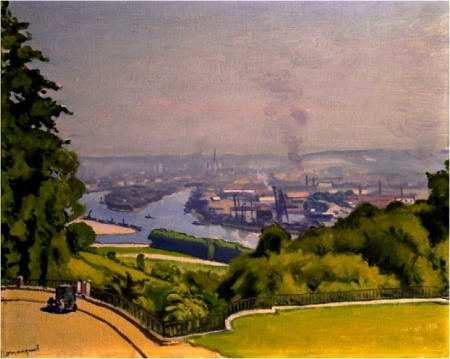
Canteleu, près de Rouen. Après-midi de soleil (1927, huile sur toile,, coll. priv.).

Les trajets laissent toujours place à l'imprévu : « Je me souviens de nos beaux départs, écrit Marcelle : dix, douze, quinze valises, caisses et paquets alignés dans le couloir dans l'attente du chargement. Munis d'un itinéraire Michelin bien étudié, sollicités par un appel quelconque, un bois, une rivière […] ou un petit chemin s'en allant dans les arbres en fleurs, nous changions de direction et nous nous retrouvions à Sète après avoir traversé par surprise la Bretagne et la Vendée, alors que nous étions partis pour Cahors. » C'est précisément ce qui se passe au printemps et à l'été 1924, tantôt avec Henri Manguin, tantôt avec Jean Puy. De même en 1926, à peine rentrés de Tunisie via les Baux-de-Provence, ils parcourent entre l'été et l'automne toute la région d'Hendaye.

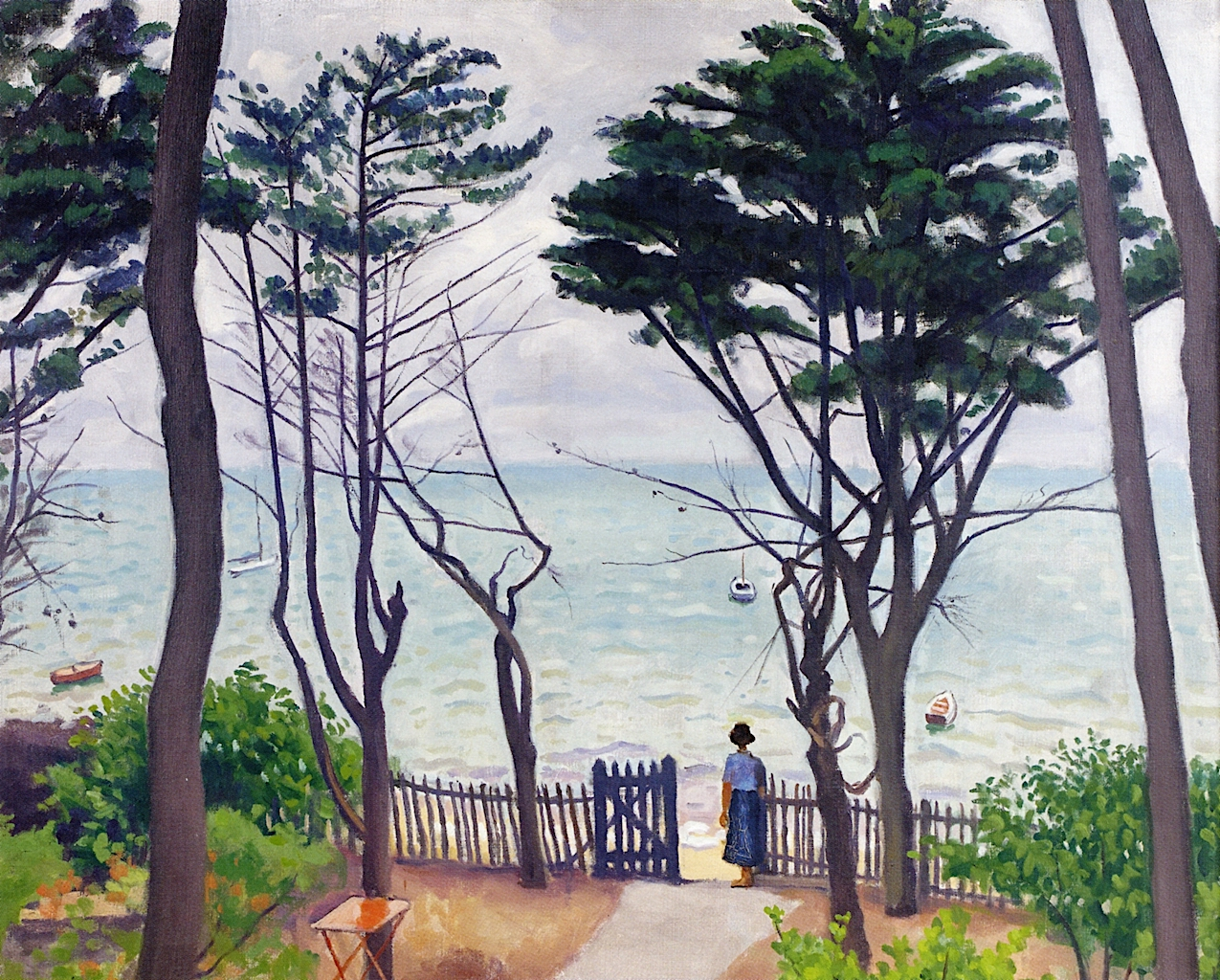
Le jardin au Pyla (1935, huile sur toile,, coll. priv.).

Saint-Jean-de-Luz en 1927, Audierne en 1928, Boulogne-sur-Mer en 1930, en 1932 la Bretagne encore et le Pays basque espagnol, en 1933 Les Sables-d'Olonne, en 1935 Le Havre puis Nice, auprès de Matisse, Dieppe en 1937, le Midi plusieurs fois en 1938 et les Îles d'Hyères l'année suivante : le tropisme des Marquet les porte vers la mer plusieurs mois par an et le peintre en rapporte des moissons de toiles.

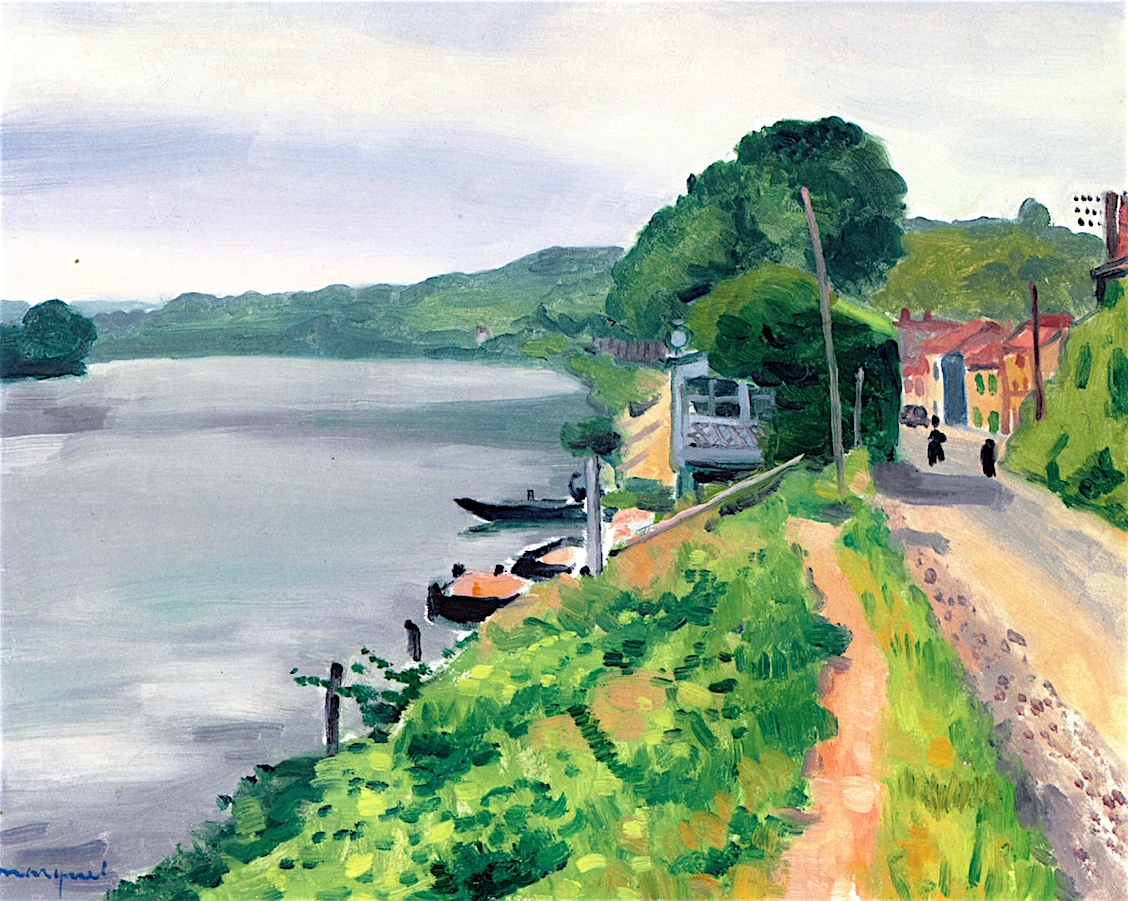
Bords de Seine à La Frette (date ?, huile sur isorel,, coll. priv.).

Il reste qu'il ne peut se passer de la Seine. Elle « était pour lui le seul fleuve français, affirme sa femme, elle avait des bateaux. Je l'ai vu s'ennuyer sur les bords de la Loire, parce qu'il ne passait rien sur l'eau, une pauvre petite barque de pêcheur de temps en temps, pas de quoi animer un paysage immense et mélancolique ». En mai 1927 entre autres, après une croisière, les Marquet séjournent en Normandie : à Vieux-Port, ils font des promenades en forêt et des parties d'échec avec Charles Camoin et sa femme, avant de se replier dans un hôtel de Canteleu d'où Marquet, en dépit du mauvais temps, peint le port, les yachts et les flèches de la cathédrale de Rouen.
Dix ans plus tard, séduit par les méandres du fleuve en Seine-et-Oise, il loue pour deux ans une petite maison dans le village de Méricourt : il vient s'y reposer et travailler au bord de l'eau ou à la fenêtre, au-dessus du jardin fleuri de roses trémières. C'est en 1938 que le peintre André Barbier lui propose une bicoque à La Frette-sur-Seine, qui a attiré dès le XIXe siècle les artistes comme les bourgeois : elle est située au pied des coteaux, près du chemin de halage où passent les péniches. Ayant fait faire des travaux, les Marquet l'occupent à compter de l'année suivante.
« C'est peut-être dans cette modeste maison de La Frette, estime Marcelle, qu'Albert se sentait le plus chez lui. Son atelier, bien isolé dans le grenier, dominait une boucle de la Seine, son fleuve… Nos amis venaient dans la maison… Albert s'y sentait à l'aise et comme à l'abri ».

##### Autres horizons
Albert et Marcelle Marquet, à l'occasion parfois d'une exposition, effectuent plusieurs grands voyages en Europe et autour de la Méditerranée.

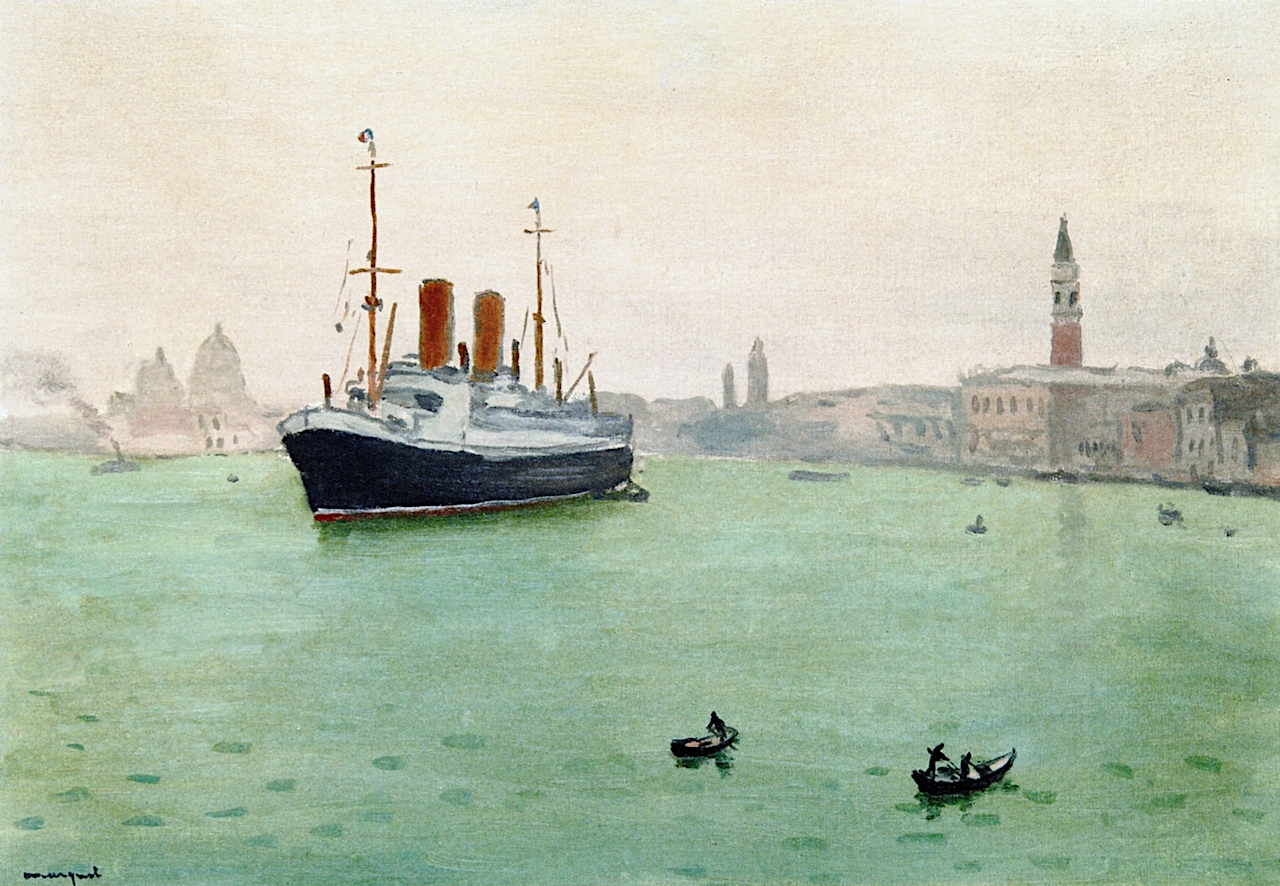
Venise - Le paquebot (1936, huile sur toile,, coll. priv.).

Début juin 1925, répondant à une invitation de Walter Halvorsen, ils partent pour la Norvège avec le peintre Pierre Deval et son épouse : ils en reviennent fin septembre après avoir visité Stockholm et ses musées. Cap sur l'Espagne avec les Camoin en 1930 (Cadix, Algésiras), et sans eux en 1932 (Roncevaux, Santander, Compostelle, plus le Portugal). En 1936 les Marquet découvrent la Suisse (Lausanne, Davos, Zurich), qui inspire au peintre une série de toiles sur les stations de sport d'hiver, puis ils s'installent à Venise de juin à septembre : ils terminent par un périple entre Vérone, Mantoue, Ravenne, Bologne et Gênes. L'année suivante ils séjournent à Genève et à Montreux, d'où Marquet peint le lac Léman ; et celle d'après à Amsterdam — où ils nouent peu de relations mais visitent les musées —, avant deux mois à Stockholm où le peintre travaille intensément et dont il rentre en passant par Copenhague.

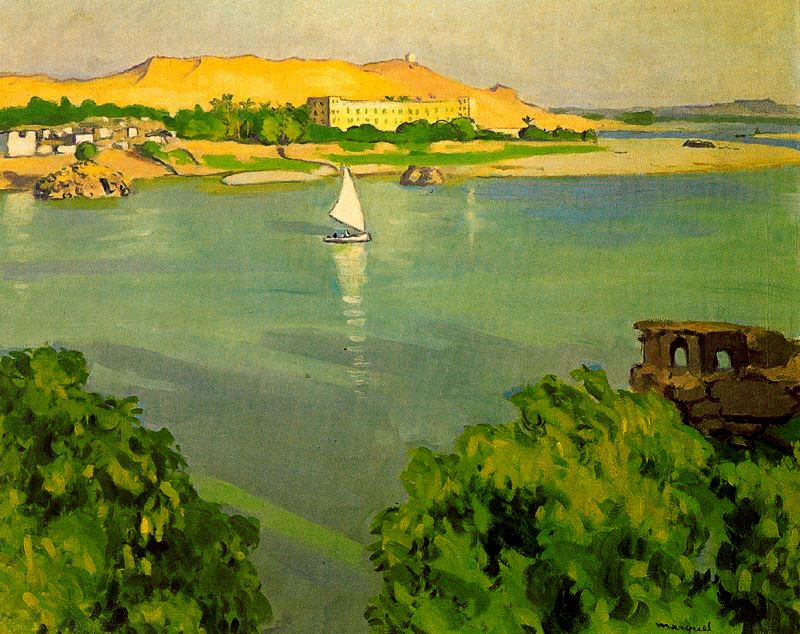
Assouan le matin (1928, huile sur toile, coll. priv. ?).

Leur première croisière, de mars à mai 1927, les mène jusqu'au Proche-Orient selon un itinéraire que les carnets de dessins et d'aquarelles du peintre permettent de retracer : Naples, Palerme, Le Pirée, Lesbos, Constantinople, Jérusalem, Beyrouth. Au début de l'année suivante, Marquet est invité au Caire pour l'exposition « Art français, 1827-1927 ». Promenades à dos d'âne et cocktails mondains où les escortent Jean Guiffrey, conservateur au musée du Louvre, et Georges Duthuit, historien d'art gendre de Matisse, font fuir les deux époux : le peintre se remet à travailler à Assouan, d'où ils descendent le Nil pour rallier Alger. En avril 1933 ils entreprennent une longue croisière de la mer Égée à la mer Noire, naviguant ensuite sur le Danube en Roumanie.
Enfin, au cours de l'été 1934, ils embarquent à Londres avec tout un groupe d'intellectuels français sur un navire soviétique en partance pour Léningrad : encadrés par des guides officiels, fêtés par des artistes soviétiques, menés dans des musées — où Marquet est photographié devant ses propres toiles —, ils traversent l'URSS en faisant étape à Moscou, Kharkov, Rostov, Tiflis et Batoum. Ils gardent un excellent souvenir de ce voyage qui s'est fini par un tour en Méditerranée sur un paquebot italien.
Entre chaque voyage Marquet revient à ce qu'il a toujours préféré peindre à Paris : la Seine, ses berges, ses ponts, les monuments qui la bordent. L'hiver 1928 par exemple, il travaille les effets de neige et de glace sur la Seine dans une série de vues de la pointe de l'Île Saint-Louis.

#### Une renommée certaine
La cote de Marquet augmente entre 1920 et 1940 : ses toiles sont fréquemment montrées au public à l'étranger comme en France, et ses deux principaux marchands lui restent fidèles car ses œuvres se vendent bien.
Druet et Bernheim renouvellent périodiquement le contrat de Marquet, qui par exemple en 1925 s'engage pour deux ans à leur vendre respectivement les deux-tiers et le tiers de sa production. Une à plusieurs fois par an ils proposent ses œuvres seules ou avec celles d'autres artistes, imités en cela par d'autres galeristes parisiens.
Parmi les manifestations auxquelles participe Marquet peuvent être mentionnées : « L'Exposition annuelle (IIIe groupe) » qui se poursuit chez Druet et l'« Exposition d'art décoratif contemporain » organisée à partir de 1923 par le musée des Arts décoratifs ; « Soixante nus » en mai 1921 chez Bernheim-Jeune, « Les Peintres de l'eau » chez Marcel Bernheim en janvier 1924, et au printemps une exposition au profit de la Société des Amis du Luxembourg ; en 1926 un Salon des peintres de la mer et une exposition chez Georges Petit à l'occasion du centenaire de la naissance de Gustave Moreau ; tous les Salons d'automne et en particulier son jubilé fin 1928 ; le Salon du Sud-Est à Lyon et « Les fauves - L'atelier Gustave Moreau » à la galerie de la revue Beaux-Arts en 1934 ; ou encore, en 1937, « Albert Marquet, Charles Camoin » à la galerie Mignon-Massart de Nantes et « Les Maîtres de l'art indépendant, 1895-1937 » de juin à octobre au Petit Palais, avec 37 toiles de Marquet. Sans compter, durant toute cette période, des expositions collectives à Alger.
L'éditeur d'art Georges Crès publie en 1920 la première monographie sur Marquet, due à son ami George Besson et suivie en 1922 par celle de François Fosca dans la collection « Les Peintres français d'aujourd'hui » de la NRF. Le peintre expose seul à plusieurs reprises à la galerie Druet. Celle-ci montre en décembre 1923 une importante série de toiles d'Afrique du Nord, et à l'automne 1925, 117 œuvres représentatives de son travail depuis 1901. En avril 1928 est inaugurée l'exposition « Albert Marquet - Œuvres récentes, 1926-1928 » (50 paysages), et en juin 1934 une autre rétrospective, soit plus de 50 tableaux des quatre dernières années. Fin 1936, sur ceux que comporte l'exposition « Venise par Marquet », une trentaine s'envolent très rapidement. La galerie Bernheim-Jeune organise à son tour une rétrospective Marquet à la fin de l'année suivante, où la galerie de l'Élysée lui est également réservée.

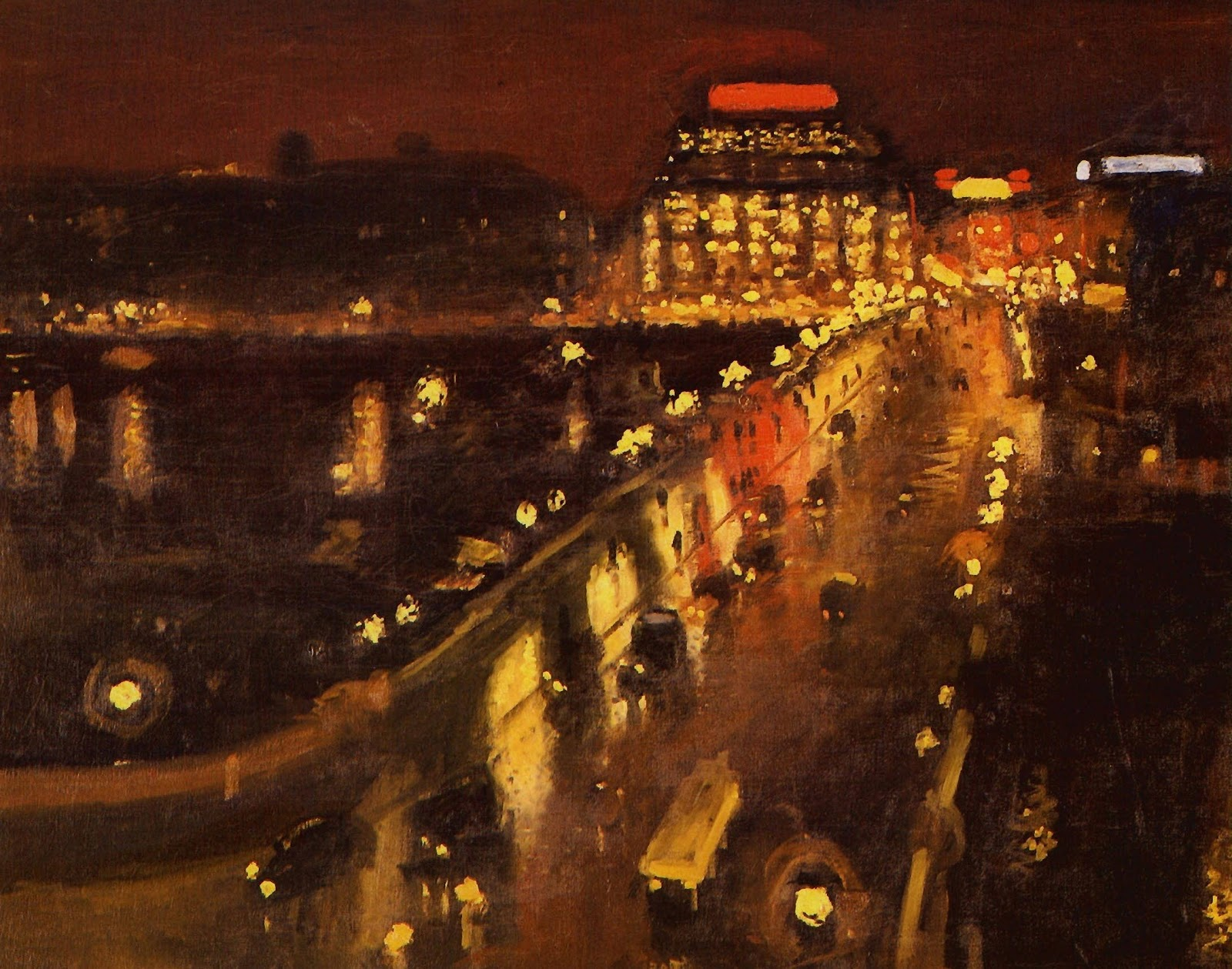
Le Pont-Neuf, la nuit (1935-1936, huile sur toile,, musée national d'Art moderne).

En Europe Albert Marquet a les honneurs de la Biennale de Venise à partir de 1920 : représenté par quinze toiles en 1926, il y sera en 1936 le principal artiste français. Certaines de ses œuvres sont envoyées à Wiesbaden en 1921 (« Art français en Rhénanie »), dans une galerie londonienne en 1932 (trente toiles), à Prague en 1931, à Bucarest en 1933, à La Haye en 1936 (« L'Art contemporain français »), ou à Stockholm en 1938 (à la Galerie d'art franco-suédoise). La Galerie Georges Giroux de Bruxelles, qui a inauguré au printemps 1924 un Salon des peintres français où figuraient une dizaine d'œuvres de Marquet, en présente d'autres deux ans plus tard ; le peintre est d'ailleurs associé à la section de peinture de l'Académie royale de Belgique début 1932. Il est également apprécié en Suisse : d'octobre à novembre 1934, le musée d'Art et d'Histoire de Genève consacre une exposition à « Bonnard, Marquet, Roussel et Vuillard » pour laquelle Bernheim-Jeune prête vingt toiles illustrant les voyages de Marquet, et celui-ci se voit remis à l'honneur dans la même ville, seul, début 1937 ; l'année précédente, c'était à Lausanne (galerie Paul Vallotton) et à Zurich (galerie Aktuaryus). En 1939, la Kunsthalle de Bâle lui ouvre ses portes aux côtés de Pierre Laprade et de quelques autres.
L'œuvre de Marquet rayonne même hors d'Europe : il fait partie des artistes français contemporains révélés en 1924 à Tokyo et Osaka ainsi qu'à San Francisco (« French Art » au California Palace of the Legion of Honor). En plus de New York, Chicago (« A Century of Progress ») ou même Buenos Aires, il est exposé plusieurs fois au Carnegie Institute de Pittsburgh et y obtient en décembre 1938 la « Firts Honorable Mention » pour son tableau Le Pont-Neuf, la nuit.
Au même moment la galerie Druet succombe à des difficultés financières et son stock d'œuvres est dispersé à Drouot.

### La guerre et les dernières années (1939-1947)
Au sortir de la Seconde Guerre mondiale, qu'il a passée en Algérie à peindre et aider indirectement la Résistance, Albert Marquet adhère au Parti communiste français et décline certains honneurs officiels.

#### Drôle de guerre et exode
Marquet et sa femme vivent jusqu'en juin 1940 à cheval entre Paris et La Frette-sur-Seine.
En 1938, lors d'une exposition-vente au profit des réfugiés victimes du nazisme, Marquet avait sympathisé avec le peintre François Desnoyer au point de l'inviter l'été suivant dans sa maison de La Frette : c'est là que les deux couples sont surpris par la déclaration de guerre le 3 septembre 1939. Une nouvelle vie s'organise : quatre jours à Paris, trois jours à La Frette, où Marquet peint souvent avec Desnoyer dans l'atelier privé de chauffage. D'autres viennent le dimanche jouer près du feu aux échecs et aux dominos, ou écouter Marcelle conter des histoires : Manguin, Artigas, les Besson, les Signac, Marko Čelebonović. Rentré en mars 1940 du séjour hivernal à Alger, Marquet reprend ce rythme, d'autant qu'ont lieu entre autres une exposition de ses œuvres au palais de Chaillot et une rétrospective « A. Marquet, peintures, aquarelles, dessins » à la galerie de la revue Beaux-Arts.
Le peintre, qui a signé une affiche de protestation d'artistes et intellectuels contre le nazisme, redoute les représailles après le début de la bataille de France. Munis de bons d'essence et d'un laissez-passer fourni fin mai par l'inspecteur général des beaux-arts Robert Rey, encore en poste, les deux époux partent en juin pour le sud de la France. Au terme d'un voyage compliqué par l'Exode, ils retrouvent des connaissances à Céret (Pierre Brune, Jean Cassou), croisent à Collioure Maillol, Dufy, Cocteau, Arletty, et, fin septembre, embarquent pour Alger.
Marquet a confié son atelier parisien à un oncle de Marcelle ; Desnoyer parvient à soustraire les toiles restées dans la maison de La Frette, réquisitionnée par les Allemands, et Vlaminck en cache une partie.

#### Retraite forcée à Alger
Pendant ces quatre ans, Marquet peint toujours beaucoup et reste en lien avec ses amis.
Le séjour commence plutôt mal. L'appartement prêté par le père de Marcelle est très exigu — la fenêtre s'ouvrant tout de même sur un vaste panorama. Marquet surtout s'inquiète pour Matisse qui souffre d'une malformation de l'intestin l'obligeant à se faire opérer à Lyon : ils renouent dès lors une correspondance serrée, échangeant avec émotion tout au long de la guerre, non tant sur l'art que sur leur santé et celle de leurs amis (Manguin menacé d'amputation pour artérite), les anciens de l'atelier de Gustave Moreau, et ceux qui se compromettent dans la collaboration (Vlaminck, Derain, Friesz). Par ailleurs Marquet est inculpé pour avoir hébergé un jeune aviateur qui prétendait vouloir rejoindre les Forces françaises libres mais s'est avéré être un escroc évadé de prison : la bonne foi des Marquet est vite établie.
En 1941, le frère de Marcelle monte à Alger une exposition des peintures d'Albert, dont le profit permet au couple d'acquérir dans le quartier campagnard de Montplaisant la petite villa « Djenan Sidi Saïd », avec vue sur la mer et Bab El Oued, grand jardin luxuriant et basse-cour. Les Marquet accompagnent de colis alimentaires leurs lettres à leurs amis métropolitains, et accueillent les gens de passage qui leur sont adressés : André Gide, Henri Bosco, Antoine de Saint-Exupéry, Emmanuel Bove. Fin 1942, après le débarquement allié et l'ancrage d'une flotte que Marquet ne manque pas de peindre, l'appartement plus facile à chauffer qu'il louait sur le port, boulevard Sadi-Carnot, est réquisitionné : il travaille depuis le second étage d'un hôtel du front de mer avec un ami de jeunesse qu'il vient de retrouver, Armand Assus.

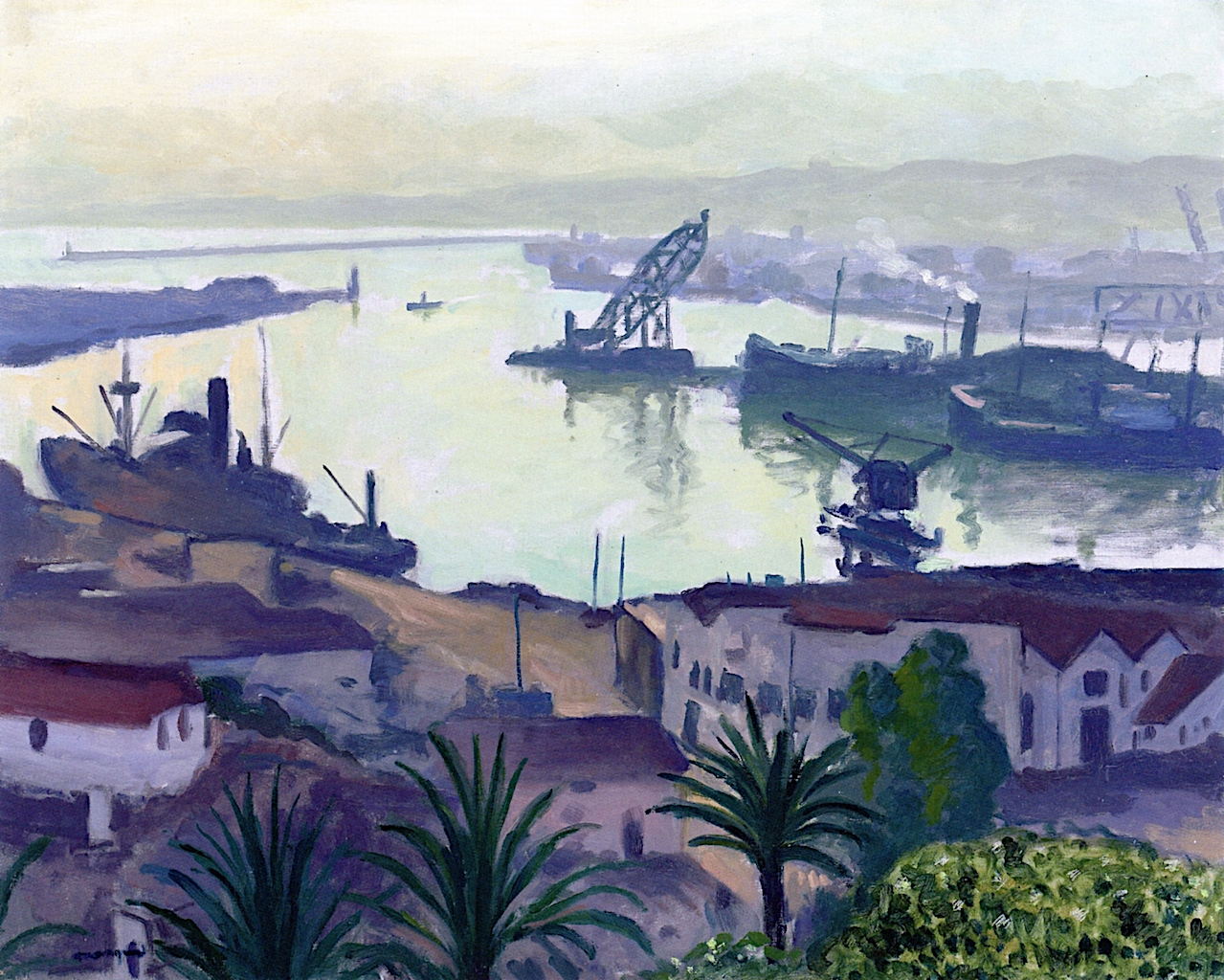
Le Port de l'Agha (1941-1942, huile sur toile, 65 × 81 cm, coll. priv.).
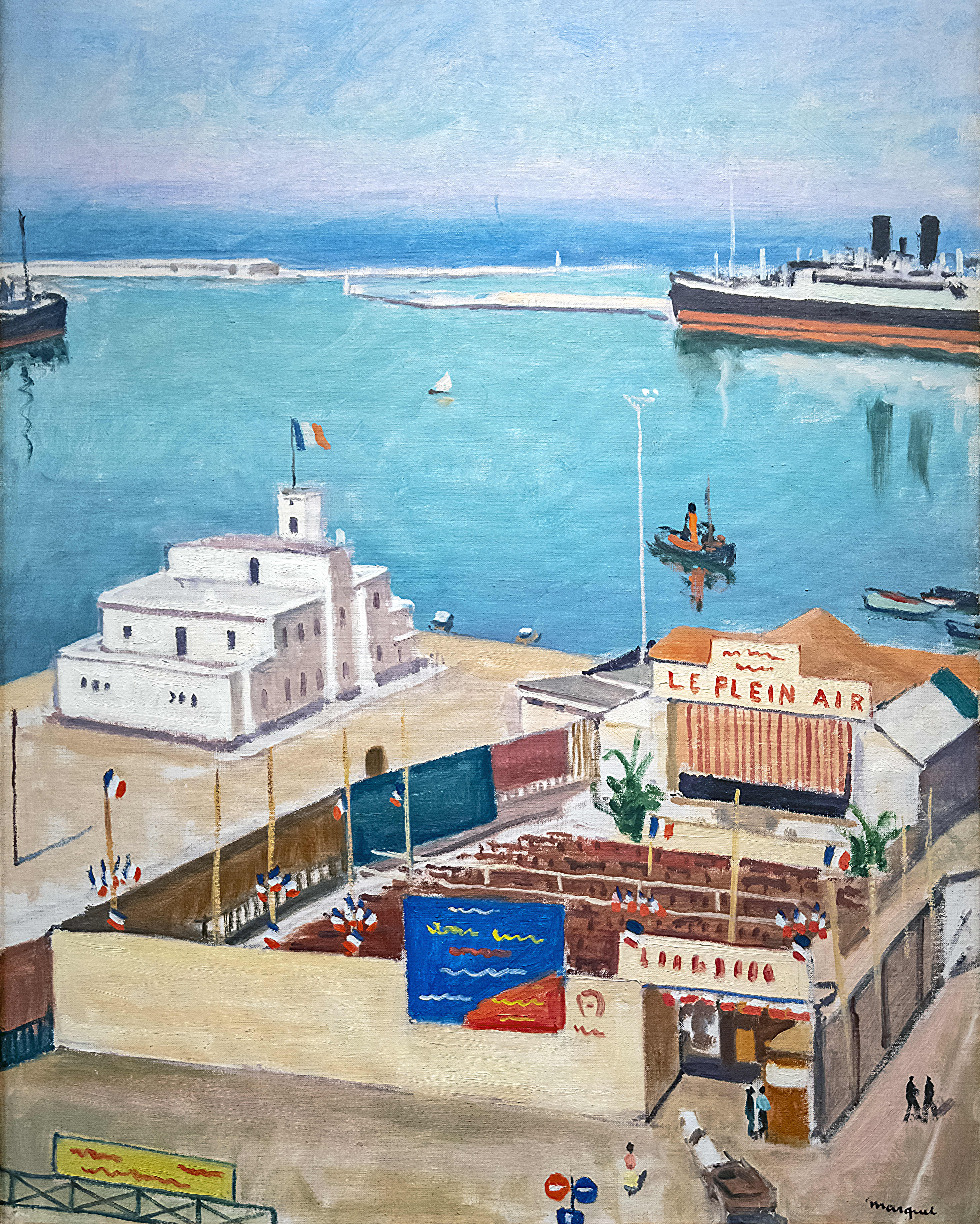
Le théâtre en plein air (1942, huile sur toile, 81 × 65 cm, Fondation Bemberg).
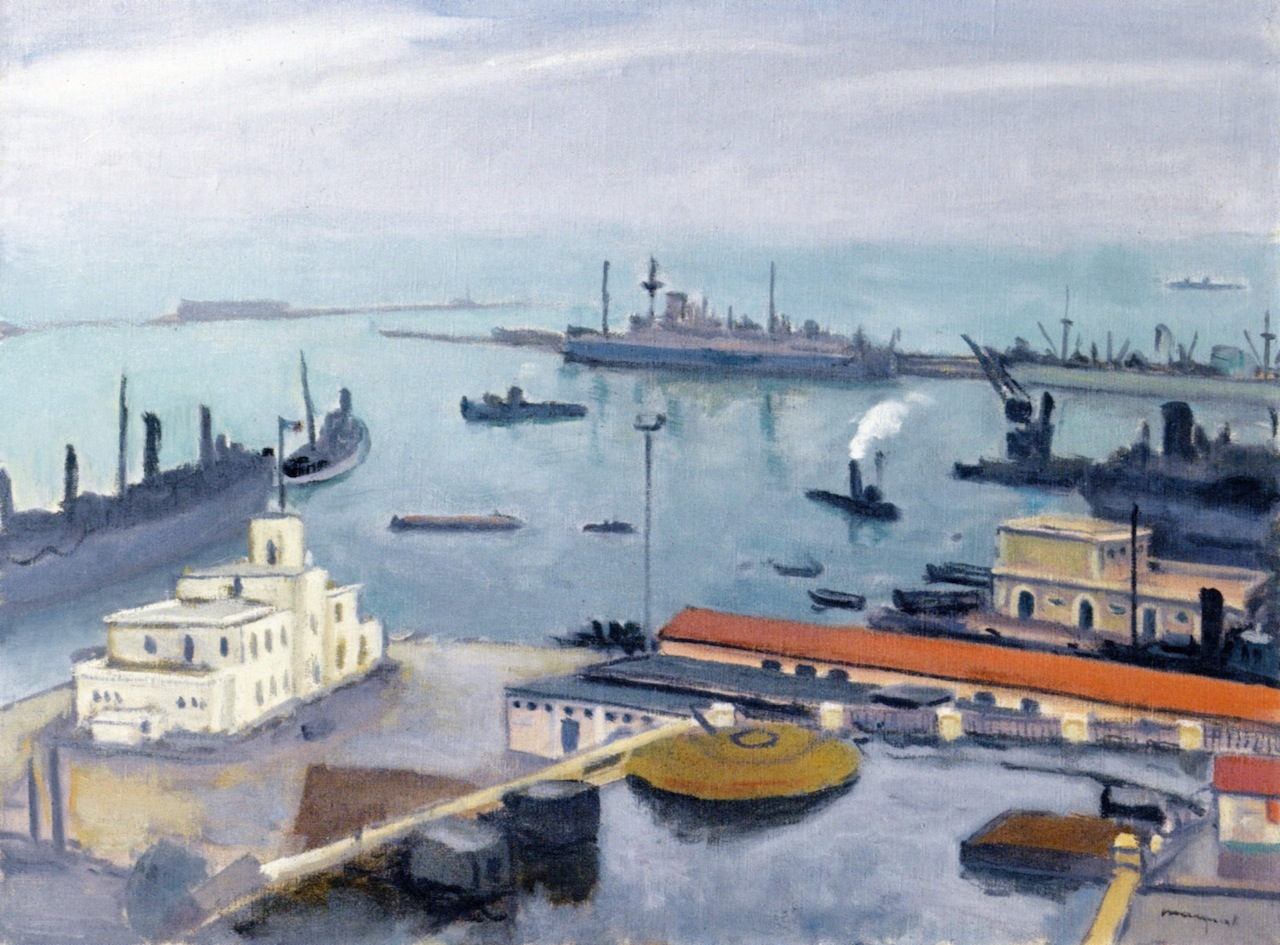
Le Port et la douane (1942-1943, huile sur toile, 60 × 81 cm, coll. priv.).
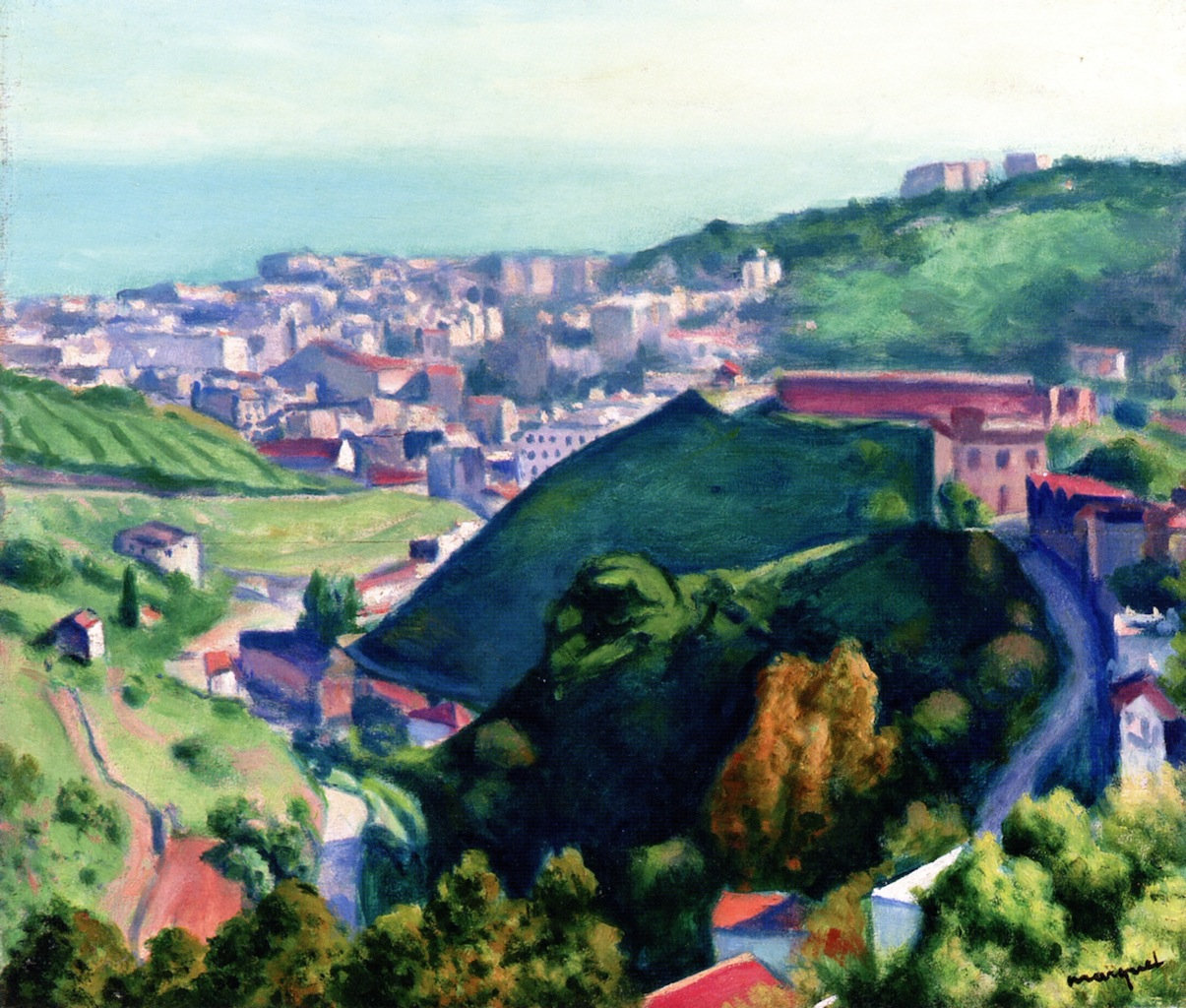
Alger vu depuis Bab-el-Oued (1944, huile sur panneau, 40,5 × 48 cm, coll. priv.).
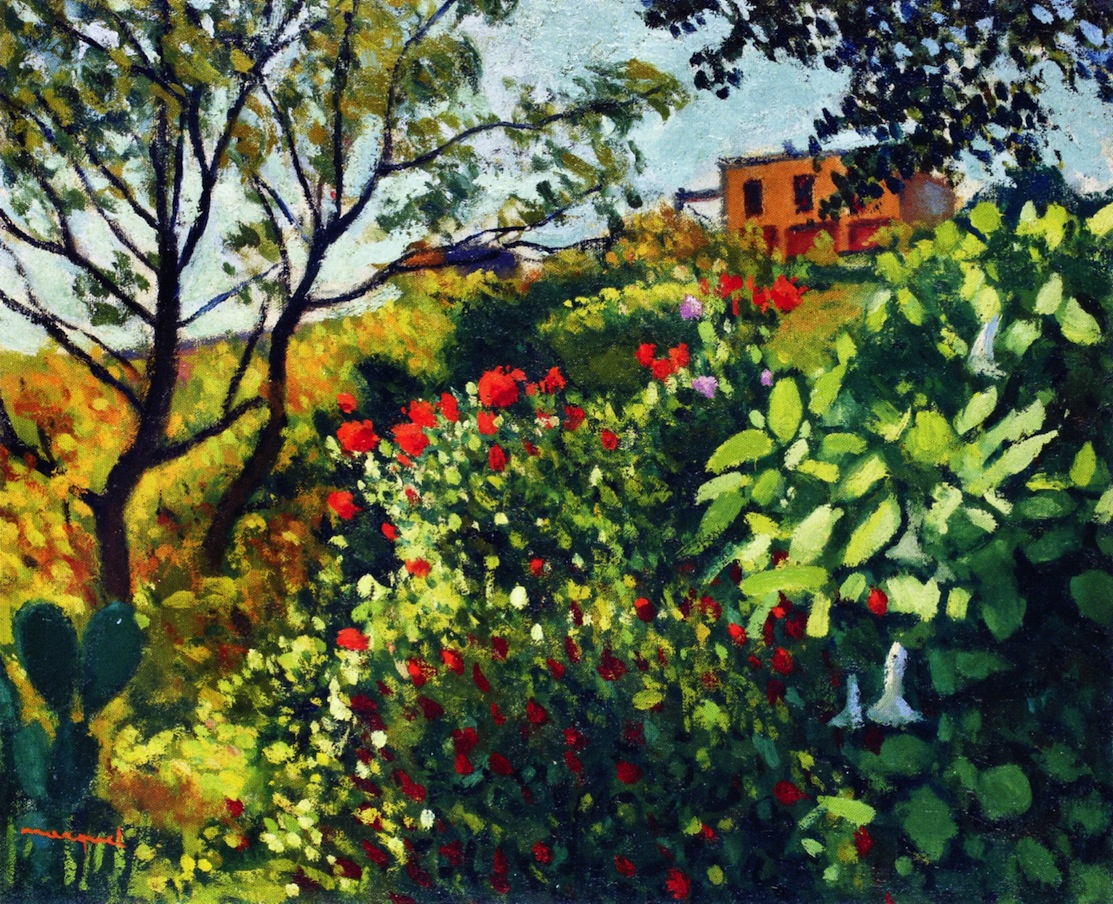
Géraniums, été (1945, huile sur toile, 38 × 46 cm, coll. priv.).

En 1941 Marquet a fait décrocher ses œuvres, prêtées sans son assentiment, du Salon des Tuileries pour lequel était exigé un certificat de « non-appartenance à la race juive ». Durant toute la guerre il refuse d'être exposé à Paris. Fin 1943 il fait partie des artistes algérois offrant des tableaux pour une exposition de soutien à la Résistance, et en janvier 1945 il en donne un pour une vente aux enchères au profit des membres de Combat. Dans la foulée il prend sa carte du PCF, convaincu par George Besson à qui Marcelle a expliqué : « En 34 Albert aurait trouvé « drôle » de s'affilier à un parti et inutile, mais les temps ont changé […] La réformation du monde semble être le parti communiste. Vous connaissez assez Albert pour savoir qu'il n'est pas fait pour les estrades, la vie publique, les manifestations [mais] comme il ne veut décevoir personne et qu'il est ce qu'il est sans remède, il donnerait son adhésion à condition qu'on ne lui demande pas ce pour quoi il n'est pas fait. »

#### Après-guerre
Resté en Algérie jusqu'en mai 1945, Marquet confie à Matisse qu'il a hâte de retrouver Paris mais regrette de quitter son jardin en fleurs.
« En 1945, se souvient sa femme, après cinq années d'absence, la porte de notre appartement à peine franchie, il se dirigea vers la plus belle fenêtre, celle qui de son atelier domine le Pont-Neuf, et sans prononcer un mot, à pleins yeux, il regarda le fleuve qu'il aimait et les quais dont il connaissait la moindre inflexion. » Le peintre fait rapatrier ses toiles d'Alger et retrouve ses habitudes, entre son appartement parisien, où il peint et se lance dans la lithographie en couleurs, et sa maison de La Frette où reviennent les amis, Charles Camoin le premier. Il est toutefois déçu par le climat politique qui règne en France et Montplaisant lui manque d'autant plus.

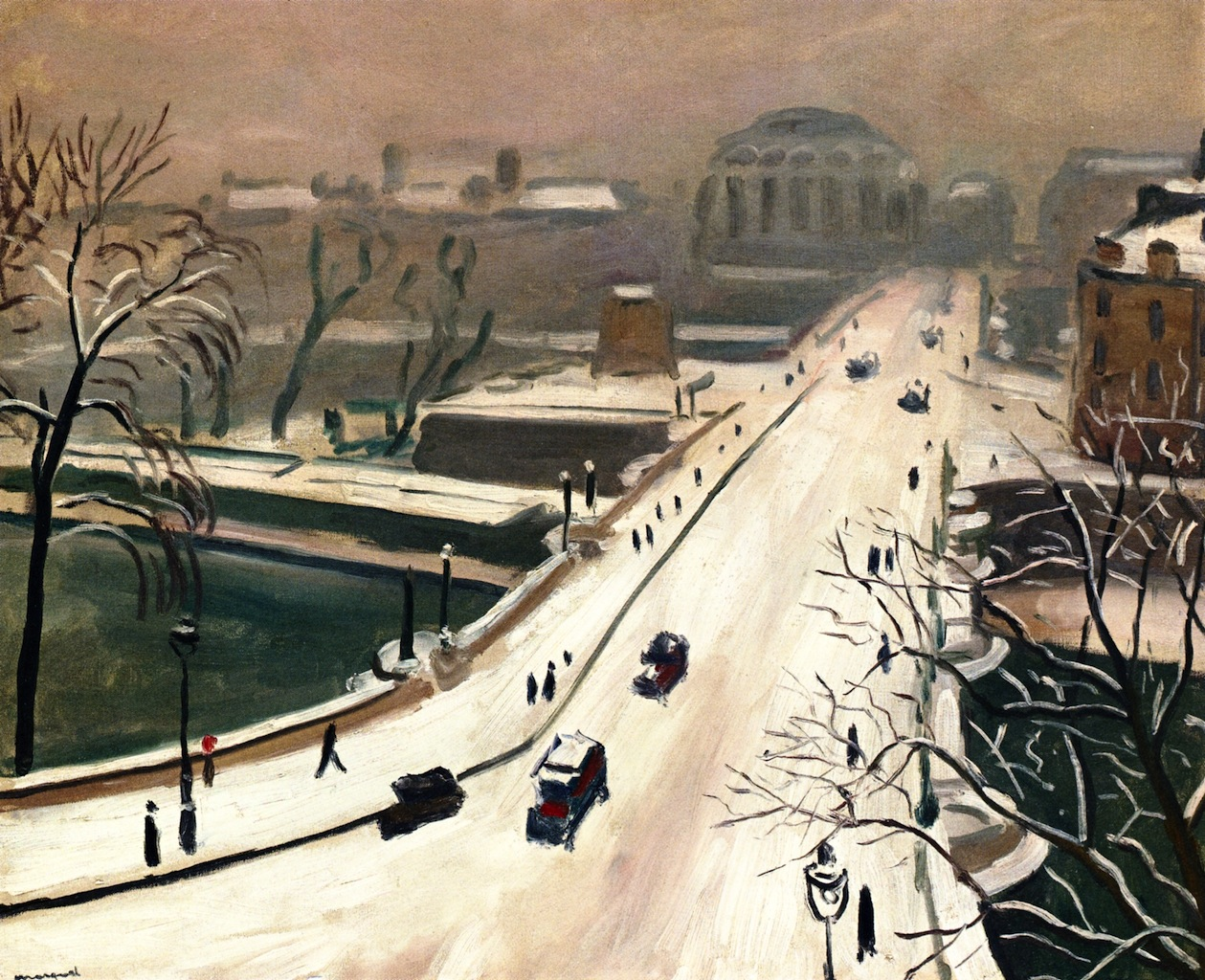
Le Pont-Neuf sous la neige (date ?, huile sur carton,, coll. priv.).

Les expositions reprennent à Paris (Salon de la Marine, Salon d'automne) puis à l'étranger. Le Ministre de la Marine lui confère le titre de « peintre honoraire du département de la Marine » (Journal officiel du 1er août 1945). Marquet rejette en revanche la perspective d'un fauteuil à l'Académie, proposant que soient plutôt supprimés l'Institut de France et l'École des Beaux-Arts. De même avait-il déjà plusieurs fois refusé la Légion d'honneur. En janvier 1946 un hommage lui est rendu en présence de nombreux amis par le Comité d'aide aux artistes et intellectuels. Marquet donne des œuvres pour des ventes de bienfaisance en faveur des prisonniers de guerre, des rapatriés dans le besoin, des orphelins juifs rescapés de la déportation.
Marquet a encore passé à Alger une partie de l'hiver 1946, après quoi il partage son temps entre Paris et La Frette. À la fin de l'année il ressent des douleurs et est opéré le 14 janvier 1947 de la vésicule biliaire : c'est alors qu'on lui découvre un cancer de la prostate déjà métastasé. Rentré chez lui le 29, il réalise encore depuis sa fenêtre huit toiles du Pont-Neuf sous la neige puis, trop fatigué, fait un peu de lithographie. Ses proches s'inquiètent de sa santé et se pressent pour le voir, créant autour de lui, selon la veuve de Jean Launois, « une volière perpétuelle » épuisante.
Albert Marquet, qu'un œdème fait beaucoup souffrir, s'affaiblit doucement. Il reçoit le 15 avril une ultime visite de Matisse, et s'éteint le 14 juin au matin. « Ta dernière soirée, écrit sa veuve le 13 juillet 1947, tu l'as finie en lisant quelques lignes de Balzac. » Elle le fait inhumer au cimetière de La Frette, au-dessus de la Seine qu'il aimait tant.

## L'œuvre de Marquet
Albert Marquet, « au fil des ans, a quitté les radars de la notoriété » : sa disparition est occultée par celle de Bonnard la même année, et il s'était bien plus que ce dernier limité à la peinture de paysage qui a de moins en moins la cote. Au-delà des proches qui ne l'abordaient pas toujours de façon vraiment critique, son œuvre est redécouverte à partir des années 1960-1970, lorsque l'histoire de l'art sort de sa vision d'un XXe siècle dominé avant tout par le cubisme, le surréalisme, les avant-gardes. Au début du XXIe siècle, c'est même l'indifférence de l'artiste vis-à-vis des théories et des courants qui semble susciter l'intérêt. « La peinture était sa raison de vivre, son refuge et son langage, écrivait Marcelle Marquet, la seule explication qui fût sienne, et, sans tricherie, la seule réponse qu'il pût donner. C'est là qu'il faut le chercher » : mais l'œuvre, plus subtile qu'il n'y paraît, demeure inclassable.

### Loin des étiquettes
Les historiens de l'art font généralement de Marquet un portrait en creux — ce qu'il n'est pas en tant que peintre ou pas complètement : signe qu'il leur est difficile de le situer, ils insistent beaucoup sur son indépendance, son mutisme, ses dérobades (« Mon opinion sur la peinture, c'est ma peinture »).

#### Fauvisme

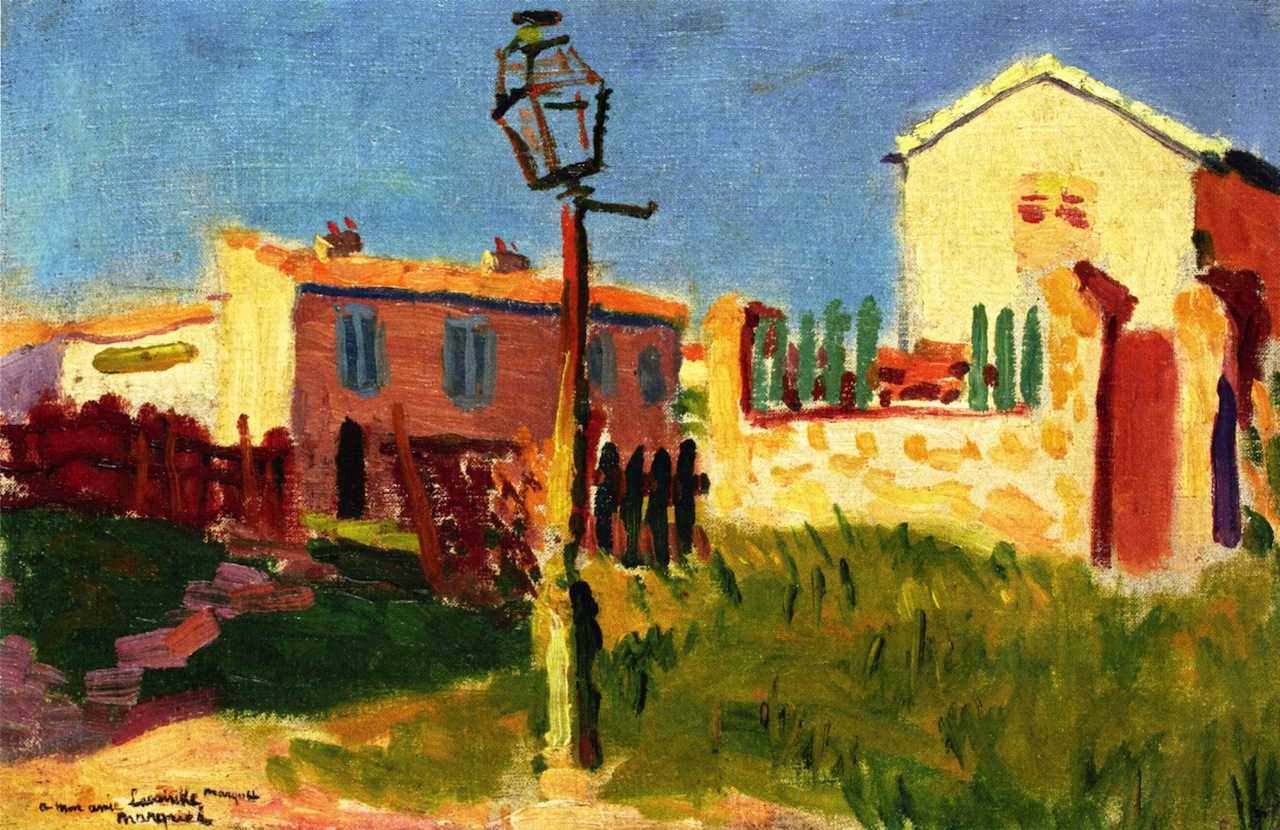
Le Réverbère, Arcueil (1898-1899, huile sur toile,, coll. priv.).

« Fauve » avant les autres et catalogué comme tel, Marquet s'était pourtant vite démarqué du mouvement.
Lui et Matisse ont été les premiers à poser sur la toile des couleurs pures (c'est-à-dire non mélangées, telles qu'elles sortent du tube de pigments) lors des séances collectives chez leur ami Manguin,. « Dès 1898, précise Marquet en 1929, nous travaillions déjà, Matisse et moi, dans ce qu'on appellera plus tard la manière fauve. Les premiers Indépendants où nous étions, je crois, les deux seuls peintres à nous exprimer par tons purs remontent à 1901 » ; toutefois il ajoute : « Je n'ai peint dans ce genre qu'à Arcueil et au Luxembourg ».

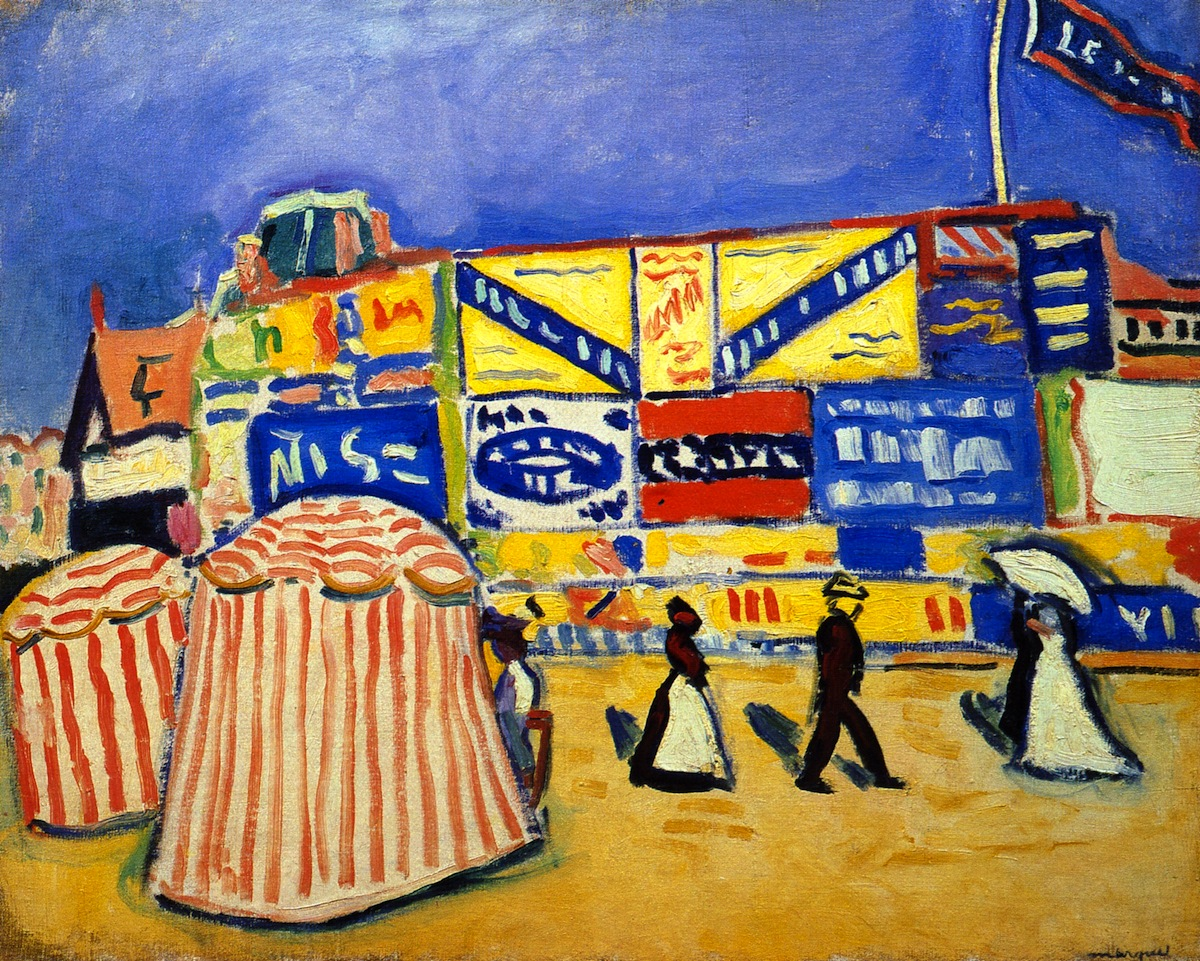
Affiches à Trouville (1906, huile sur toile,, National Gallery of Art).

L'examen des œuvres confirme que Marquet a évolué vers des couleurs vives entre 1898 et 1903 mais que dès 1906 sa palette commence à s'adoucir, retrouvant des harmonies fondues sans doute plus en accord avec sa personnalité discrète : « Que reste-t-il des rugissements des années fauves dans les paysages assagis d'après 1908 ? », s'interroge Didier Ottinger. Pierre Wat note qu'indépendamment de ses difficultés à se payer des couleurs, le penchant de Marquet pour des variations frôlant la grisaille, son intérêt pour les nuances et les valeurs préexistaient à sa période fauve : celle-ci aurait été chez lui de l'ordre de l'écart expérimental.
Si le fauvisme constitue un « épisode de cette subjectivisation du réel » qu'est la modernité selon André Malraux, et si Marquet participe à cette « révolution de la couleur en soi », selon le mot de Jean Cassou, il se tient néanmoins à la marge. Loin de faire de la couleur un mode d'expression subjectif, il reste attaché à l'observation : « Marquet est tout à fait réaliste, explique Matisse, il n'interprète pas une couleur, il ne juge pas. » Ses couleurs dures, son dessin tranché évoquent alors « plutôt une sorte de vérisme », comme dans les Affiches à Trouville de 1906. Fasciné par le fourmillement de la vie urbaine, il use des tons purs et plats comme de « signes abréviatifs de la réalité » sans en faire un enjeu théorique. Après quoi il repasse « du parti de la couleur à celui de la valeur ».
Marquet conserve de son immersion dans le fauvisme : un goût pour les contrastes appuyés — ombres noires et plans très ensoleillés par exemple ; une aptitude à manier les tons vifs et à leur donner de la brillance ; une certaine rudesse dans le dessin ou la composition, fût-ce au détriment du détail. Qu'il ait été l'« l'un des acteurs de la légende du fauvisme telle qu'elle s'est écrite aux alentours de 1905 », conclut Claudine Grammont, force à admettre que cette convergence temporaire d'avant-gardes issues de l'éclatement de l'impressionnisme, recouvrait des aspirations variées, n'était « pas seulement le langage de la couleur pure mais aussi celui de la silhouette et de l'écriture synthétique des formes ». Pour Marquet « la sortie du fauvisme initial s'apparente à une opération de réduction » : sujets, moyens, formats, ce minimalisme souvent dénigré aurait été sa manière de maîtriser le désordre violent du monde.

#### Impressionnisme
Marquet n'a revendiqué aucune appartenance mais certains critiques ont voulu le ranger du côté de l'impressionnisme et de Paul Cézanne.
Au vu de ses liens avec un symbolisme anarchisant, beaucoup, tels Francis Jourdain, considérèrent que Marquet était resté un autodidacte pratiquant une peinture spontanée, affranchie de tout modèle sans être pour autant imaginative — point que lui reprochait Gustave Coquiot. Emil Szittya résumait en 1950 : Marquet « ne s'est jamais laissé annexer par un groupe de peintres. Il a vu le fauvisme, la voie indiquée par Matisse, il a aimé Henri Rousseau (que notre pensée ne saurait exclure de cette époque), il a vu Picasso, mais il s'est contenté de noter les faits ». La seule certitude est qu'il s'inscrit dans la lignée des grands paysagistes français.

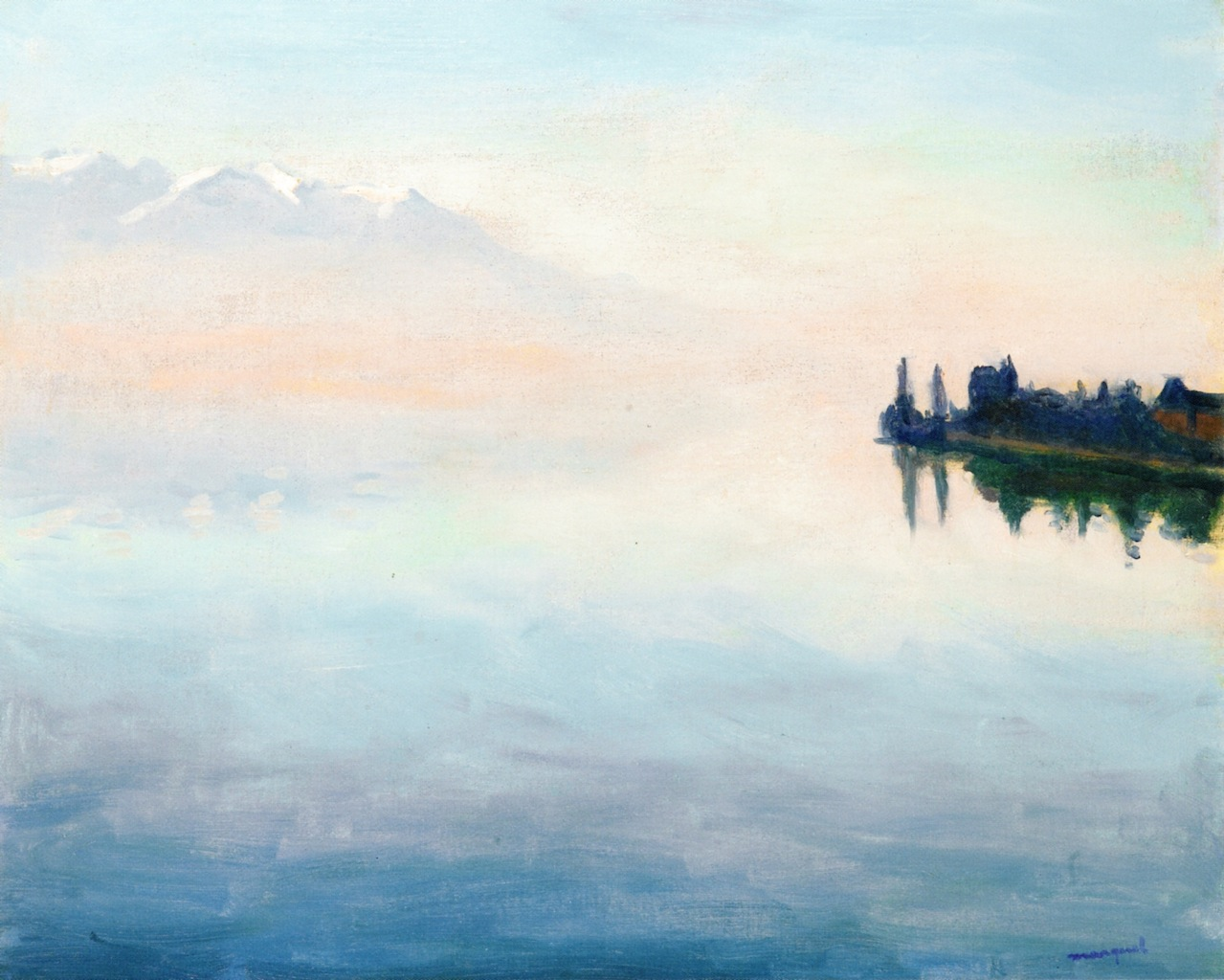
Le Lac Léman vu de Montreux évoque les tableaux de Turner (1937, huile sur toile,, coll. priv.).

En 2008 le musée d'Art moderne de Troyes intitule son exposition sur Marquet « Du fauvisme à l'impressionnisme », comme s'il avait cheminé à rebours de l'histoire. À l'instar des impressionnistes, il peint sur le motif et a besoin des aléas du temps ; il pose toutefois son chevalet presque toujours à sa fenêtre et non dehors : c'est un peintre de plein air… en atelier. Il a pu être rapproché d'Eugène Boudin pour ses panoramas, de Monet pour ses séries et leurs variations de teintes ; mais ceux qui l'assimilaient aux impressionnistes lui ont parfois, comme Georges Charensol en 1925, dénié le sens des couleurs d'un Bonnard ou d'un Vuillard.
Les historiens d'art citent volontiers Claude Roger-Marx, qui relie Marquet aux impressionnistes et à leur prédécesseur William Turner en ce « qu'il aime inventer des variations sur le même thème […] suivant l'heure ou la saison », mais qui montre aussi ce qui l'en distingue radicalement : « On dirait qu'il répudie ce qui fut la technique favorite des paysagistes français depuis trente ans, l'éparpillement d'une touche en virgule, en point, l'obéissance aux lois du mélange optique et des complémentaires, l'interdiction du noir et des contours ». Chaque tableau constitue une entité autonome, variation sur un motif récurrent, et non maillon d'une série.
Quant à la synthétisation des formes, elle tiendrait moins à l'influence de Gauguin via le fauvisme qu'à la découverte de Cézanne lors de sa grande rétrospective chez Ambroise Vollard en 1898. Un critique du début du XXe siècle reconnaissait chez Marquet « l'austère simplicité de Cézanne » et une même « condensation des tons essentiels ». Sophie Krebs conteste un tel rapprochement tandis que Jacqueline Lafargue voit dans les elliptiques mais solides constructions de Marquet la leçon de Corot, ancêtre des impressionnistes. Claudine Grammont et Didier Ottinger nuancent ainsi l'idée que Marquet aurait hérité de Cézanne « le souci des formes et de leur interaction » : tout comme Cézanne lui-même, c'est plutôt de la tradition classique, notamment de Nicolas Poussin, que Marquet aurait tiré son sens de l'ordonnancement hiérarchique des plans,. « Peindre comme un enfant sans oublier Poussin : voilà l'ambition de Marquet », d'après sa femme.

#### Japonisme
Marquet subit l'influence de l'art japonais, spécialement de Hokusai — à moins qu'il ne s'agisse plutôt de convergence.
Lorsque Albert Marquet arrive à Paris, la vogue des estampes japonaises et du mouvement de l' ukiyo-e, amorcée vers 1860, est à son comble. En 1890 Samuel Bing montre à l'École des Beaux-Arts 725 xylographies et 421 livres illustrés ; trois ans plus tard Paul Durand-Ruel expose des estampes de Hiroshige et de Utamaro ; Edmond de Goncourt consacre une monographie à celui-ci en 1891 et une à Hokusai en 1896 — sans compter les autres manifestations de la décennie. L'analyse du japonisme est délicate, les supposées filiations — de l'emprunt de motifs à l'appropriation conceptuelle — pouvant n'être que rencontres fortuites : toujours est-il que cette vision d'une représentation qui n'est plus purement imitative ou descriptive a eu un effet sur les jeunes nabis, Pierre Bonnard en particulier, comme sur Marquet et ses compagnons, dont le maître Gustave Moreau était d'ailleurs passionné par Hokusai,.

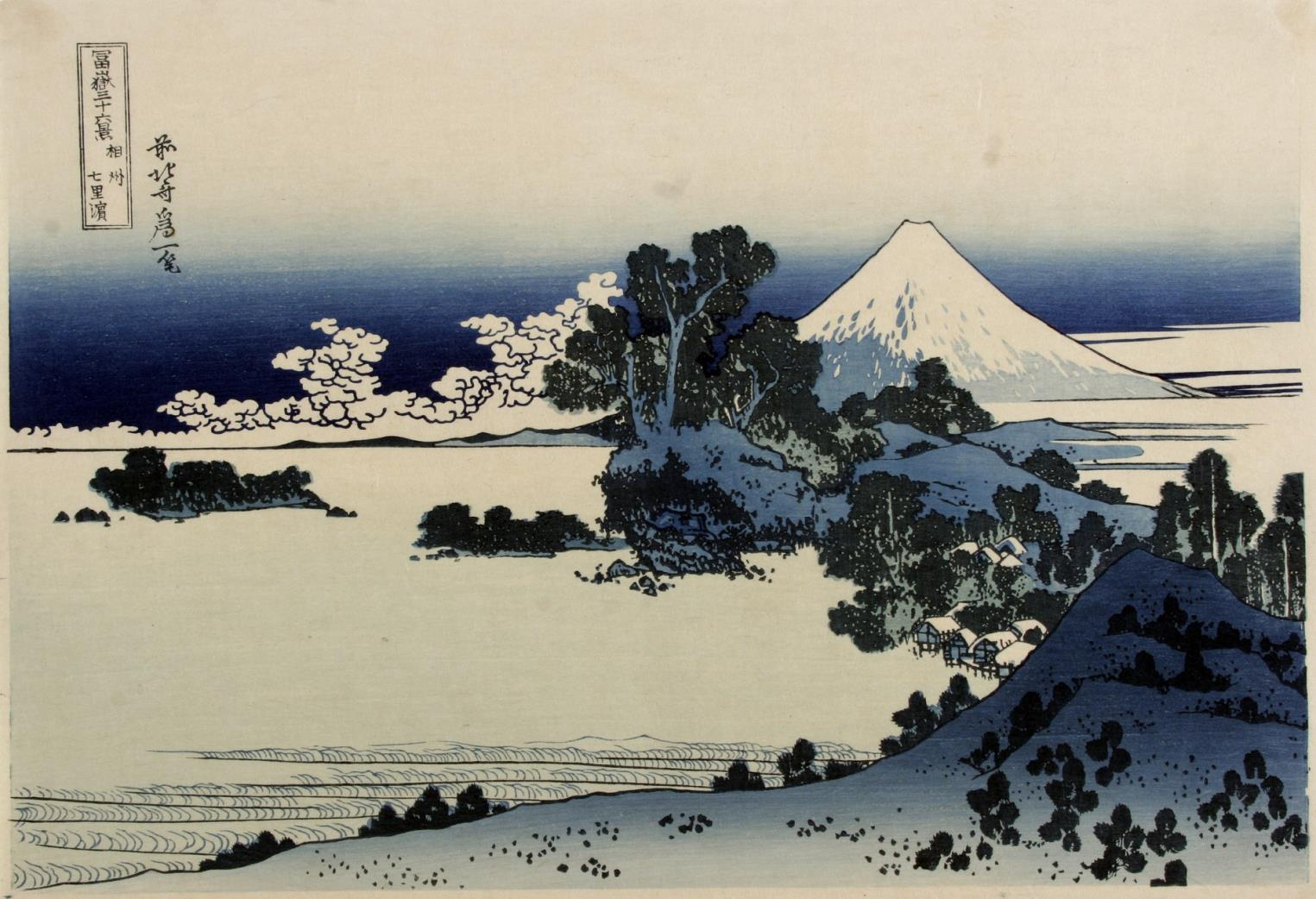
Hokusai, La plage de Shichiri dans la province de Sagami (v. 1830, gravure sur bois in Trente-six vues du mont Fuji).
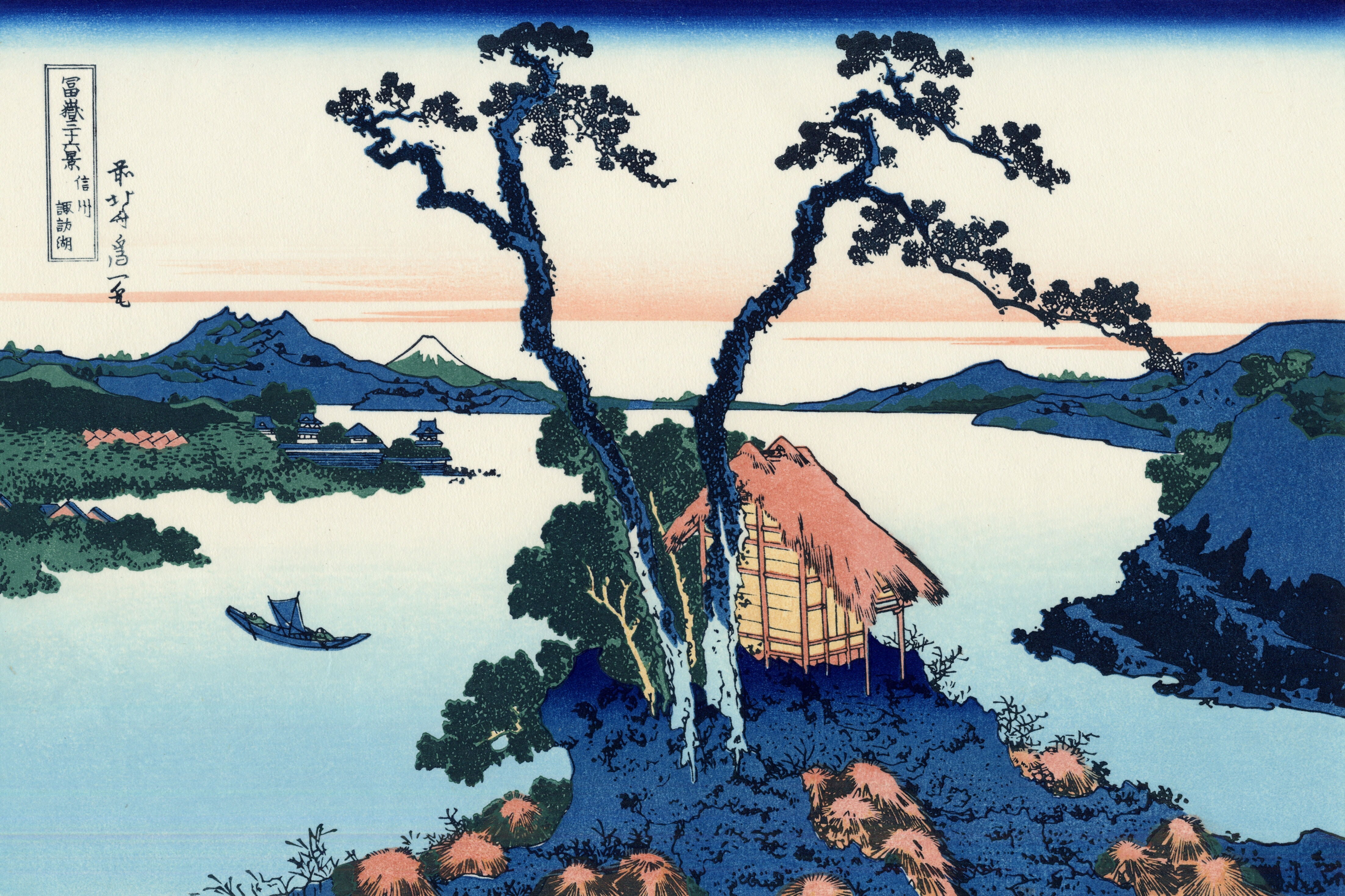
Hokusai, Le lac Suwa dans la province de Shinano (v. 1830, gravure sur bois in Trente-six vues du mont Fuji).
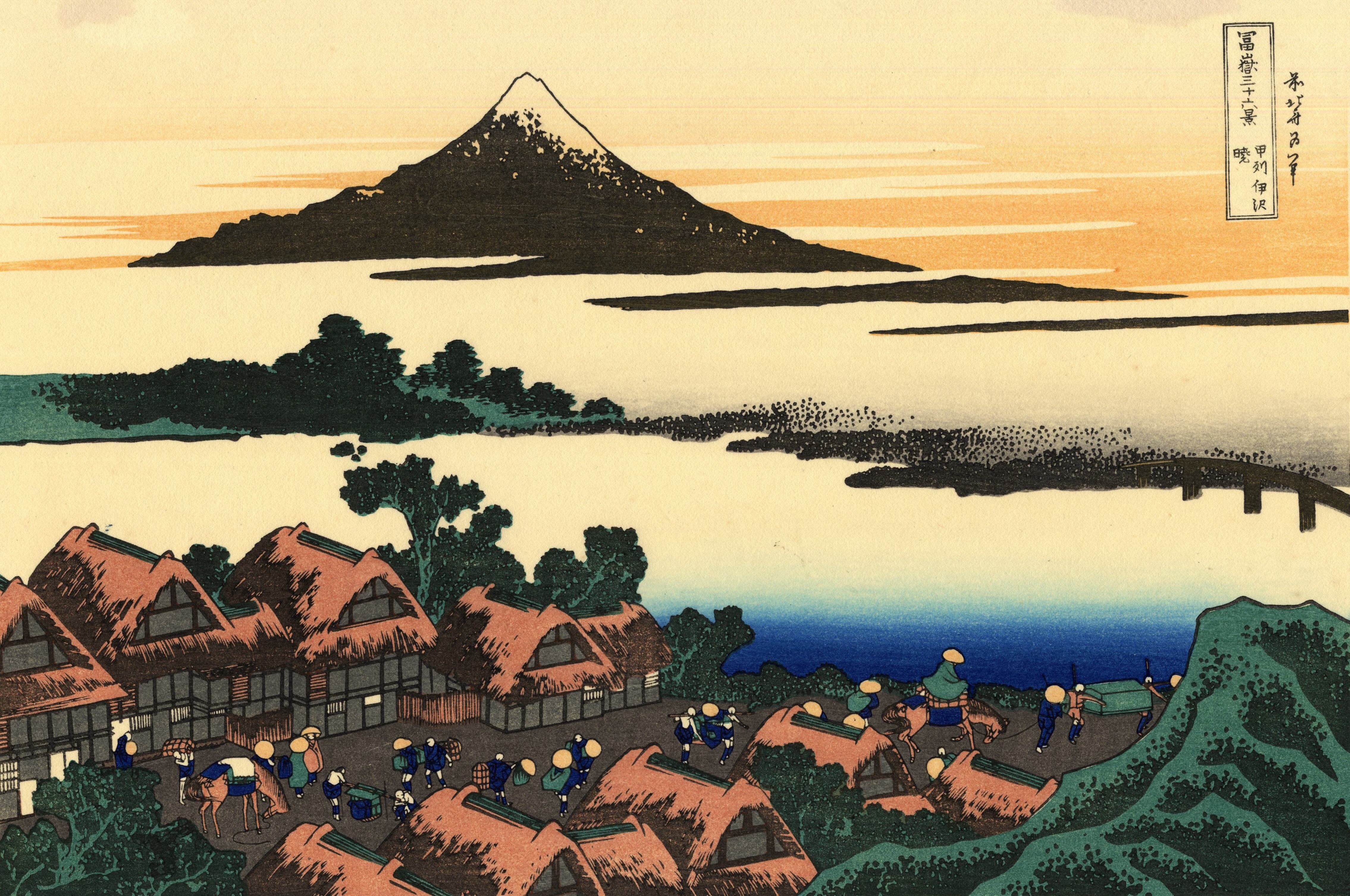
Hokusai, Aube sur Isawa dans la province de Kai (v. 1830, gravure sur bois in Trente-six vues du mont Fuji).
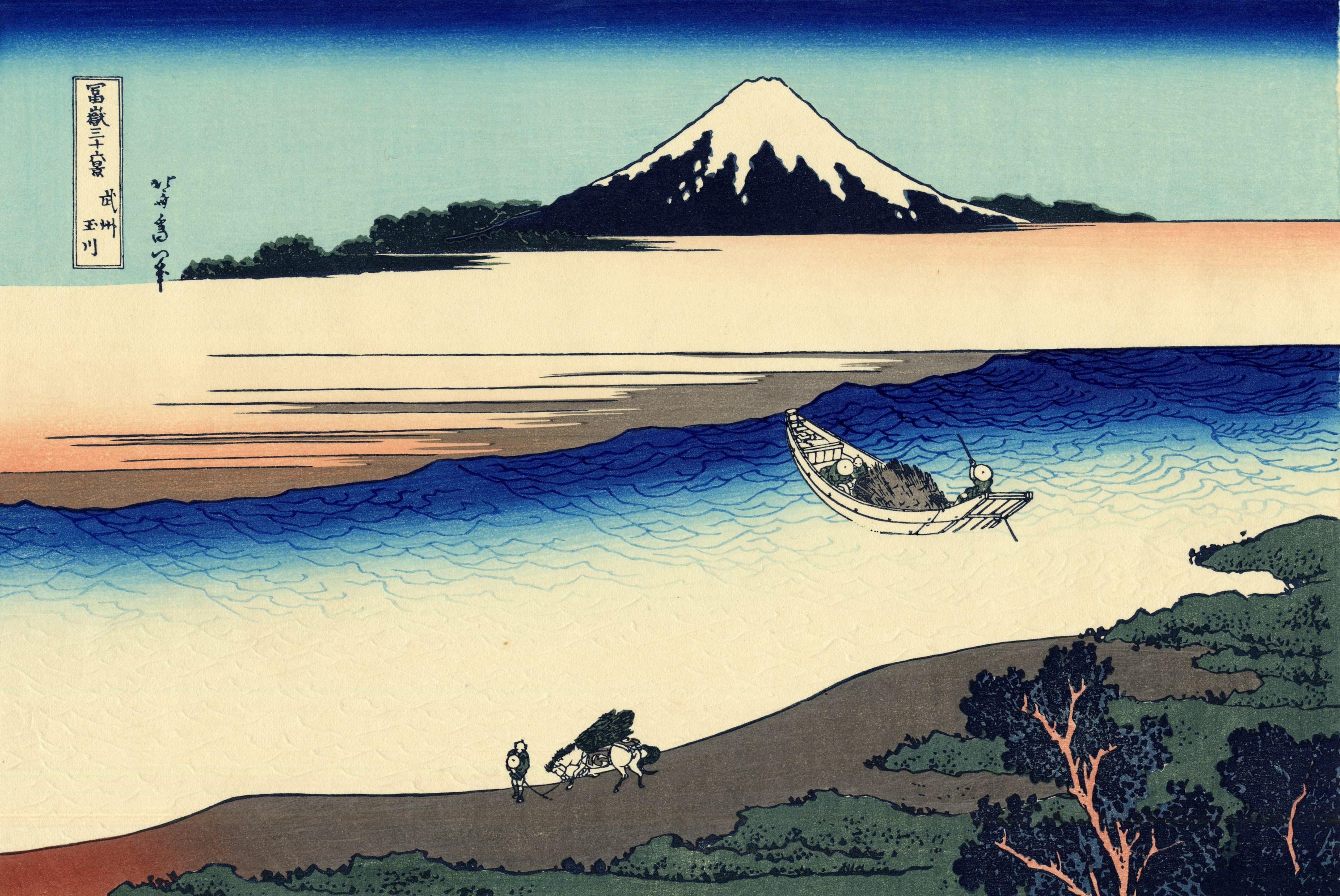
Hukusai, Le fleuve Tama dans la province de Musashii (v. 1830, gravure sur bois in Trente-six vues du mont Fuji).

Matisse admire le « trait japonais » de Marquet et explique en 1943 pour la revue d'art Le Point que la relation entre son ami et le grand « Fou de dessin » dépasse la simple influence : « Quand je vois Hokusai, je pense à notre Marquet — et vice versa ; je n'entends pas imitation d'Hokusai, mais similitude. » Selon Hélène Bayou, les analogies évidentes dans les dessins des débuts le sont plus encore dans la production ultérieure, c’est-à-dire la peinture de paysage. Cette spécialiste des arts asiatiques montre que Marquet, notamment dans ses paysages aquatiques, structure l'espace en plans successifs comme Hokusai dans maintes gravures sur bois : premier plan plus ou moins envahissant vu « à vol d'oiseau » ; paysage (souvent réduit à une chaîne de collines avec un ou deux sommets) rejeté au deuxième voire au troisième plan si s'intercale une étendue d'eau ; ligne d'horizon surélevée aux deux-tiers ou aux trois-quarts de la hauteur ; intrusion d'un élément oblique suggérant la profondeur ; dégradé de couleurs assourdies.

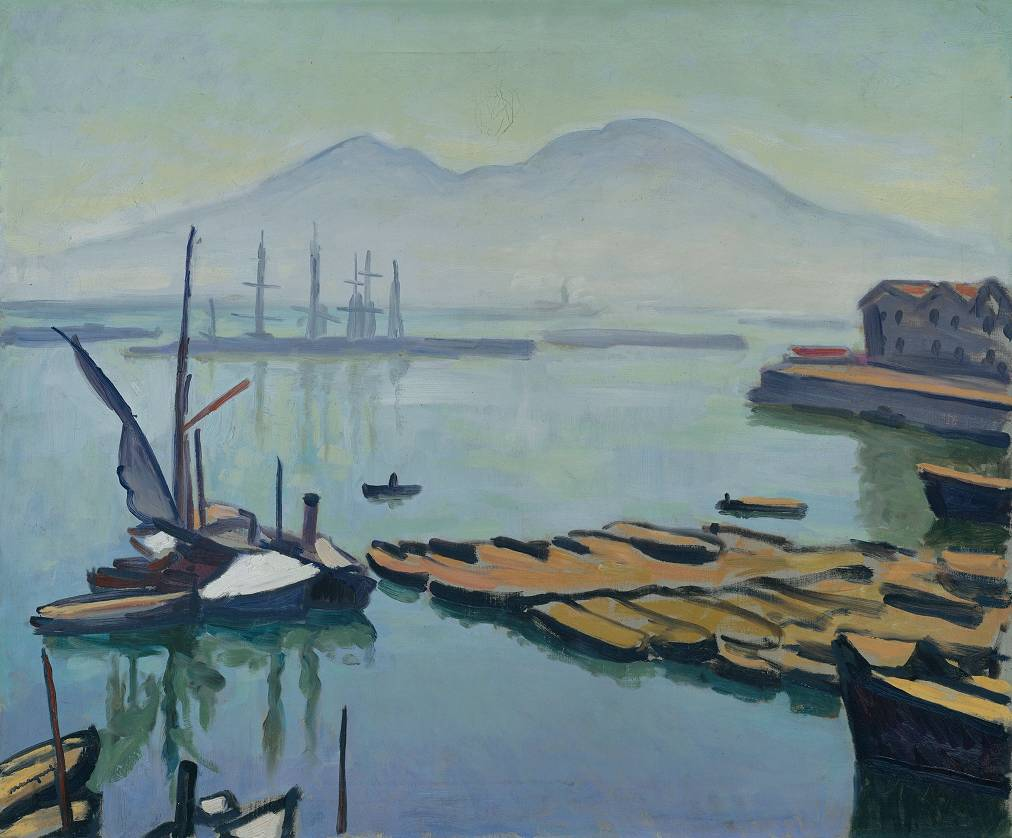
La Baie de Naples (1908, huile sur toile, 65 × 77,5 cm, Tate Modern).
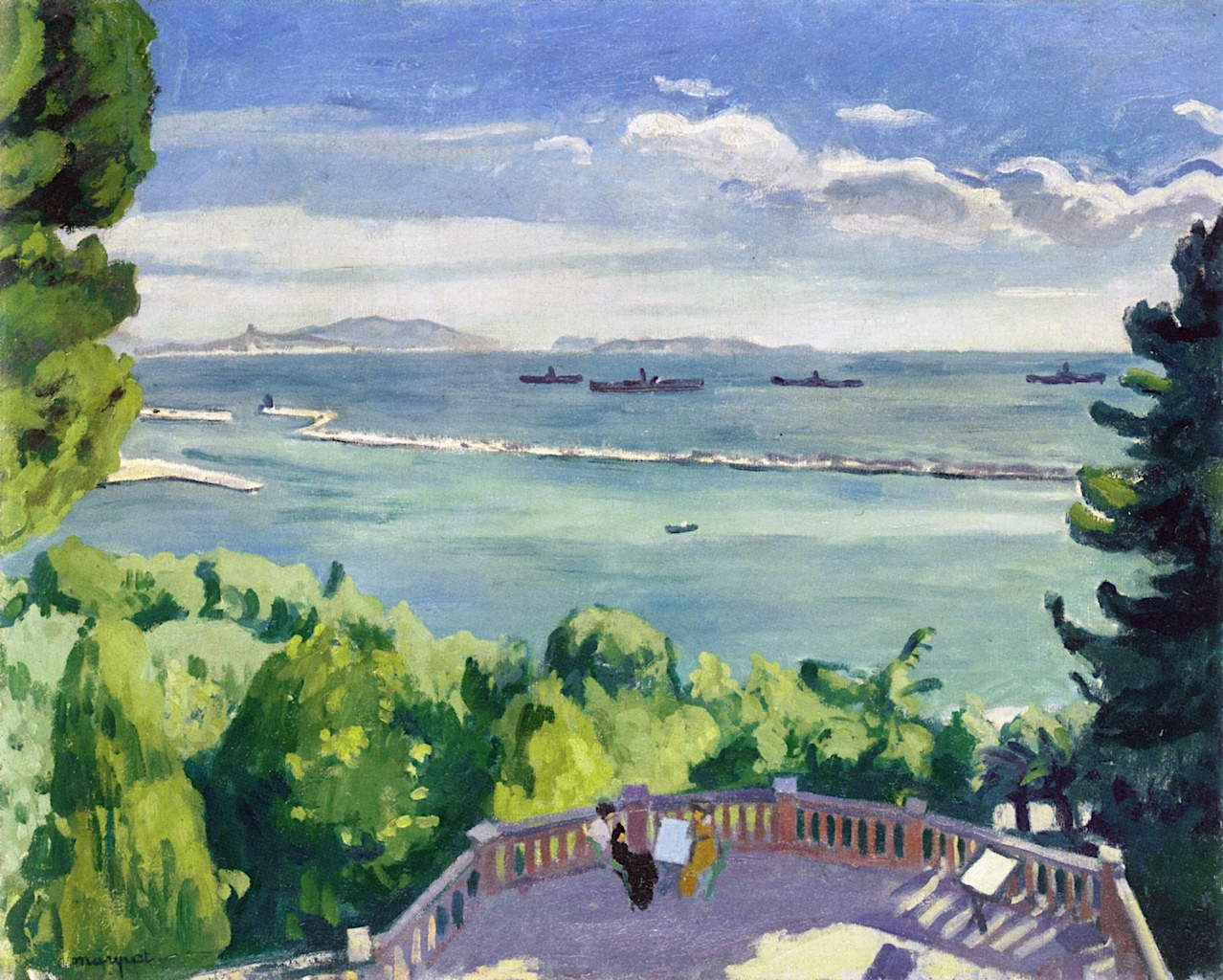
Mistral à l'Estaque (date ?, huile sur toile, 65 × 81 cm, coll. priv.).
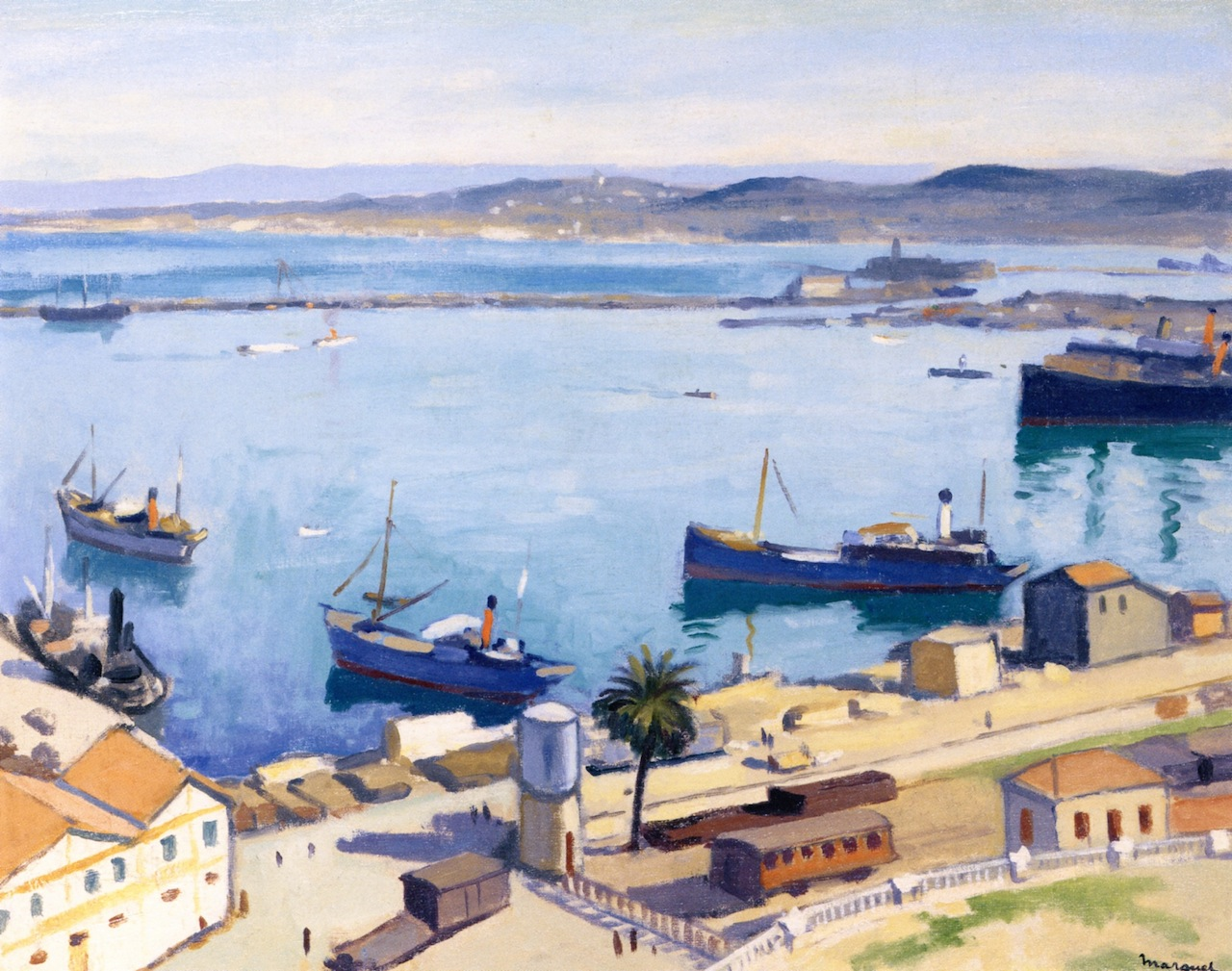
Les Docks par beau temps (v. 1924, huile sur toile, 65 × 81 cm, coll. priv.).
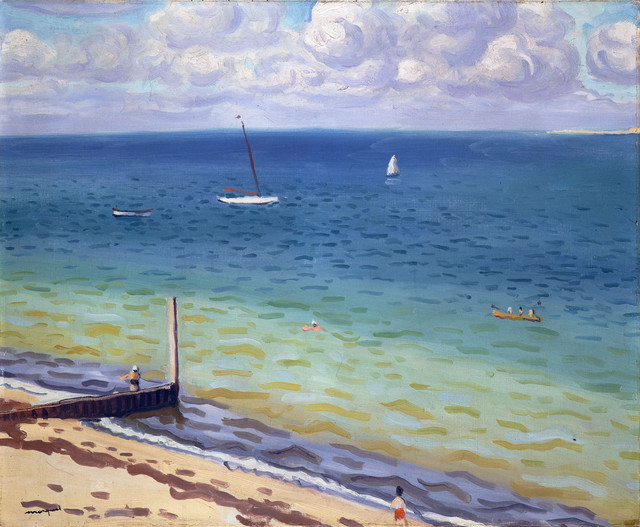
Le Pyla (1935, huile sur toile, 50 × 61 cm, musée des Beaux-Arts de Bordeaux).

Les liens entre Marquet et Hokusai concerneraient dans leur essence « la quête d'un nouveau rendu plastique de l'espace » : au-delà des réminiscences directes, loin de toute tentation exotique ou d'un japonisme de convention, le jeune peintre aurait observé chez le maître de l'ukiyo-e des modes d'organisation qui allaient imprégner durablement sa peinture parce qu'ils répondaient à ses propres préoccupations. Hélène Bayou conclut à une profonde parenté de vues ou de sensibilité. Marquet d'ailleurs faisait sienne cette formule d'Hokusai : « Arriver à ne pas tracer un point qui ne soit vivant. »

### Marquet dessinateur

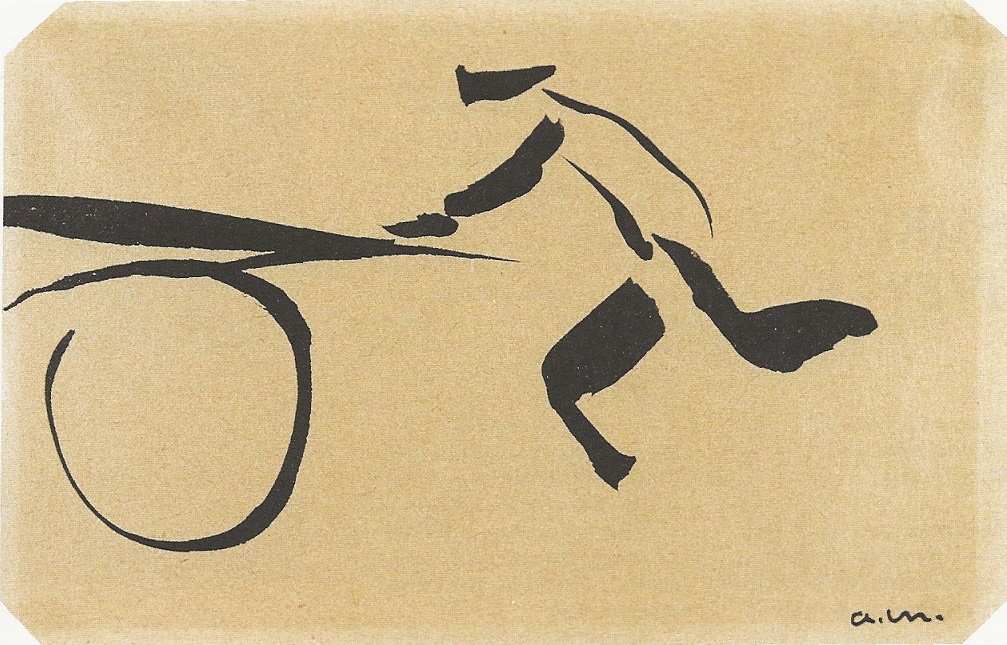
La Charrette à bras (1904, encre de Chine sur papier,, musée des Beaux-Arts de Bordeaux).

Pour Albert Marquet, qui l'a pratiqué toute sa vie, le dessin n'est pas un simple travail préparatoire à sa peinture mais un plaisir pour soi et un art à part entière : « D'une grande économie de moyens, l'œuvre graphique de cet artiste peu bavard n'en est pas moins d'une étonnante puissance suggestive », manifestant « sa capacité de synthèse ».

#### Concision du trait
Marquet a vite cessé de se plier aux canons du dessin académique pour développer un univers et une technique personnels, non sans liens avec le japonisme.

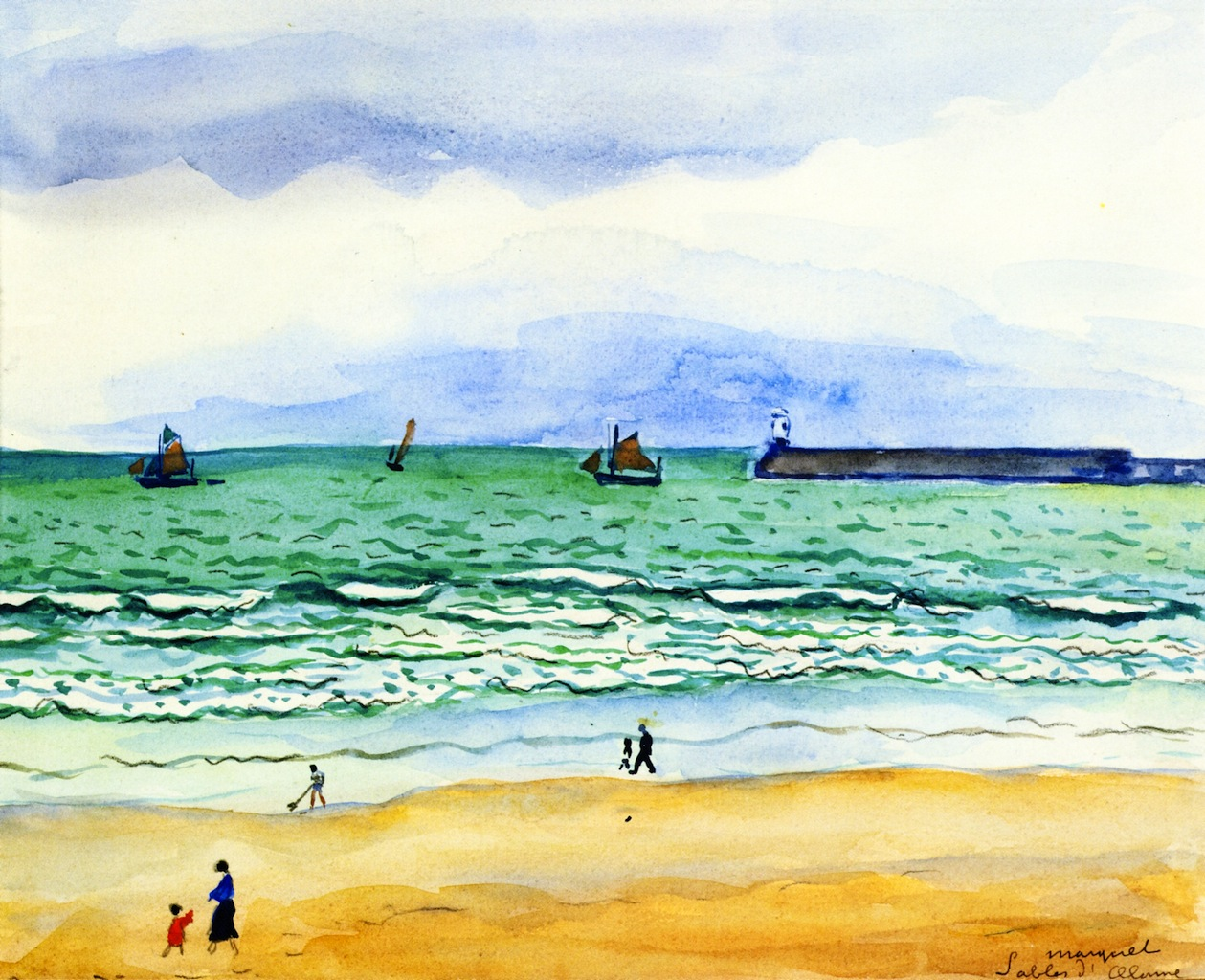
Les Sables d'Olonne (1918, aquarelle et crayon sur papier,, coll. priv.).

Durant la première décennie du XXe siècle, Marquet s'adonne au dessin sous toutes ses formes : crayon, plume, mine de plomb, fusain, pastel, encre de Chine. Il est si à l'aise avec le roseau, importé d'Orient, qu'il s'en sert à l'occasion pour écrire à ses amis et est surnommé par Georges Duthuit « le plus chinois de tous les fauves ». Influencé par sa découverte de l'ukiyo-e japonais dans les années 1890, son art correspond bien au sens littéral du mot : « images du monde flottant ».
Comparable toute proportion gardée à celui d'Hokusai, le graphisme de Marquet est simplifié, comme désinvolte, mais suggestif. Variant les techniques et le trait pour s'adapter à son sujet, il restitue en quelques coups de crayon ou de plume l'essentiel d'un paysage ou d'une atmosphère, d'une figure voire d'une humeur. La virtuosité de son écriture abrégée, elliptique, s'observe dans tel trait de contour unique déployé en continu sur la page, quitte à simplifier comme Matisse jusqu'à la déformation.
Sa technique évolue dans les années 1920, après son mariage : sur ses carnets de voyage il abandonne le roseau et le trait épais pour la légèreté du crayon ou de la plume, travaillant davantage les détails. Il se met aussi davantage à l'aquarelle, dont il maîtrise avec souplesse les difficultés, où le blanc du papier reste parfois visible, et où quelques traits de plume peuvent venir souligner le mouvement de l'eau, du vent.
D'inspiration plus diverse que ses peintures, les dessins de Marquet « sont remarquables d'aération, de mise en page, de contrastes », et exhibent « directement le procédé essentiel de son art, à savoir l'abréviation », notait Jean Cassou. Alain Lestié ajoute que, couvrant souvent les deux faces d'une même feuille, ce ne sont pas des œuvres définitives mais plutôt des notations à usage privé, mémoires d'instants ou de motifs permettant comme une archéologie du regard intime.

#### Acuité du regard
Dessinateur-né, Marquet capte par le dessin ce qui a attiré son œil et excelle en particulier à rendre le pittoresque de la vie urbaine.
C'est entre 1899 et 1910 que Marquet, prisant la spontanéité du travail sur le motif, croque au gré de ses promenades dans Paris — son terrain favori — toutes sortes de personnages et de scènes de rue. Plus encore que ses peintures, ses dessins prouvent un regard en prise directe sur la vie urbaine, ce qui fait de lui un « peintre de la vie moderne » au sens baudelairien. En accord avec les rythmes nouveaux qu'imposent les villes, il développe sens de l'observation, mémoire immédiate et rapidité d'exécution. Amateur de cartes postales, il est en phase avec les techniques de plus en plus abréviatives qui se répandent en ce début de siècle et avec ces formes d'expression populaires que sont l'affiche, la caricature, le dessin de presse : les croquis parisiens de Marquet auront le même mordant.
Il a le coup d'œil pour repérer les ridicules de ses contemporains : des réserves de blanc restituant volumes et espace, il lui suffit de quelques tracés significatifs de la pointe du crayon ou du pinceau pour donner à voir un mouvement, une posture révélatrice d'un trait de mœurs ou de caractère, et passer de la vérité psychologique individuelle au type universel. Sa femme met en parallèle son art sans fioriture et sa façon d'être : « Ce qu'il exprimait en termes brefs, c'était comme son dessin, réduit à l'essentiel, rien de trop mais suffisant. » Sûr de son geste il devient maître d'un dessin économe et inattendu, d'une « esthétique de la silhouette » tendant vers la caricature.
Ses admirateurs ont noté sa négligence du détail au profit d'aspects primordiaux. André Rouveyre apprécie le spectacle qu'il donne de la « faune terrestre ». Si Marcelle Marquet suppute une connivence tacite avec les modèles, Charles-Louis Philippe, à l'occasion d'une exposition en 1908, reproche à son ami un manque de compassion, voire une certaine cruauté ; il n'en salue pas moins son art vivant empreint d'ironie, capable de suggérer en quelques traits et points les forces comme les faiblesses de son sujet — joie, assurance, fatuité, insolence… Cette vision de l'humain à la fois compréhensive et sans pitié a pu être rapprochée de celle d'un Balzac.

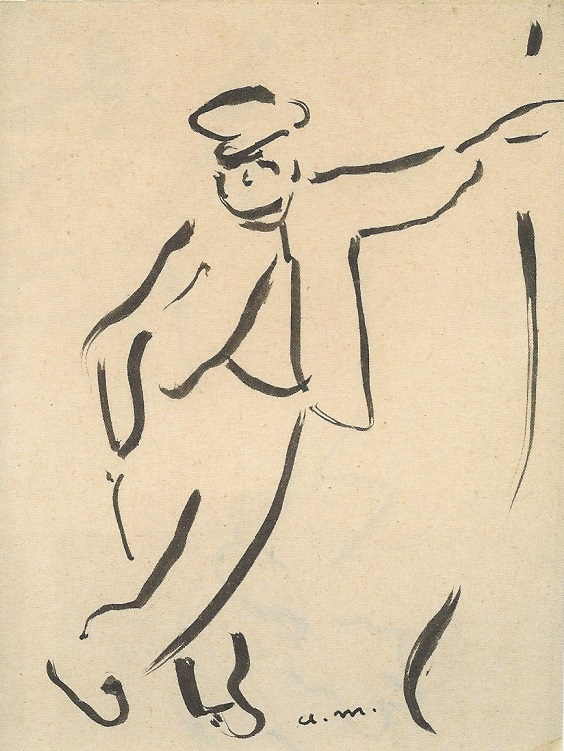
Ouvrier (vers 1904, encre de Chine sur papier, 11 × 8,5 cm, collection privée).
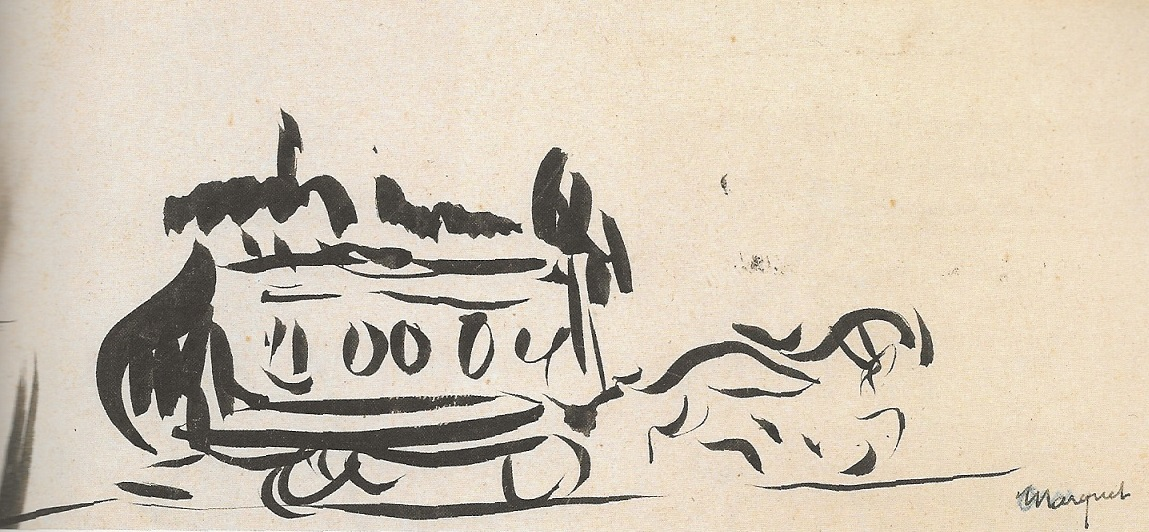
Le Corbillard (date ?, encre de Chine sur papier, 7,5 × 17 cm, musée des Beaux-Arts de Besançon.
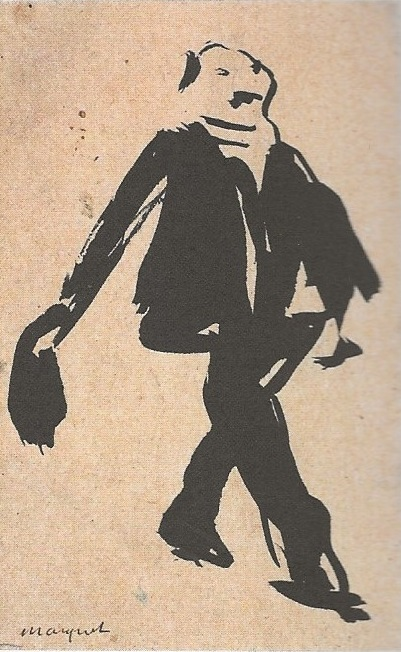
Un homme heureux (1904, encre de Chine sur papier, 15 × 9 cm, musée des Beaux-Arts de Bordeaux.
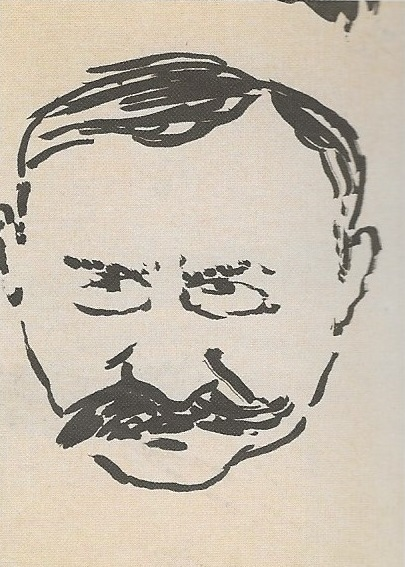
Autoportrait (vers 1908, encre de Chine sur papier, 18 × 10 cm, musée des Beaux-Arts de Besançon).

Claudine Grammont pour sa part insiste sur l'importance qu'acquiert le geste rapide et continu, effectué quasiment sans détacher les yeux du modèle, de façon presque inconsciente : dans ce dessin où compte plus la promptitude de la main que l'exactitude du trait, elle voit quelque chose du futurisme. « Entre la caricature sociale et le tracé du geste pur, les silhouettes de Marquet sont à la lisière de la physionomie et de la sémiotique, image tout autant qu'écriture », calligraphie.

### Le travail du peintre
La plupart des tableaux de Marquet sont d'un format de chevalet sobre à peu près identique (60 × 80 cm). Capable de peindre à longueur de journée, il le fait depuis son atelier sans craindre de se répéter et sans repentirs, d'où l'impression parfois de désinvolture ou de ratages, traces de son travail. « Quand je commence un tableau, je ne sais comment je le finirai », déclarait-il, ajoutant qu'« il n'y a qu'une chose vraie, faire du premier coup ce qu'on voit. Quand ça y est, ça y est. Quand ça n'y est pas, on recommence, tout le reste est de la blague ».

#### «L'œil» de Marquet
En pleine action, disait de lui André Rouveyre, « son regard réfléchit beaucoup plus que lui-même ne réfléchit » : pas un intellectuel donc, mais un œil.

##### Voir sans être vu

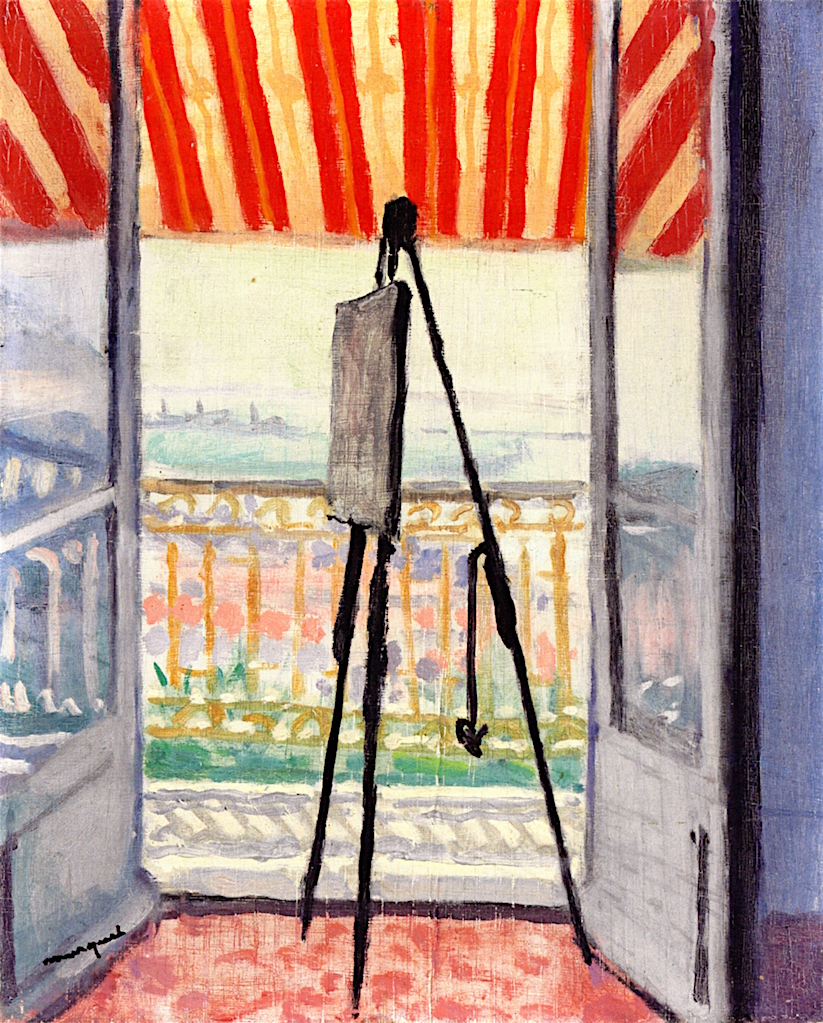
Balcon à l'auvent rayé (1945, huile sur panneau,, coll. priv.).

Si Marquet a presque toujours peint depuis une fenêtre d'atelier, « sa vue en surplomb n'est pas une mise à distance du monde ».
Parmi les photos d'Albert Marquet au travail, quelques-unes le montrent dehors, assis par terre, avec ou sans chevalet ; mais plus souvent celui-ci se dresse devant une fenêtre ouverte. Chapeau sur la tête, palette et pinceaux en main, l'artiste se tient debout ou à demi-assis sur le rebord, sa grande boîte de couleurs posée sur un tabouret. Cette habitude ne l'a jamais quitté, du 5e étage de la rue Monge au grand appartement du no 1 rue Dauphine, en passant par le quai Saint-Michel et les innombrables chambres d'hôtel ou locations, y compris à Alger. Il peint même en 1911 la place de la Trinité depuis la salle à manger des Gallimard, ou encore, en 1927, emprunte leur chambre aux propriétaires de son hôtel à Canteleu. « C'est de son balcon ou de sa fenêtre, poste d'observation, qu'il capte le paysage », d'où la vue en plongée caractérisant la majorité de ses toiles, urbaines ou non.
Certes il souhaite jouir d'une vision large et d'un isolement propice à la création. S'il dessinait à ses débuts au milieu de la foule, être épié lui pesait, et il a cherché dès lors la « chambre avec vue », modeste mais en étage, qui permette de tout voir en retrait. Son besoin d'être protégé, à l'abri des regards, s'enracine sans doute dans la timidité voire la souffrance qui l'aurait poussé dès l'enfance à toujours « se trouver un coin, une cache, où voir sans être vu ». Dans son désir de s'emparer des choses en évitant l'affrontement, le lieu retiré d'où peint Marquet lui importe autant que l'objet à peindre : à en croire sa femme, « il fallait que rien ne s'interposât entre lui et la part du monde dont il prenait possession, que rien ne vînt arrêter ou fausser l'espèce de dialogue dont il tirait son enrichissement ».
Marquet regarde d'en haut pour mieux voir, sans jamais oublier qu'il fait partie de ce qu'il voit, comme s'il obéissait à l'injonction de Baudelaire : « être au centre du monde et rester caché du monde. » « Lui, le peintre discret qui jubile […] d'être au cœur de ce monde sans pour ainsi dire se faire voir ni se faire entendre », dérobe des parts du spectacle auquel il ne se mêle pas, l'angle adopté pouvant parfois laisser croire qu'il y est : la plongée, verticalisant l'espace et rabattant la profondeur sur le plat, maintient le réel à une distance qui permet de le maîtriser, tout en rapprochant le lointain. Il combine deux regards, l'un statique, en hauteur, l'autre mobile, comme dedans, ce qui aboutit, selon une formule de Jean Cassou, à une singulière « domination optique du monde ».

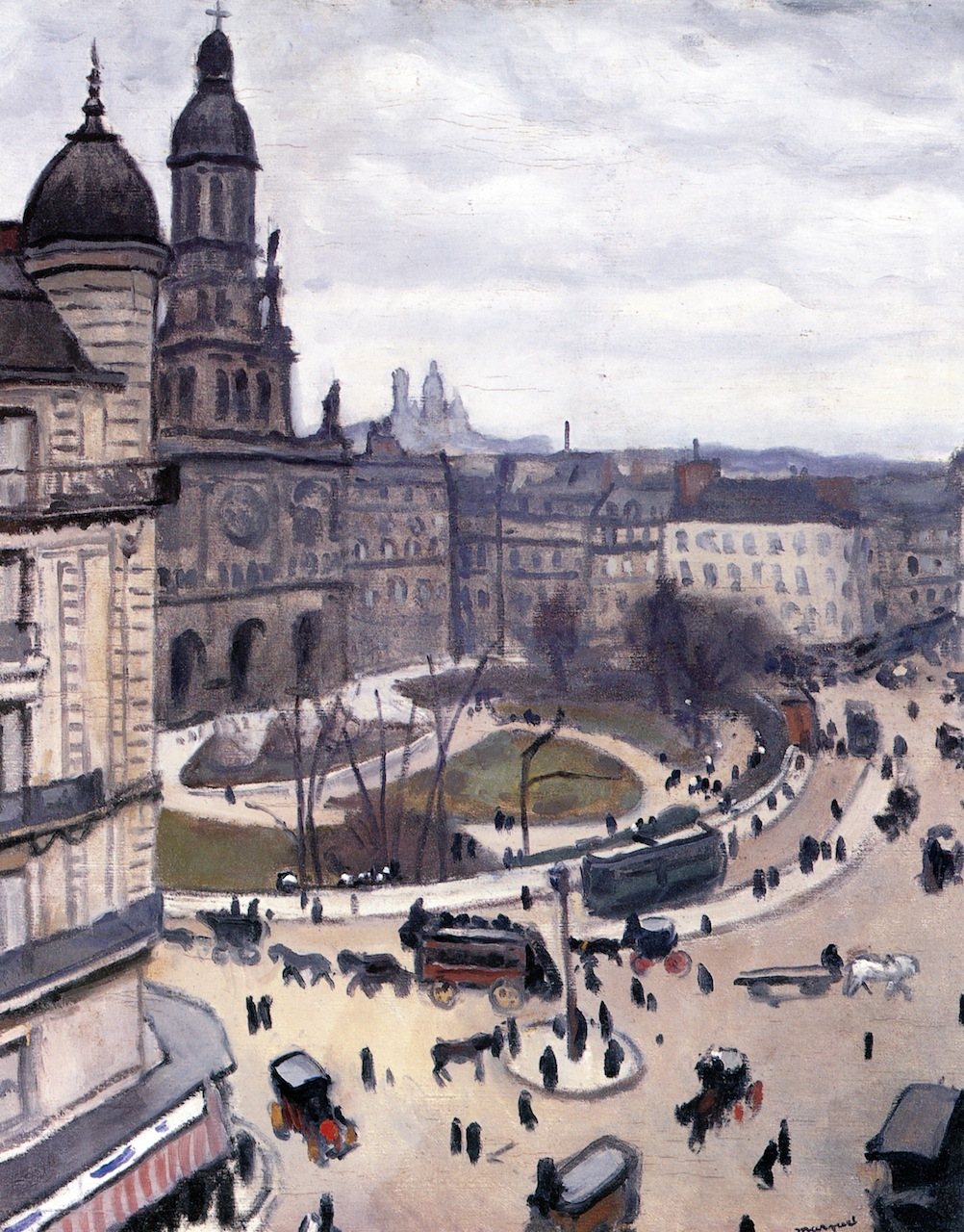
Place de la Trinité à Paris (1911, huile sur toile, 81 × 65,5 cm, Ermitage).
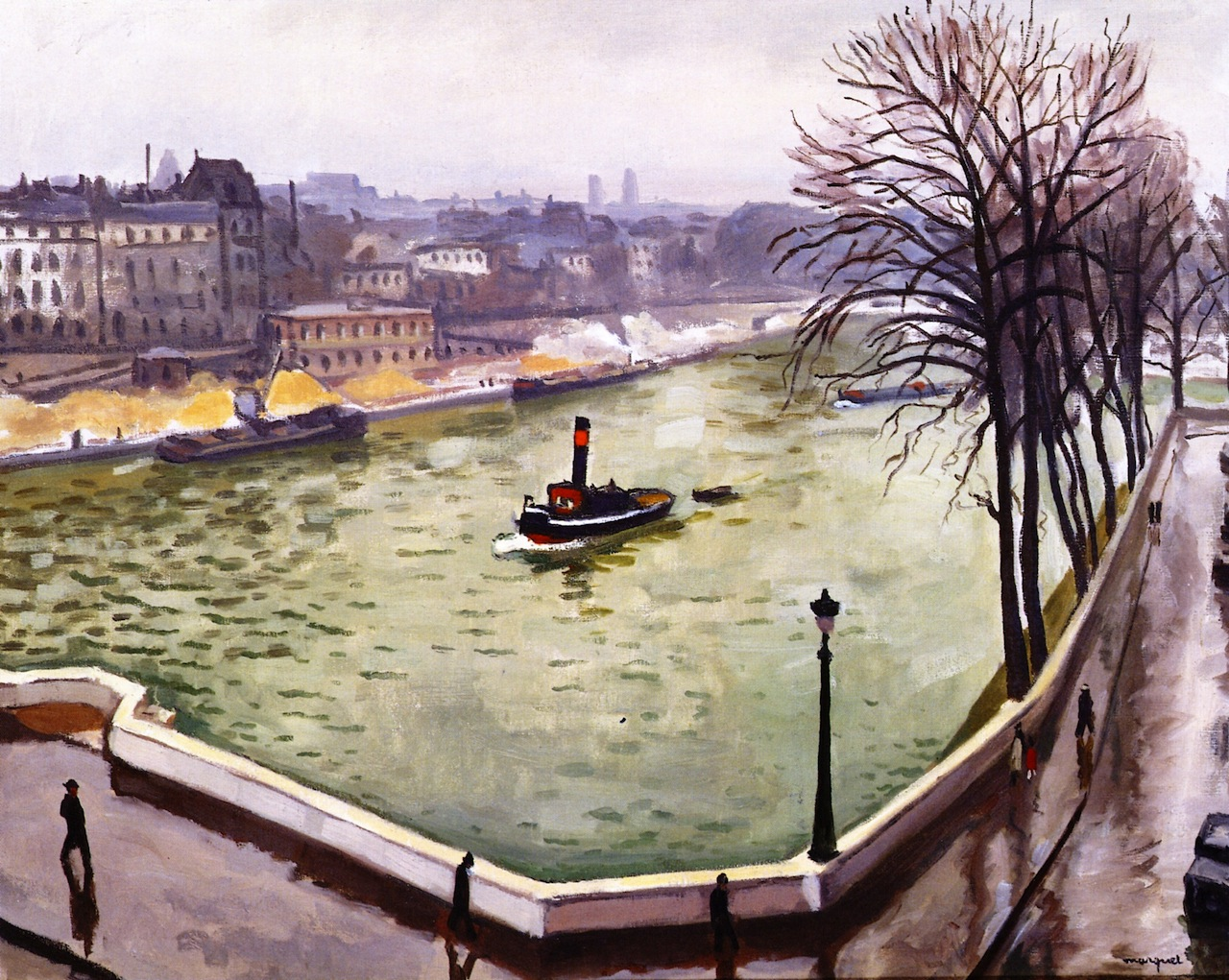
La Seine à Paris (1914-1915, huile sur toile, 63 × 80 cm, musée de l'Annonciade).
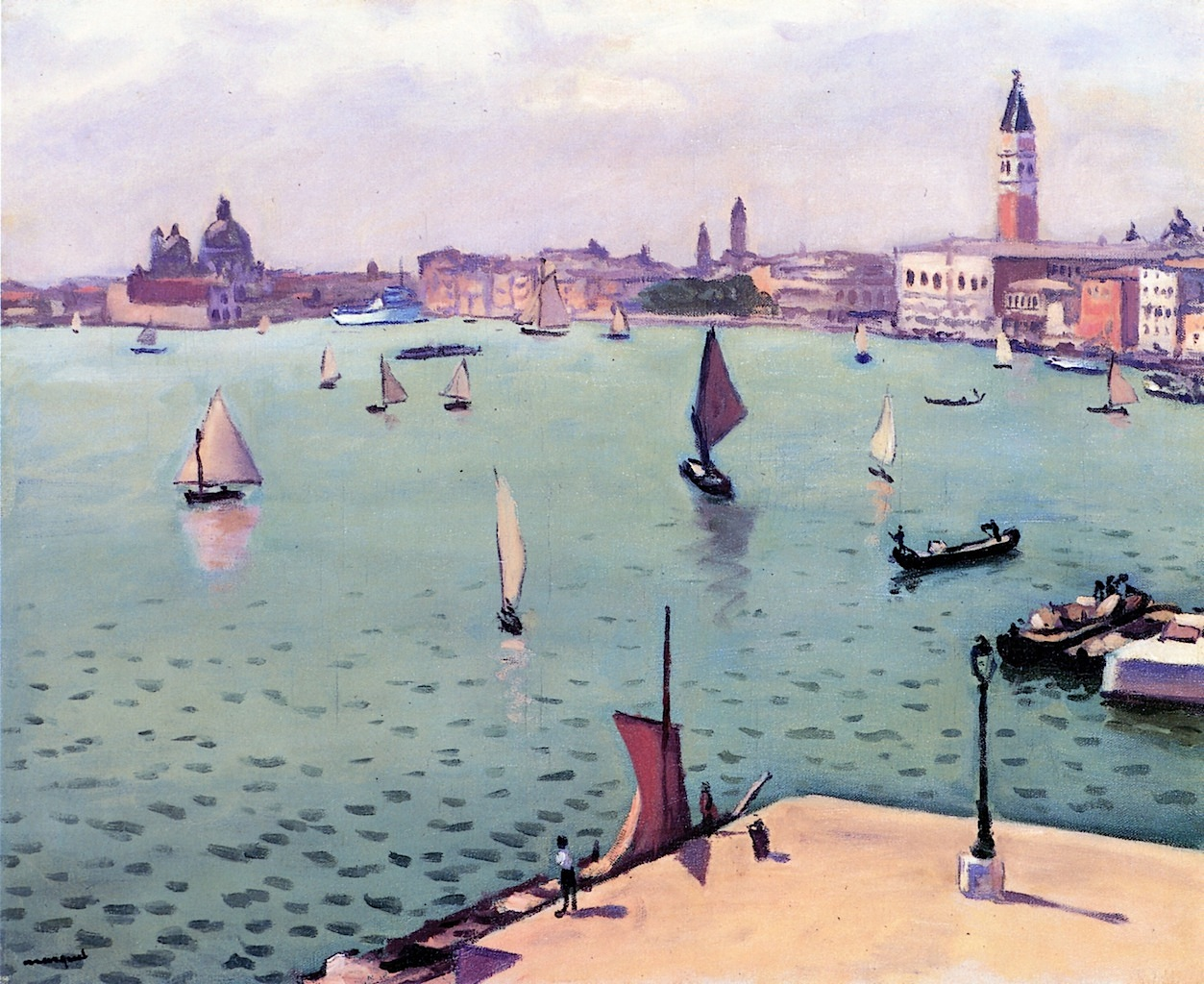
Vue de Venise (1936, huile sur toile, 50 × 61 cm, coll. priv.).

##### Le «photographe» et la fenêtre
Les commentateurs prêtent volontiers à Marquet un œil de photographe.

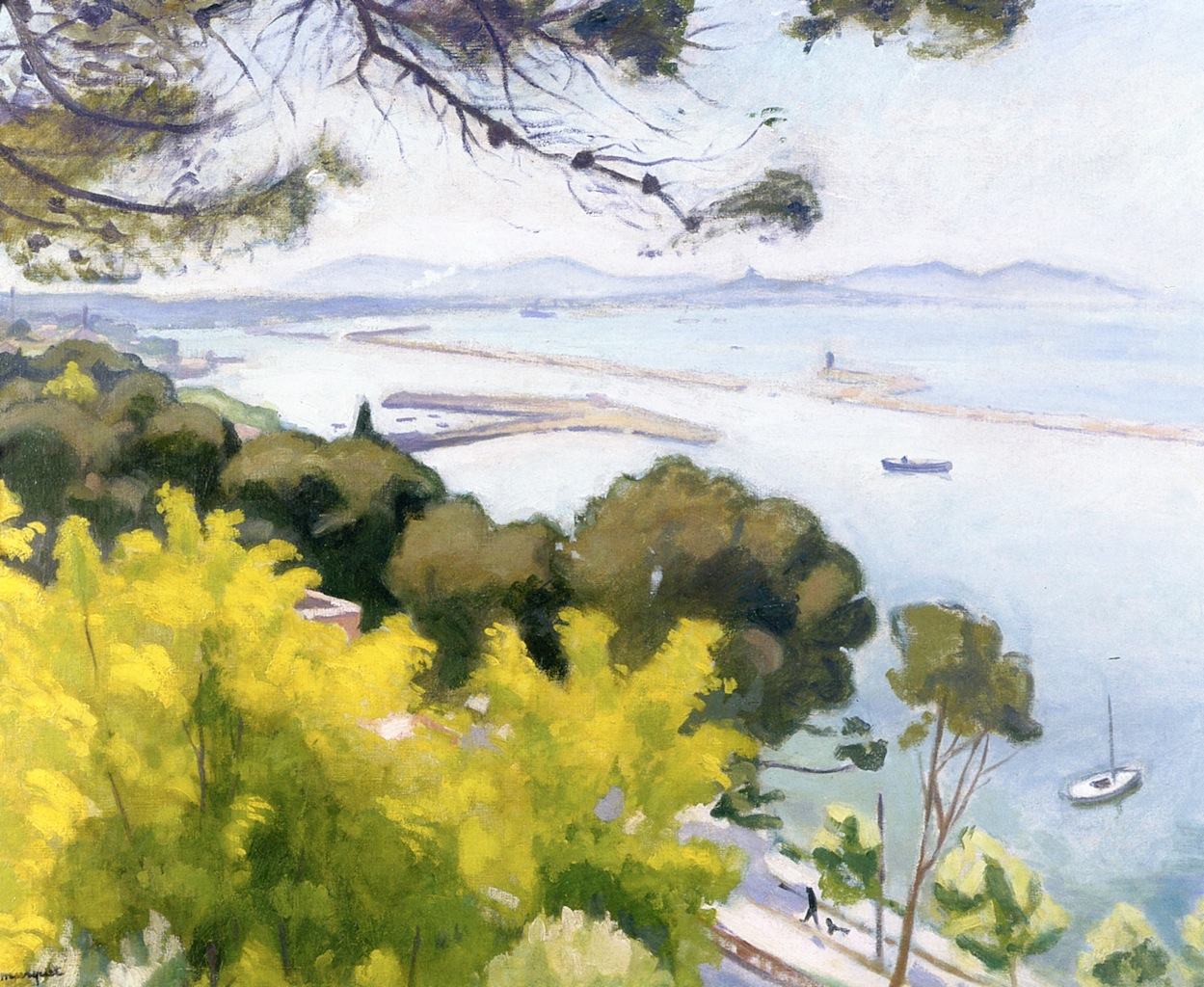
L'Estaque (vers 1918, huile sur toile,, coll. priv.).

Bernard Plossu compare son regard à un objectif photographique de 50 mm, focale la plus naturelle à l'œil, celle d'une vision « pure » qui fuit (apparemment) les effets et « parle avec l'évidence de ce qu'on voit », sans mentir : « on est bien dans le réel, […] cadré avec discrétion » mais subtilité, comme chez Cartier-Bresson ou Boubat. Dans les « séries » varient juste le cadrage et les couleurs, en fonction de l'heure et de la luminosité. « Instantanés sensibles », disait George Besson des toiles de Marquet, qui était capable de repérer son objet dans un site d'apparence banale, voire de centrer sa composition « sur un non sens iconographique » (barrière, poteau).

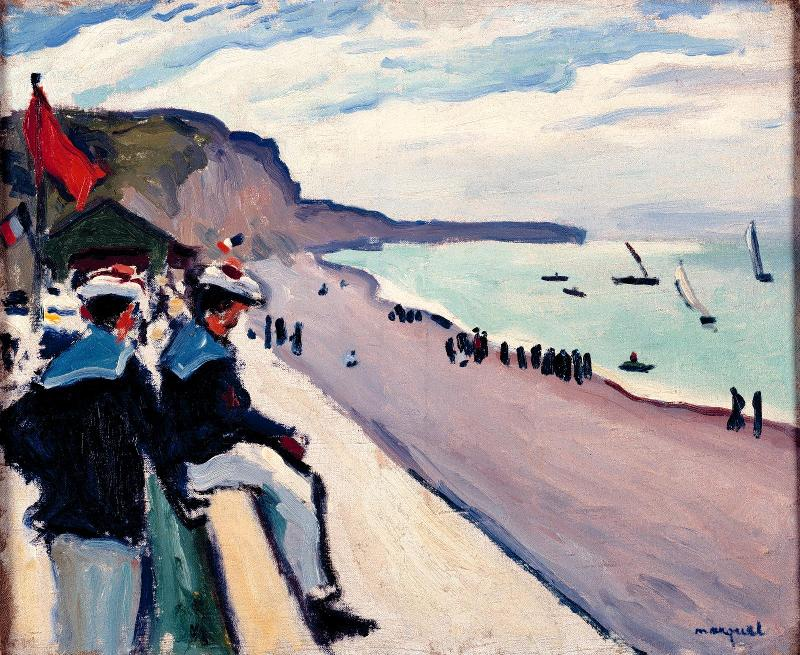
La Plage de Fécamp (1906, huile sur toile,, musée national d'Art moderne).

L'historien d'art Christophe Duvivier insiste sur la force et la modernité des cadrages de Marquet, éléments de paysage ou personnages pouvant être coupés par le rebord de la toile, même dans les nus. Il montre en outre que le peintre fait partager au spectateur son expérience visuelle : il l'installe physiquement à son niveau en supprimant de ses compositions les assises des premiers plans et en faisant mourir les diagonales en bas, au centre. Ses vues de Paris prouvent qu'il a maîtrisé très tôt ce stratagème. La Plage de Fécamp (1906), où celui qui regarde le tableau a l'impression d'être à côté des deux marins sur le muret, offre déjà un exemple « de cette manière de créer une intimité de distance entre réalité et peinture ».
Pour ce singulier « pleinairiste d'intérieur », la fenêtre n'est ni un artifice ni un symbole : elle n'aide pas à ouvrir la perspective comme à la Renaissance, ni à brouiller la perception des frontières entre intérieur et extérieur comme chez certains artistes de la fin du XIXe siècle et du début du XXe siècle, à commencer par Matisse. Une carte postale de celui-ci évoquant « le père Pissarro » en train de peindre à sa fenêtre indique que Marquet s'est plus intéressé au vieil impressionniste pour cette posture que pour sa touche ou sa palette : à mi-chemin du dehors et du dedans, du monde et de l'intime, la fenêtre est pour Marquet condition, cadre et moteur de la vision.
Chose assez rare, elle a pu devenir chez lui un motif à peindre. À la toute fin de sa vie, il met en abyme des fenêtres, souvent ouvertes, parfois fermées s'il joue de la lumière à travers les persiennes : c'est qu'« il est lui-même une fenêtre, ouverte ou fermée, face à un monde qui existe parce que […] lui-même en tant que fenêtre s'est ouvert ».

##### Impression de séries
Marquet assez rapidement s'en tient toujours aux mêmes sujets, a fortiori s'il peint depuis une fenêtre.
Son œuvre est difficile à saisir au premier abord parce qu'elle ne connaît pas d'évolution nette et qu'elle est homogénéisée par un travail en séries distinct de celui des impressionnistes. À la différence d'un Claude Monet qui explore un motif durant une période plus ou moins limitée (Les Meules, les cathédrales de Rouen, les parlements de Londres, les Nymphéas), Marquet « revient tous les ans sur les mêmes séries jusqu'à sa mort ». Peut-être ce type de travail lui permet-il, de façon rassurante, de s'appuyer sur sa mémoire pour travailler plus vite. Il lui arrive tout de même dans certains endroits (Normandie, Pays basque, Île-de-France) de changer de maison pour changer de point de vue : ainsi à Hendaye durant son séjour de juillet à décembre 1926 — sans compter Alger.
À l'étranger il ne se montre pas curieux de tout en tant que peintre. Sophie Krebs fait observer qu'ayant durant vingt ans traversé l'Espagne en voiture, il ne l'a pas plus peinte que le Sahara algérien car ces paysages arides ne l'intéressaient pas ; il n'a rapporté de Moscou que de rares dessins ; fuyant les stéréotypes touristiques il représente la lagune de Venise, les barques et les paquebots, mais ses célèbres monuments n'apparaissent dans le fond qu'en ombre chinoise ; même de Paris il ne livre au total qu'une « vision microscopique ».
« Ses premiers voyages, Marquet les fit sur place, à Paris » : cette phrase de son épouse pourrait suggérer qu'il n'est pas fondamentalement en quête d'altérité, d'un ailleurs et d'une civilisation différents des siens. De fait, dans ses tableaux il paraît toujours chercher le semblable dans les formes, leur donnant à l'occasion les mêmes couleurs. Les bâtiments en eux-mêmes ne l'intéressent pas plus que les détails pittoresques, la « couleur locale » : habile à capter les moindres variations, il s'attache à rendre une atmosphère en fonction de la luminosité sans que cela obéisse à un projet de série systématique.

#### La fabrique du tableau
« La rigueur synthétique de Marquet tient à l'adéquation entre la perception spatiale et l'effet chromatique. »

##### Construction et synthétisation
La structure rigoureuse des tableaux de Marquet — qui ne fait aucun dessin préparatoire mais ne se laisse pas déborder par l'émotion — va de pair avec une simplification des formes.

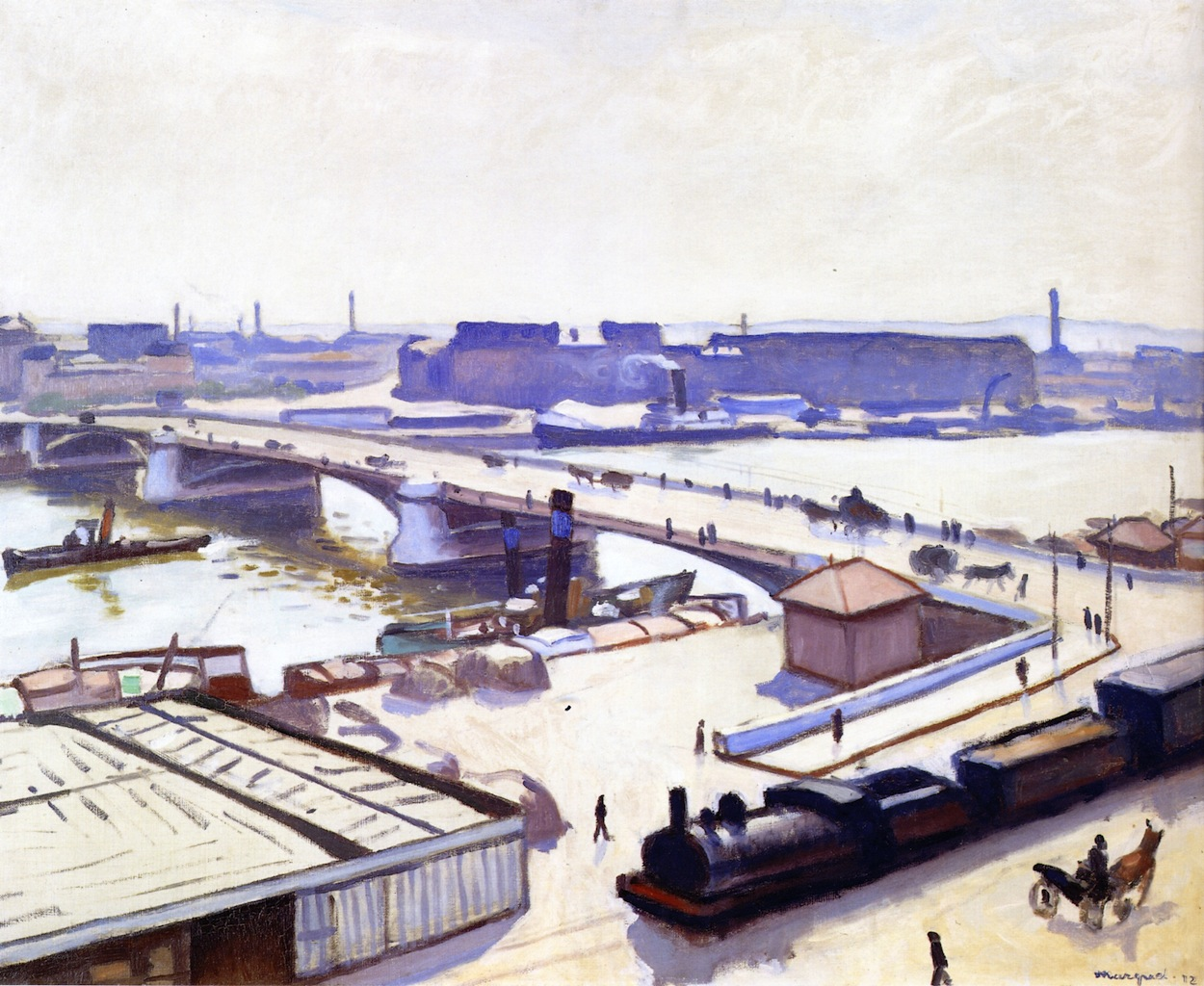
Le Quai de Paris à Rouen (1912, huile sur toile,, musée national d'Art moderne).

Au tournant du siècle, s'exerçant avec Flandrin puis Matisse dans Paris ou en banlieue, Marquet peint déjà parfois, à l'huile ou au pastel, selon ce point de vue plongeant qu'il a accentué et généralisé ensuite, et qui a fait sa réputation. Surtout, il y met en place les lignes de force très nettes à partir desquelles s'organiseront désormais ses tableaux : verticales (arbres, cheminées, réverbères, angles de murs, phares, mats de bateaux), horizontales (plan d'eau, pont ou quai), diagonales (quai ou pont, rue, plage, jetée, coque de bateau, rivière, chemin de halage), sans oublier les cubes (maisons, hangars, cathédrales). Ce type d'armature géométrique exécutée sans fil à plomb régit bien avant 1914 et jusqu'à la fin de sa vie tant ses vues de Paris ou d'Alger que celles des ports, rives et plages de tous horizons.
S'appuyant sur ces éléments rectilignes qui restent parallèles ou se coupent en angles plus ou moins aigus, Marquet « condense le paysage en ses lignes de force et ses rapports de masse ». Il multiplie les plans, éloignés et rapprochés, à partir de quoi se dégagent des constantes : premier plan désert ou au contraire animé voire saturé ; lointain silhouetté, flou — vision de myope ? —, souvent étranglé ou même barré (collines, rangées de constructions) ; zone centrale traversée d'éléments obliques qui augmentent la profondeur en faisant reculer l'horizon, quand elle ne reste pas vide, notamment dans les paysages aquatiques,.
La peinture de Marquet se déploie essentiellement à partir des pôles définis par le pinceau, et non à partir des tons ou des sensations : dans ses huiles « dessinées au pinceau » et évoquant la peinture chinoise, c'est le tracé qui établit la profondeur indépendamment des jeux de couleurs, même si le jeu des valeurs tonales contribue à la gradation des plans. Les contours sont plus ou moins appuyés — un peu comme chez son ancien camarade d'atelier Georges Rouault.
Si Marquet passe pour un « architecte de l'espace »,, certains critiques tels Louis Vauxcelles ou Gustave Coquiot ont pu trouver faciles ses mises en page brutales. D'autant que le peintre, voulant capter l'essentiel, bannit le pittoresque et simplifie ses motifs : il ne s'embarrasse pas de détails de formes ni de couleurs et se contente de taches allusives, de silhouettes (personnages, objets) tracées d'un jet où se reconnaît le dessinateur. C'est sans doute pourquoi il a toujours préféré les petits formats, les grands obligeant à soigner davantage le détail.

##### Touche, couleurs et lumière
Aux antipodes de l'impressionnisme et bien qu'issu du fauvisme, Marquet joue dans chaque tableau sur les aplats et une gamme chromatique plutôt réduite.

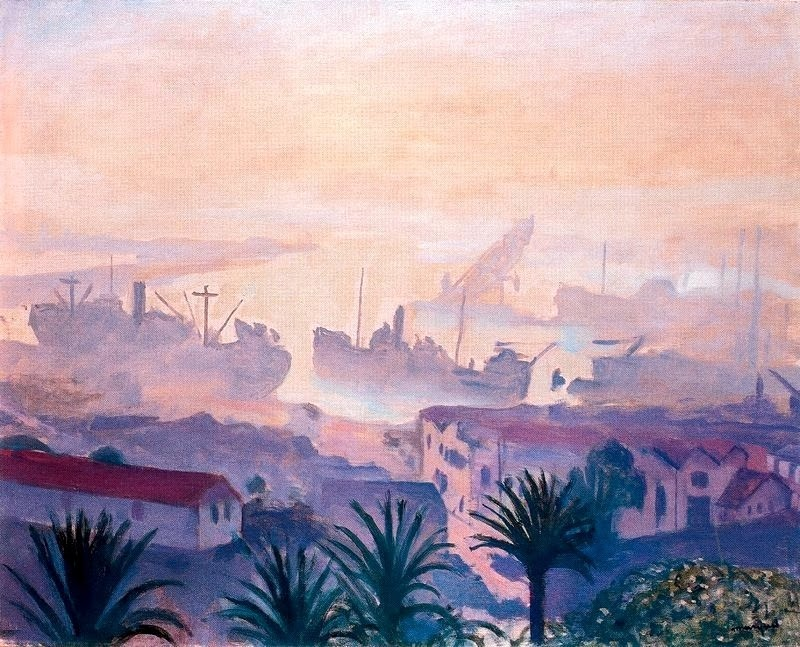
Le Port d'Alger dans la brume (1943, huile sur toile,, musée des Beaux-Arts de Bordeaux).

Marquet brosse rapidement ses aplats, loin de la manière dont les impressionnistes, de Pissarro à Monet, opposent et entrecroisent de petites virgules de teintes complémentaires. Il n'utilise que rarement leur technique d'émiettement de taches colorées — et moins encore le pointillisme que suit plus longtemps Matisse : Le Pont-Neuf, la nuit, où les effets de lumière nocturne sur le sol mouillé sont rendus par une touche libre et contrastée, constitue une exception. Lorsqu'il y a division c'est, suivant la leçon de Cézanne, en touches directionnelles, juxtaposées par faisceaux allant dans des sens différents et dessinant des volumes à même la couleur. La matière reste mince, laissant visible le grain voire le blanc de la toile.
La palette de Marquet ne se limite bientôt plus aux couleurs pures : elle s'adoucit et surtout s'élargit au gré de ses voyages et de sa découverte de la lumière méditerranéenne. Il n'en conserve pas moins un goût prononcé pour les gris, les bruns, les ocres, les noirs : dès 1901 il pouvait commencer une toile dans une tonalité éclatante et l'achever sur une note grise. Revenant toujours aux mêmes sujets, il réduit le nombre de couleurs secondaires et s'en tient aux tons essentiels — pas forcément locaux, selon un principe du fauvisme, mais d'une grande justesse : il nuance les gris et les bleus, les bruns et les verts, ponctués à l'occasion de quelque fulgurance. Il use aussi d'autres teintes, mesurées mais osées, comme le rose. Si sa peinture ne fonctionne pas avant tout sur des lignes de couleur, il cherche l'harmonie générale et les rapports de tons qui rendent au mieux le sujet.
Même dans ses toiles aux couleurs ternes, note Marcel Sembat, Marquet, travaillant sur les valeurs, « possède le secret de la lumière comme personne, il a le secret d'une lumière pure, intense, dont l'éclat uniforme et sans couleur emplit le ciel ». Il a continué à peindre des vues ensoleillées aux teintes très vives mais sait aussi cultiver le dégradé de couleurs pour rendre l'effet d'un ciel voilé ou de brumes de chaleur, ou cercler de rouge un soleil d'hiver qu'on puisse regarder en face, comme disait André Rouveyre. Cette « maîtrise des effets lumineux les plus divers […] doit être comprise au travers de sa mise en valeur par la ligne noire » et d'un traitement du noir, des teintes sombres, des zones d'ombre, que proscrivaient tant les fauves que les impressionnistes, et où il excelle. Ni couleurs fauves, ni lumière impressionniste, résumait Jean Cassou.

### L'univers pictural de Marquet
En marge de la peinture de paysage, Marquet a pratiqué jusque vers 1905 la nature morte, le portrait ou la scène de genre, au total peu significatifs dans son œuvre. Il s'est un peu plus attardé sur le nu. Ancrée dans son enfance ou ses premiers voyages en Normandie, sa passion pour l'eau — image de l'instant comme de l'éternel — le conduit à en faire l'élément central de la majorité des paysages qui constituent jusqu'à la fin l'essentiel de sa production.

#### La tentation du nu
Marquet a abordé le nu au début de sa carrière pour l'abandonner à son mariage : une vingtaine de toiles — sans compter les dessins — forment un corpus singulier empreint de l'atmosphère des lupanars.
Réalisés notamment au fusain face aux modèles d'atelier posant de façon plus ou moins conventionnelle, les dessins académiques de Marquet révèlent sa maîtrise de la représentation classique du corps. Dès 1898 le Nu dit « fauve » traduit son goût pour les couleurs vives, que la décennie suivante voit s'assagir tandis que les formes se géométrisent, soulignées d'un contour sombre ; les visages peuvent être cachés ou rejetés dans l'ombre comme dans le Nu à contre-jour — indice peut-être de la timidité du peintre. C'est à partir de 1909 que le peintre inspiré par sa fréquentation des maisons closes produit ses nus les plus aboutis. Au nombre d'une dizaine, ils « frappent par leur âpreté réaliste […et] leur présence énergique, presque animale » : ils sont peut-être ce qui reste de plus fauve dans la peinture de ce spécialiste oublié du monde des « filles de joie », sur lequel plane le souvenir de l'Olympia d'Édouard Manet.
Les modèles ne posent plus debout mais assis ou allongés sur des canapés ou devant des murs fleuris, certains détails trahissant la nature de leur métier réel ou supposé : bas noirs et chaussures, colliers, maquillages provocants, ainsi que la sensation d'enfermement due à une composition resserrée. Fonds aplatis et éclairages rasants font ressortir leurs formes, selon la leçon de Cézanne pour qui seuls les volumes importaient,. Saisis en plan rapproché dans une mise en scène de l'intimité d'autant plus dérangeante qu'il s'agit de portraits véritables (Ernestine Bazin entre autres) , ces corps imparfait mais tentateurs se sont longtemps vus dénier toute sensualité par la critique, au profit d'une vision de la « fille » comme méprisante, voire féroce.

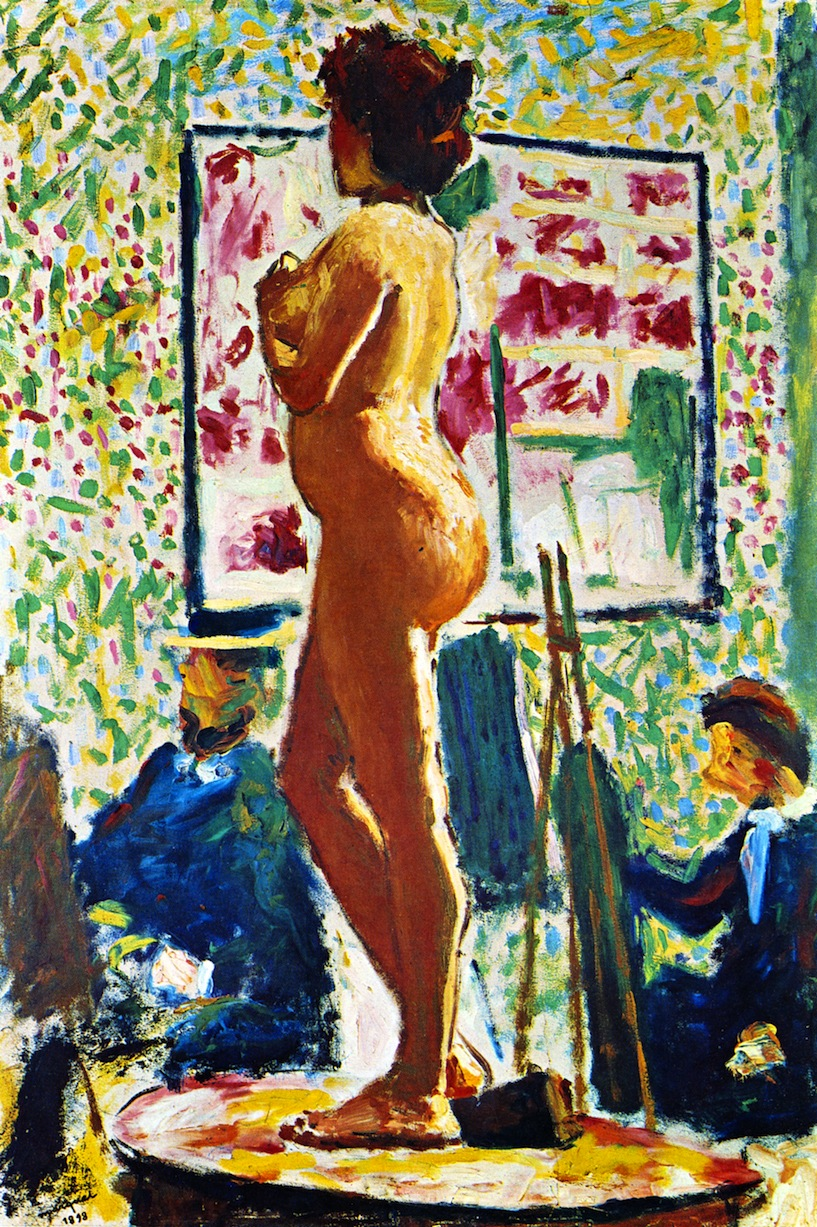
Nu dit « fauve » (1898, huile sur papier collé sur toile, 73 × 50 cm, musée des Beaux-Arts de Bordeaux).
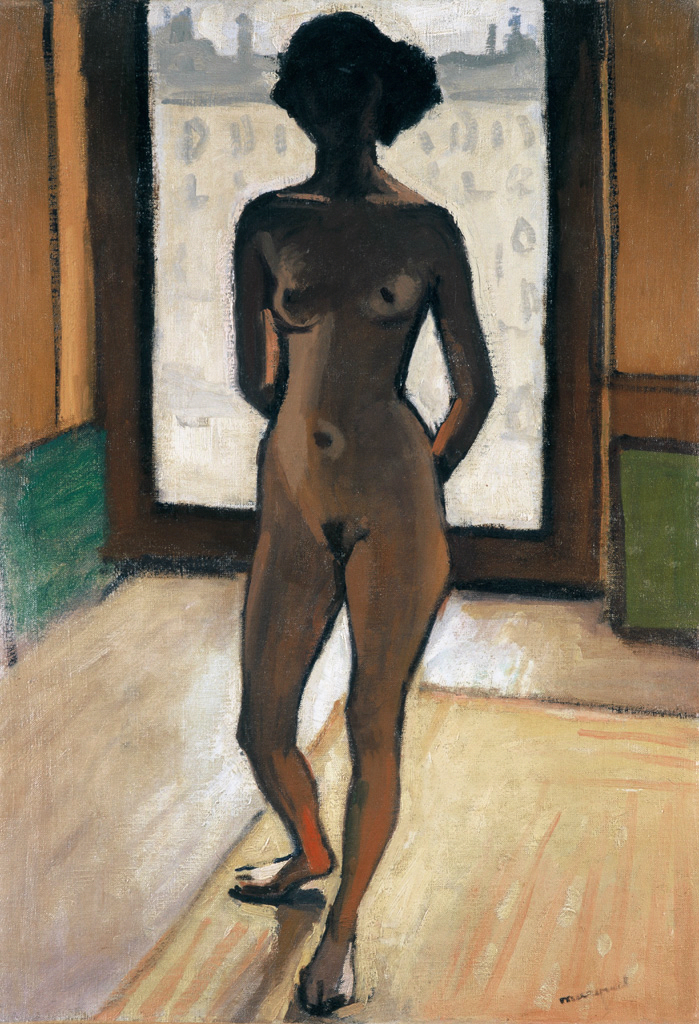
Nu en contre-jour (1909-1910, huile sur toile, 73 × 60 cm, musée des Beaux-Arts de Bordeaux).
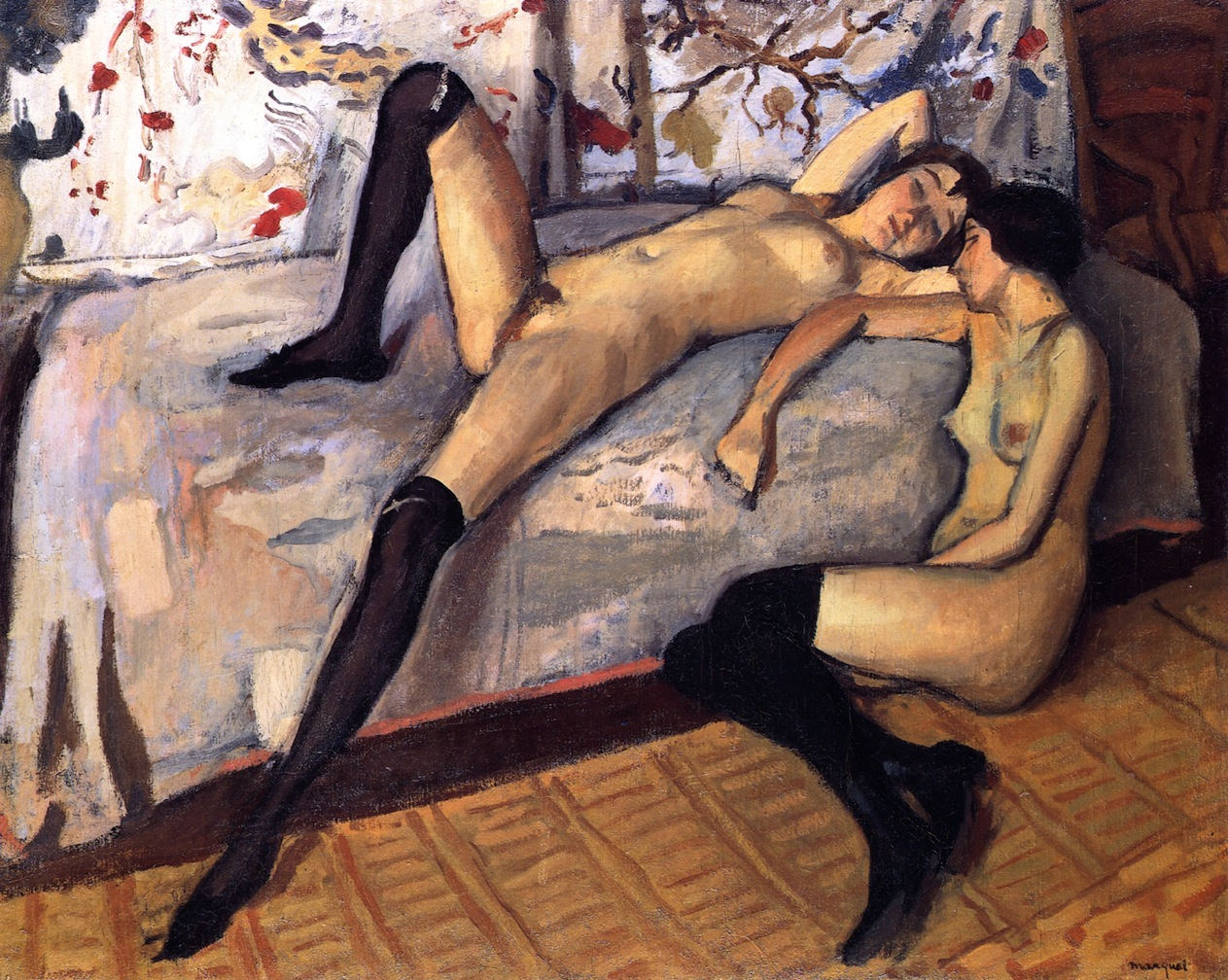
Les Deux Amies (1911, huile sur toile, 60 × 92 cm, musée des Beaux-Arts et d'Archéologie de Besançon).
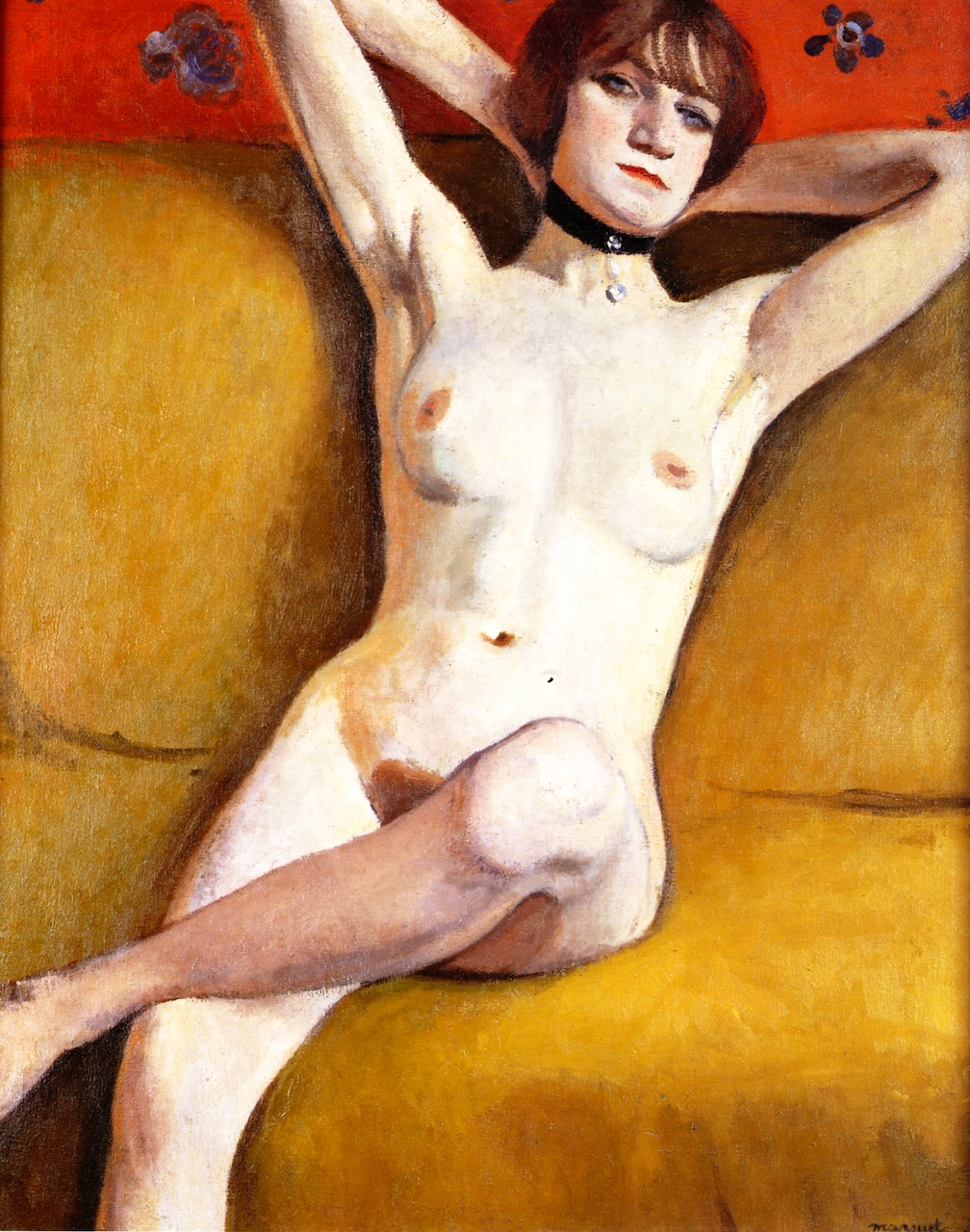
Nu au divan (1914, huile sur toile, 100 × 81 cm, musée national d'Art moderne).
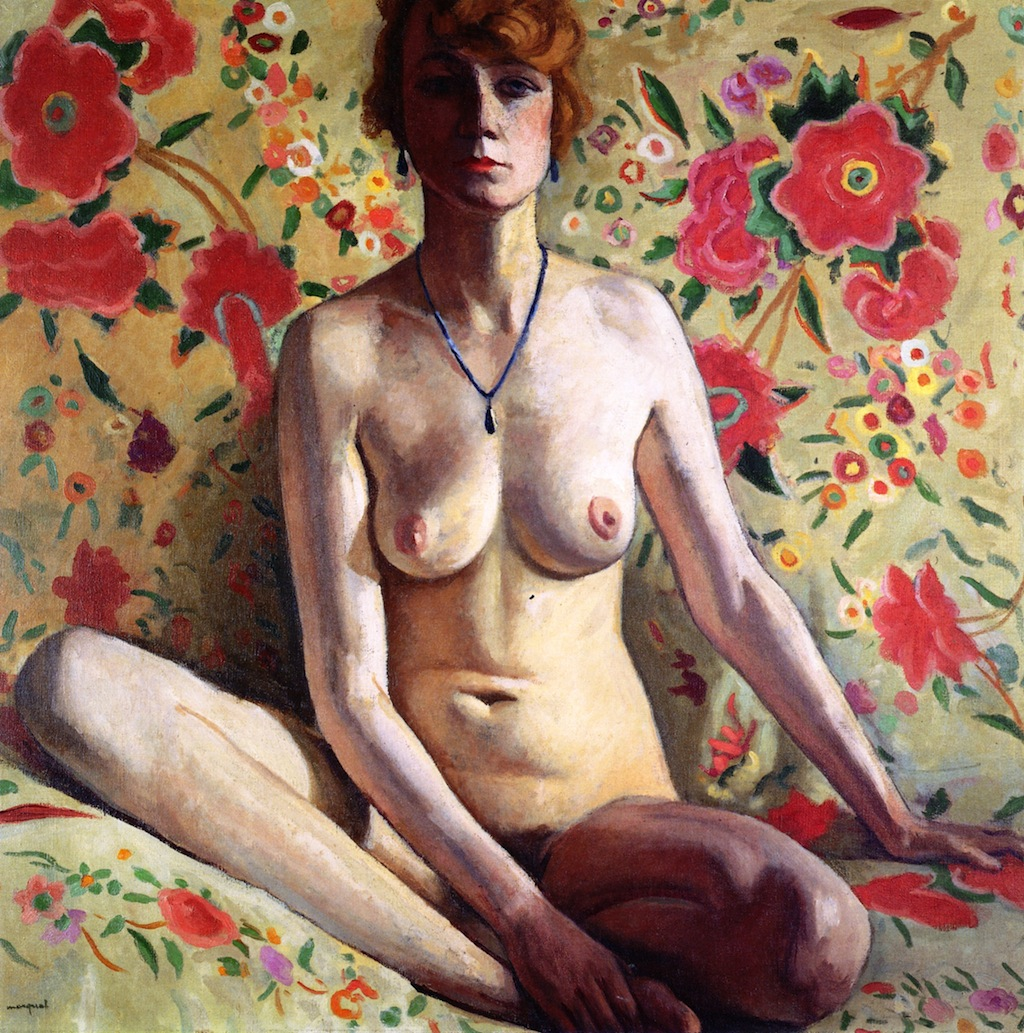
La Femme blonde (1919, huile sur carton, 98,5 × 98,5 cm, musée national d'Art moderne).

Le Nu au divan, dont Claude Roger-Marx notait la simplicité et la hardiesse proches de Manet, constitue une sorte d'entre-deux entre l'exercice d'École par le modelé et une plus grande liberté par le traitement du sujet. Cette nouvelle Olympia, avec son ruban de cou noir, offre au spectateur son corps non idéalisé et son visage au regard froid, dans une attitude frontale, naturelle et effrontée qui la rend presque agressive. Les tons plats et sans délicatesse, l'absence de profondeur, le cadrage coupant le haut de la tête, les coudes et les pieds, imposent la présence du corps à la surface de la toile.
Toutefois Pierre Wat estime que la frontalité du sujet est biaisée par une posture oblique et surtout par un obstacle, la jambe repliée venant masquer à demi le sexe, tout comme le bras dans le Nu blond. Pour Didier Ottinger, c'est dans ses nus qu'affleure l'apparent cynisme de Marquet. Le Nu au divan et le Nu blond en particulier, au dessin sec et précis, lui paraissent d'un réalisme cru poussé au vérisme qui les apparenterait à la Nouvelle Objectivité allemande d'Otto Dix ou George Grosz.

#### Paysages urbains

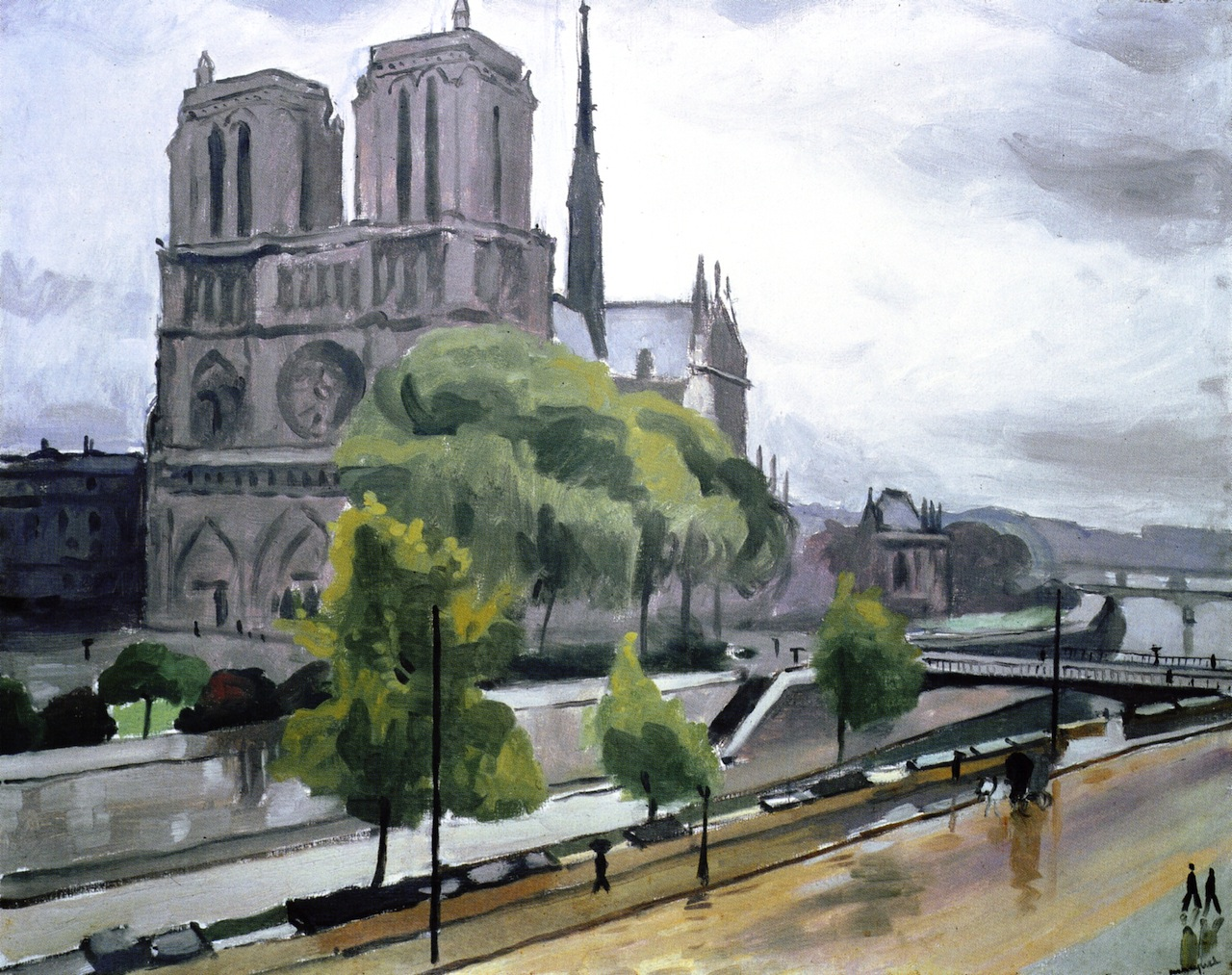
Notre-Dame par temps gris (date ?, huile sur toile,, coll. priv.).

Marquet est avant tout le peintre de Paris, qui est resté son port d'attache quand il voyageait beaucoup et l'a inspiré durant plus de cinquante ans.
« Retrouvé Paris avec plaisir, c'est la plus belle ville du monde », écrit-il en 1909 : il n'a cessé de peindre le Paris sans eau — rues de Montmartre, parcs (Luxembourg, Buttes-Chaumont), églises (Trinité, Madeleine, St-Étienne-du-Mont) —, et surtout le Paris de la Seine, dont il a décliné périodiquement, par tous les temps et sous des angles souvent proches, ses lieux de prédilection : la cathédrale Notre-Dame et l'île de la Cité, le quai et le pont Saint-Michel, les quais de Conti, du Louvre, des Grands-Augustins, le pont Neuf avec ou sans vue sur le magasin La Samaritaine…
Ses représentations sont plus variées que ne le laisse croire leur composition resserrée plus ou moins identique — diagonale parallèle au courant du fleuve, pont qui le barre à l'horizontale ou légèrement oblique, verticales des bâtiments, le tout dans une vision synthétique qui fait disparaître les détails en figurant l'animation de la vie urbaine par les taches sommaires des passants et des voitures à bras, à cheval, à moteur. Rarement ensoleillé, le temps volontiers brumeux, pluvieux ou neigeux, permet divers effets — ainsi, sous la neige, abolition de la profondeur et palette glissant vers le noir et le blanc. À l'instar de Notre-Dame dressant sa silhouette plus ou moins fantomatique dans un gris cotonneux, les vues du quai des Grands-Augustins offrent un bon exemple de cette diversité dans la répétition.
La vie et le trafic urbains se réduisent à des allusions tandis que les formes, âpres au premier plan, se dissolvent dans les fonds : « Le théoricien de la communication Marshall McLuhan voyait dans ces peintures au bord du vide comme une expression picturale de l'angoisse », contredite par toutes les visions plus colorées ou plus joyeuses.

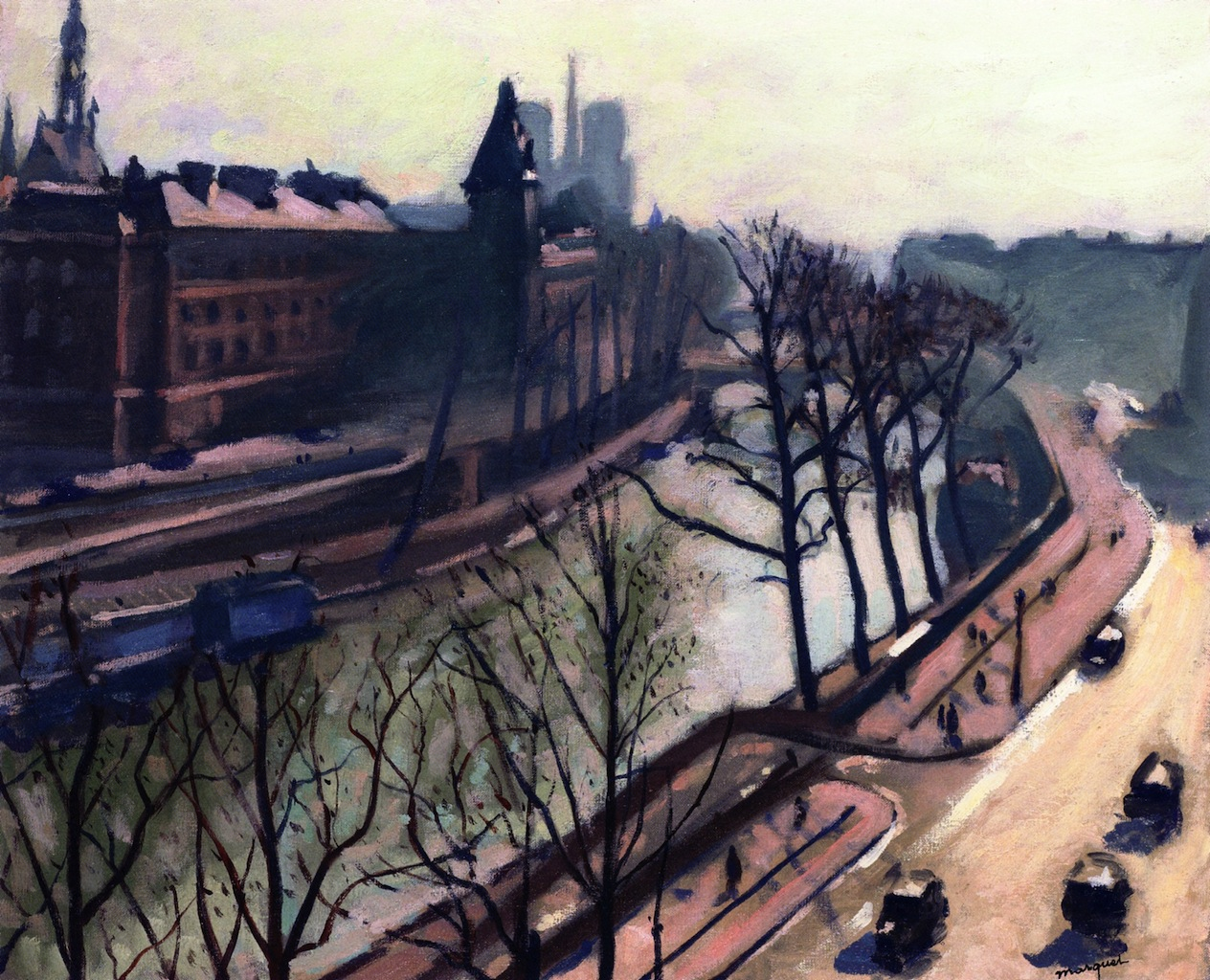
Pont Saint-Michel (date ?, huile sur toile, 51,5 × 61,5 cm, coll. priv.).
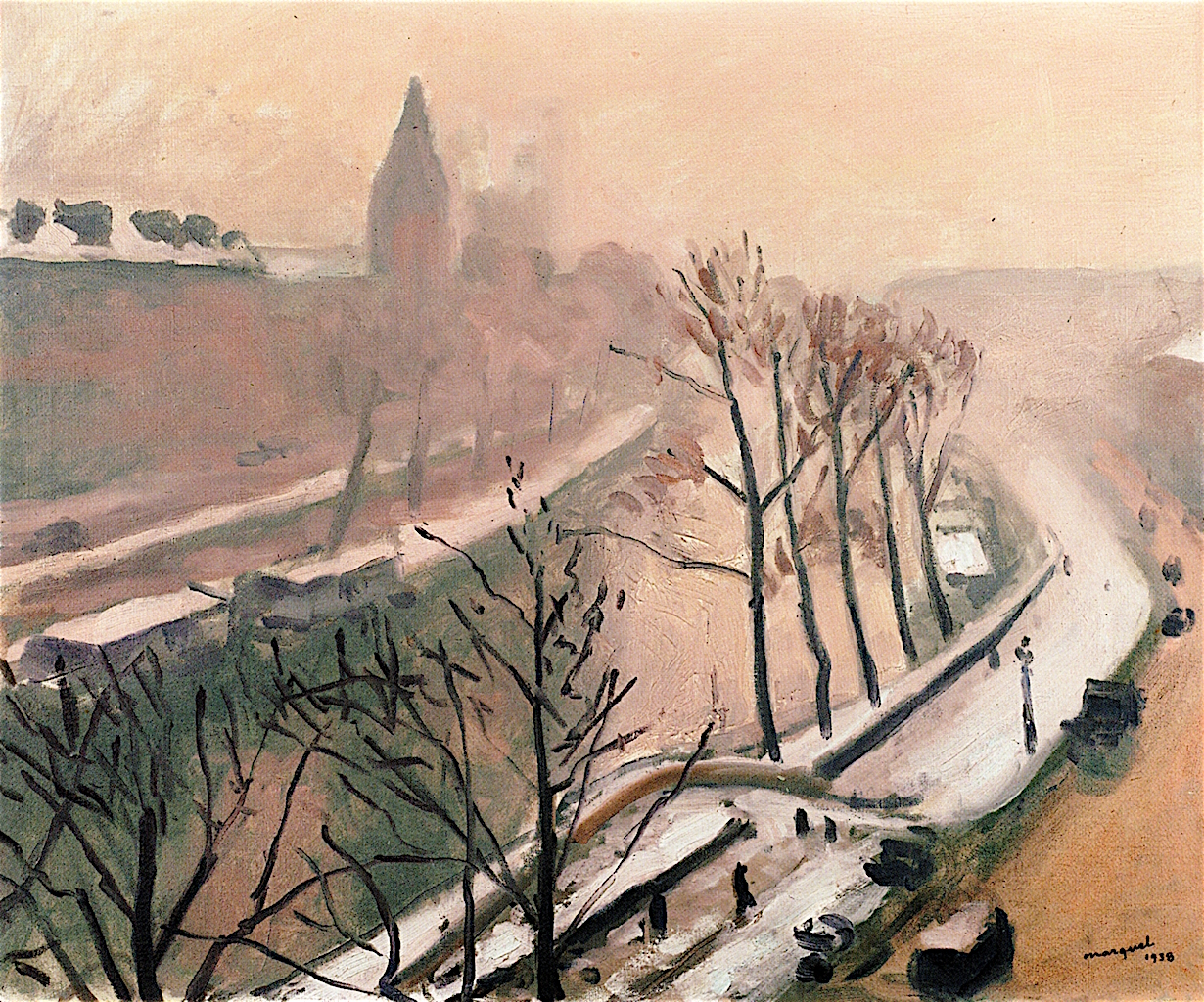
Quai des Grands-Augustins, brouillard et neige (1938, huile sur carton, 50,5 × 61 cm, coll. priv.).
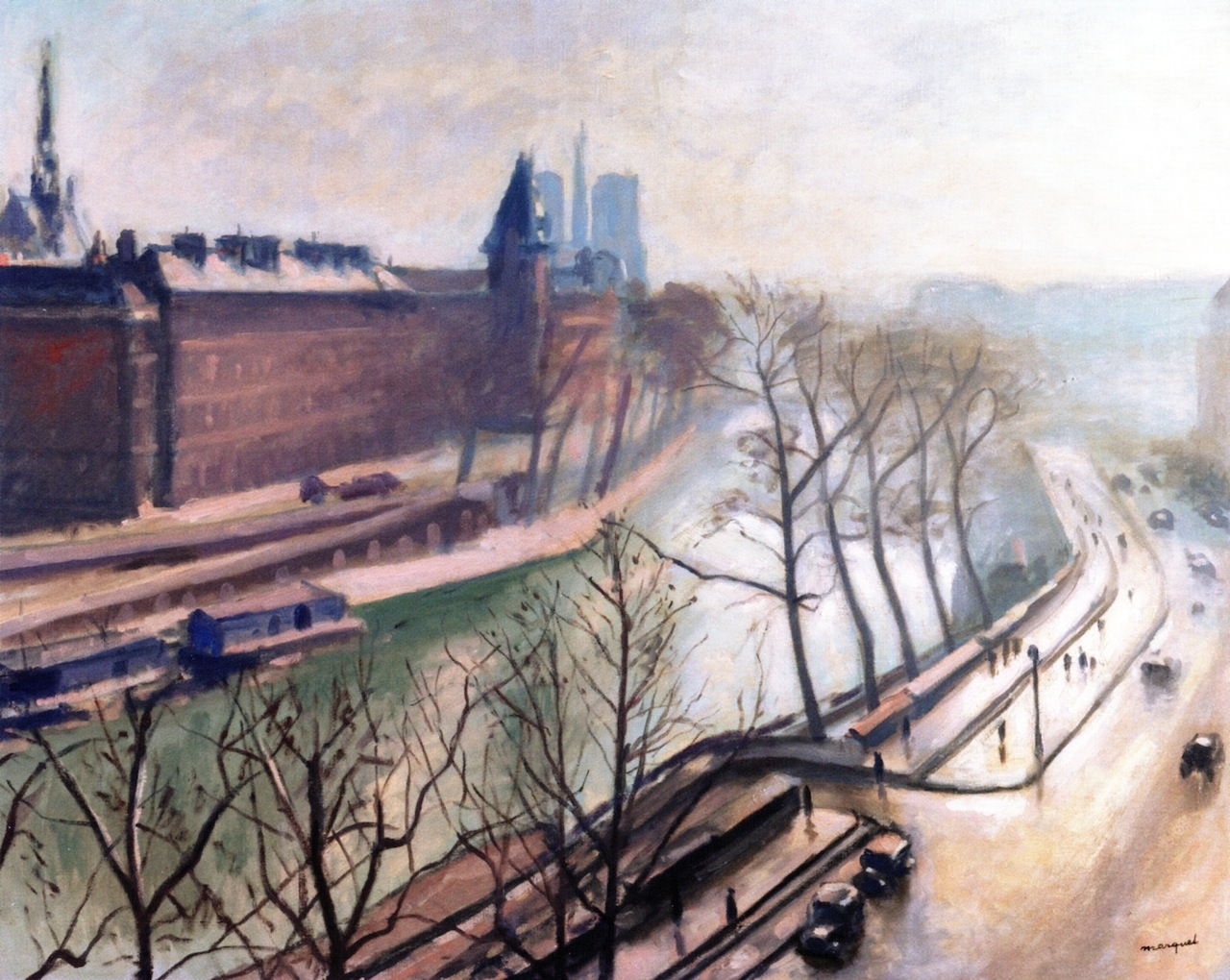
Quai des Grands-Augustins (1938, huile sur toile, 73,5 × 92,5 cm, coll. priv.).
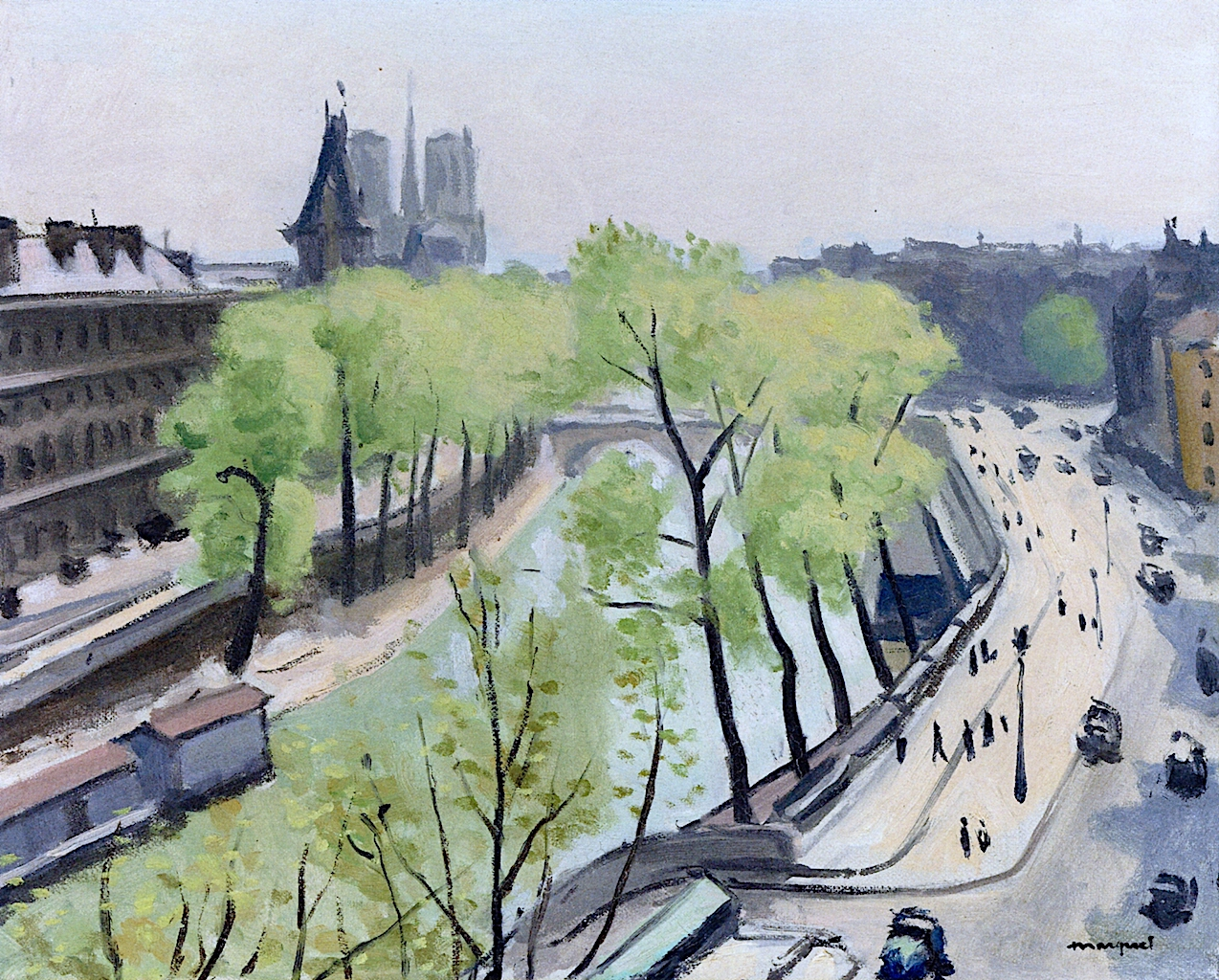
Quai des Grands-Augustins, printemps (date ?, huile sur toile, 33 × 41 cm, coll. priv.).

D’autre part, que ce soit en France ou dans d'autres pays, Marquet se sent irrésistiblement attiré vers les ports, ce pourquoi il a toujours choisi des chambres d’hôtel ou des meublés donnant directement dessus. Il ne laisse guère s'écouler une année sans une escale portuaire. Eau, quais, bassins, pontons, bateaux, ville plus ou moins floue derrière, sont ce qu'il peint le plus de la Normandie au Midi. Par les motifs, les tons et la lumière, Paris ou Alger peuvent se confondre avec Hambourg, Marseille ou Rotterdam, la Manche avec l'Atlantique ou la Méditerranée, un navire de guerre avec une péniche, et la baie de Naples paraître plus terne que le port du Havre. Là encore dominent souvent la grisaille, un ciel voilé, des eaux opaques : « C'est plus beau par temps gris », écrit-il par exemple de La Rochelle en 1920.

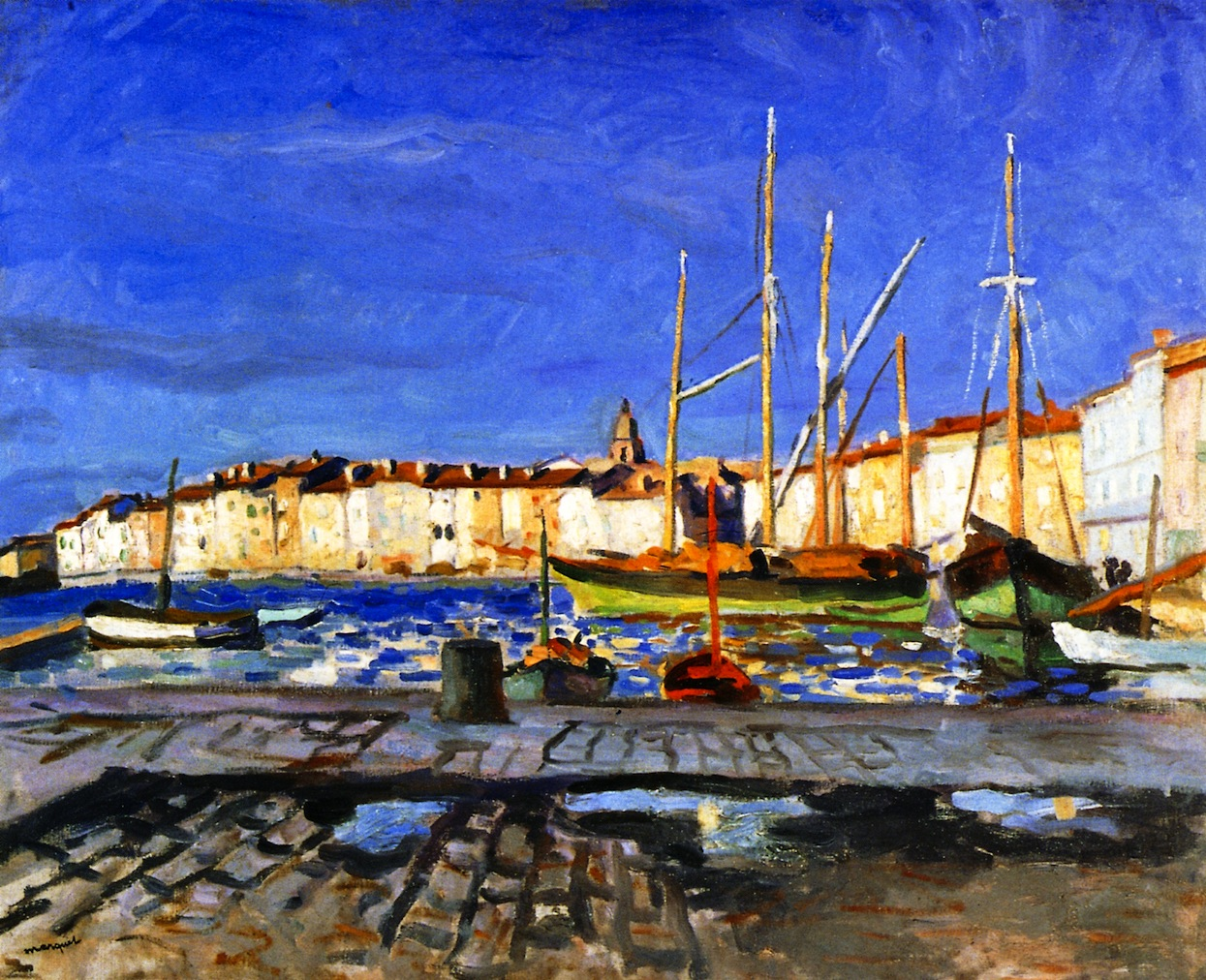
Le Port de Saint-Tropez (1905, huile sur toile, 49,5 × 61 cm, musée de l'Annonciade).
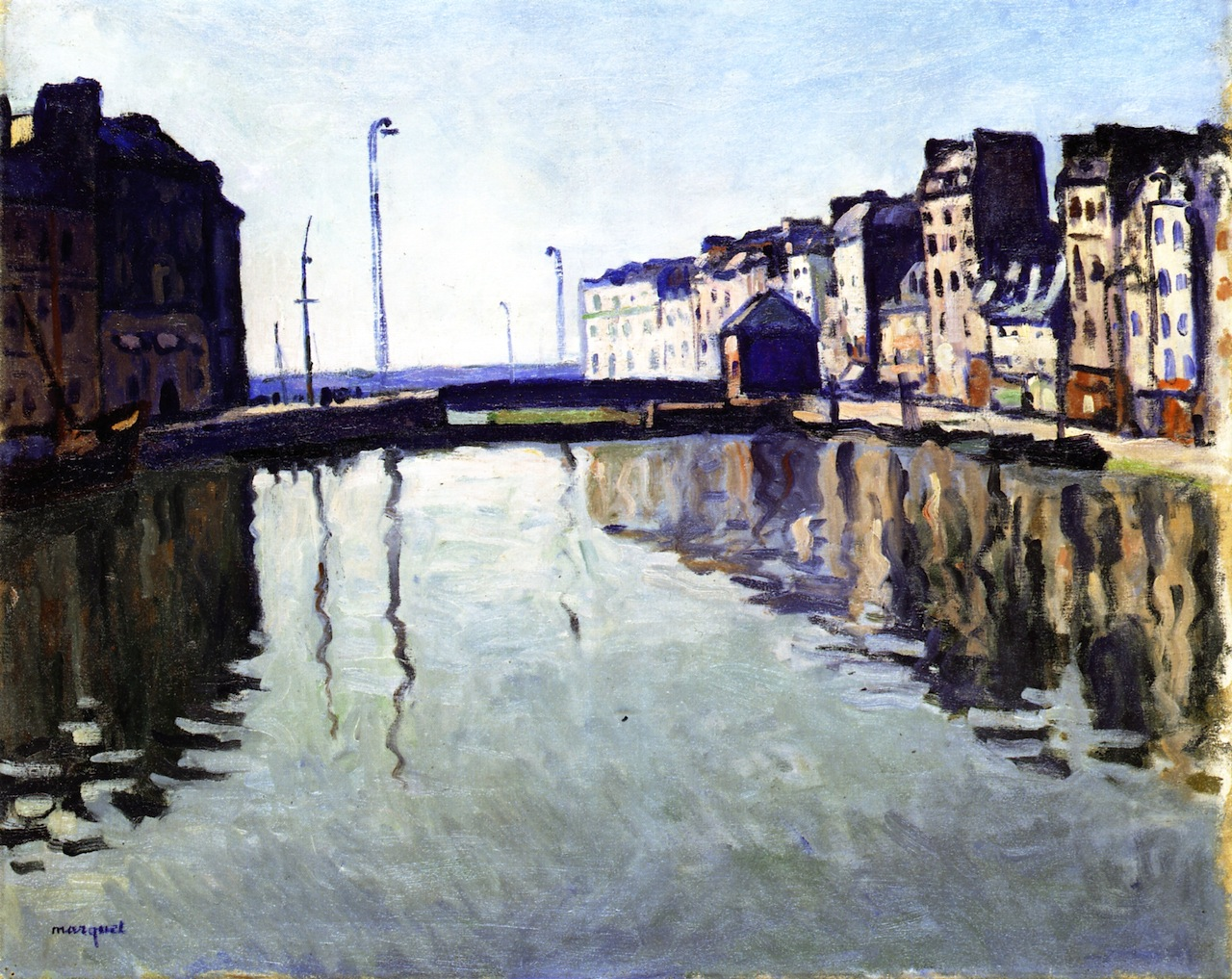
Le Bassin du Roy, Le Havre (1906, huile sur toile, 64 × 80,5 cm, musée national d'Art moderne).
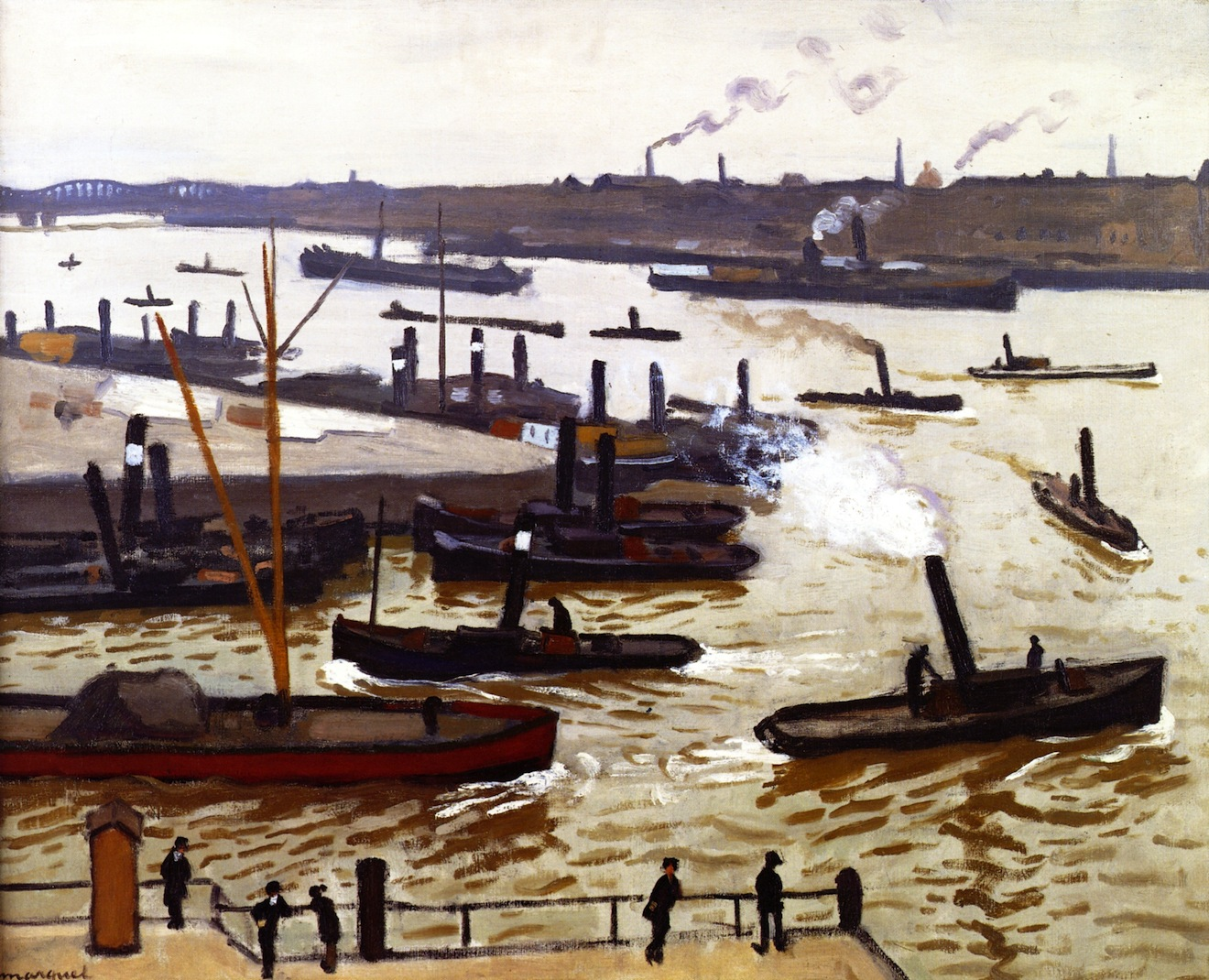
Le Port de Rotterdam (1914, huile sur toile, 65 × 81 cm, musée national d'Art moderne).
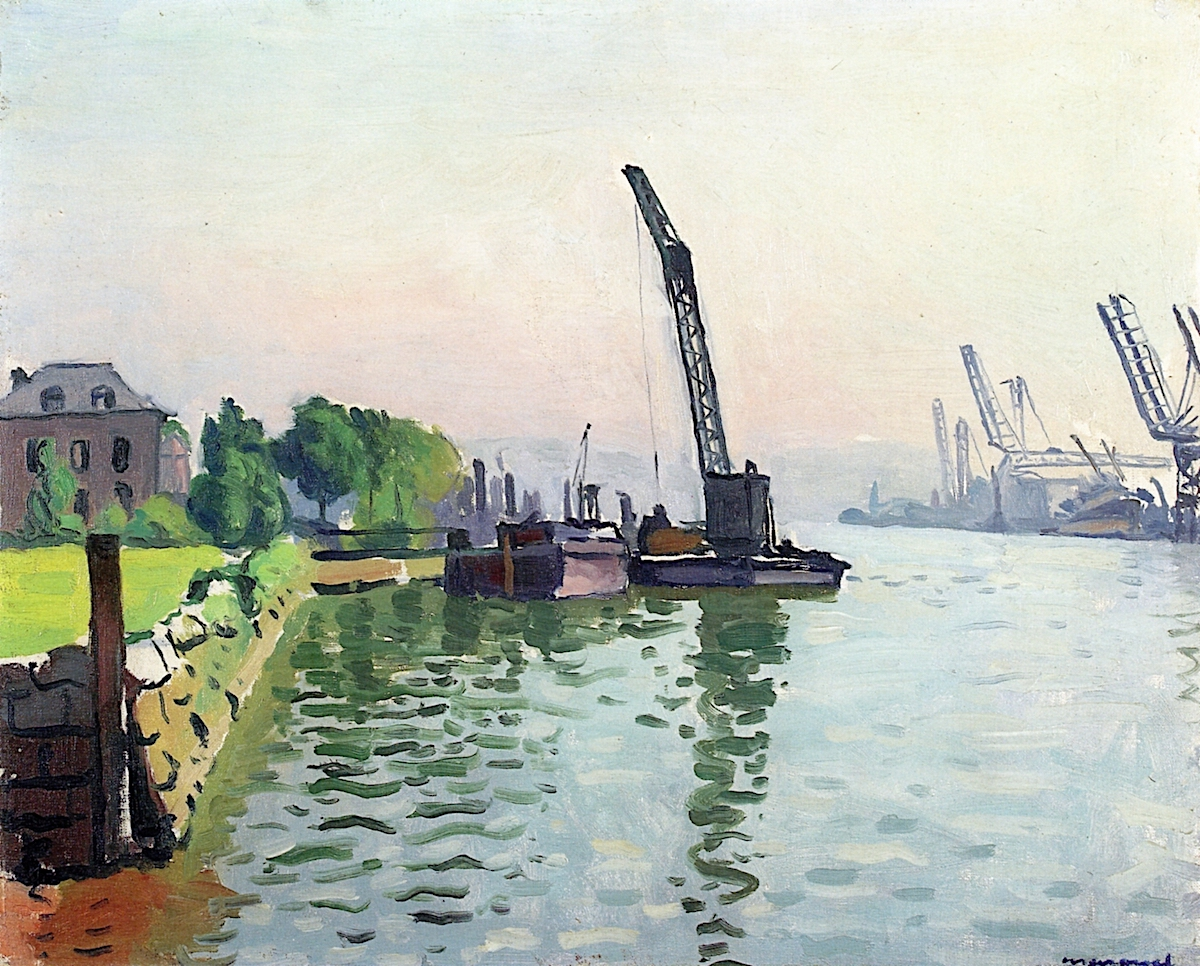
Le port de La Bouille, près de Rouen (1927) (huile sur toile, 32,5 × 40,5 cm, coll. priv.).

Découvrant l'Afrique du Nord comme en leur temps Delacroix ou Fromentin, Marquet ne succombe pas pour autant à l'orientalisme, à l'architecture arabo-mauresque ou à la végétation exotique : s'il est fasciné par Alger, qui devient son second point d'ancrage après Paris, c'est d'abord parce que c'est un port, industriel et commercial. Il a représenté la ville plus de cinq cents fois — soit 20 à 80 tableaux par an selon les séjours — mais jamais par exemple les ruelles de la Casbah. Sans s'interdire des vues plongeantes depuis Bab El Oued ou les quartiers résidentiels, il revient toujours au port marchand avec ses quais, ses grues, ses remorqueurs, à la gare maritime avec ses paquebots, au port de plaisance avec ses yachts et ses petits voiliers, sans oublier la place du Gouvernement et sa mosquée ni le port militaire durant la Seconde Guerre mondiale, dont il laisse des vues impressionnantes. La ville blanche aux toits rouges ou en terrasse, qui permet tous les effets de lumière, apporte du blanc dans une palette où Paris avait introduit le gris et le noir.

#### Paysages naturels
Faisant de l'eau le décor de sa vie, Marquet poursuit inlassablement son dialogue avec elle à travers sa peinture.
« Marquet se sentait chez lui partout où il y avait de l'eau et des bateaux », écrit Marcelle Marquet, évoquant une sorte de dépendance corroborée par Claude Roger-Marx (« pour respirer il a besoin du large »). En ville, à la campagne, en France, à l'étranger, le peintre choisit ses logements et ses ateliers pour la vue qu'ils lui offrent sur l'eau, douce ou salée, vive ou dormante. Lorsqu'il voyage, en dehors des croisières, il fait des haltes plus ou moins longues au bord de la mer ou des rivières : on peut dire qu'il a passé sa vie « au fil de l'eau » et que celle-ci est pour lui à la fois « élément vital et objet pictural ».
Dès sa période fauve où il peint la côte normande et entre autres la jetée de Sainte-Adresse, la plage s'avère être un de ses motifs préférés. Il le revisite à partir des années 1920, des Sables-d'olonne à Porquerolles et du Pyla à La Goulette : les tentes rayées cèdent la place aux voiliers et aux baigneurs — signe de la démocratisation des loisirs. Qu'il opte pour l'huile ou pour l'aquarelle, l'artiste organise toujours sa composition autour de la diagonale dynamique du rivage, là aussi depuis un observatoire, plus rarement au ras de l'eau.

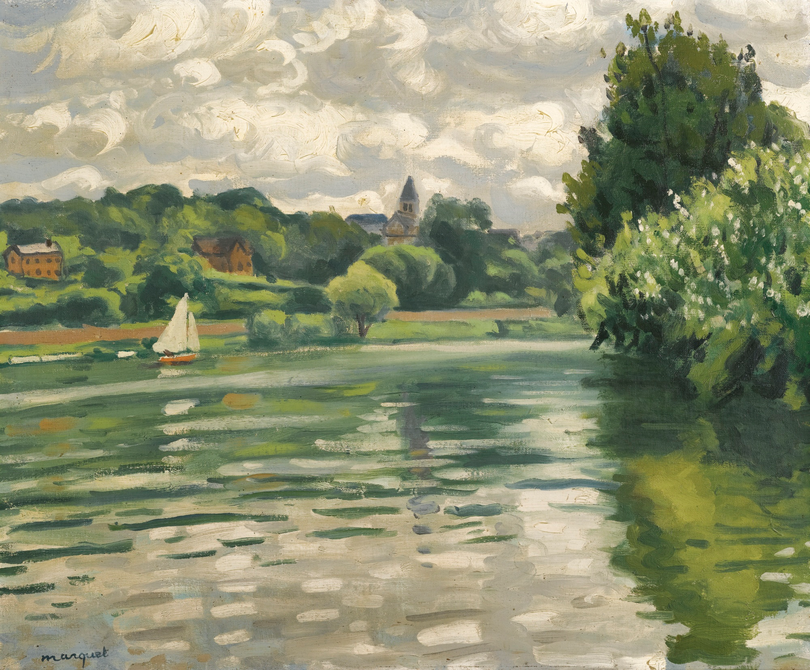
Voile sur la Seine (1931, huile sur toile,, coll. priv.).

Si Marquet est fasciné par les remous des rades portuaires et le mouvement plus ou moins agité de la mer — ce qui le situe dans le sillage des peintres de marines hollandais du XVIIe siècle —, il aime également les eaux calmes, limpides. Il peint la transparence comme le reflet ; selon la saison, le temps qu'il fait et l'heure du jour, l'eau paraît sur ses toiles tantôt fluide et scintillante, tantôt lourde et opaque. Il s'en tient généralement aux tons essentiels, à des camaïeux de bleu, de blanc cassé ou de gris. Pour moirer ou iriser une surface, il recourt au lavis ou à de larges touches plates, ou encore laisse apparaître le blanc de la toile ; il peut aussi, comme dans Le Bassin du Roy, rendre la surface de l'eau à grands coup de brosse puis y déposer des reflets saccadés par petites touches fines. Au-delà de la récurrence des sujets, l'unité qui ressort de son œuvre est due pour partie à son observation des jeux lumineux entre le ciel et l'eau.
Même ses paysages campagnards d'Île-de-France sont souvent structurés autour d'un plan d'eau. Attiré à l'instar de Monet par des berges ombragées qui se reflètent dans une eau calme en créant une image double inversée, il ne cherche pas comme lui à restituer la diffraction de la lumière à la surface sous l'effet du clapotis : il préfère conserver les formes et atténuer seulement les couleurs du reflet, laissant le vert ou le brun envahir la toile, ce qui « rend ces paysages énigmatiques, à la limite de l'abstraction ».

#### «Peintre du temps suspendu»
Le titre de l'exposition consacrée en 2016 à Marquet par le musée d'Art moderne de Paris réconcilie les diverses interprétations d'une œuvre qui, comme le notait George Besson, « ne contient rien du passé, ne révèle rien de l'avenir ».
Qu'il soit à Paris, à Alger ou ailleurs, c'est la modernité de l'univers urbain qui motive Marquet  : pour lui « la vie est dans la rue, au bord du fleuve, sur les quais, et tant qu'il peint ce spectacle, il est dans la vie, dans le partage ». Ni admirateur ni contempteur du monde moderne, il l'intègre naturellement à sa peinture, s'éloignant en cela des thèmes passéistes de Cézanne. Il se distinguerait aussi d'un Monet peignant douze fois la Gare Saint-Lazare : Marquet représente des omnibus dans la rue ou des remorqueurs sur la Seine, tout comme la même rue ou le même méandre de la Seine vides. Il n'a pas d'intérêt spécifique pour ces objets qui ne sont pas pour lui des motifs à exercice : ce rapport tranquille à la réalité moderne serait d'après Donatien Grau son apport décisif après Monet et Cézanne.
Le critique compare en outre Marquet au narrateur proustien qui, sans intervenir dans une scène, se contente « de ressentir et de transcrire ce qu'il ressent par les modalités transformatrices de l'art » : cela fait de lui « un peintre ataraxique », sensible à ce qu'il voit sans en être troublé. Jacqueline Lafargue souligne « cette sensibilité venue du plus profond de lui-même dans une absolue identification […] à son objet qui seule a le pouvoir de faire surgir l'émotion » et, dans une posture de soumission au sujet, « la vérité de la nature et de soi ».

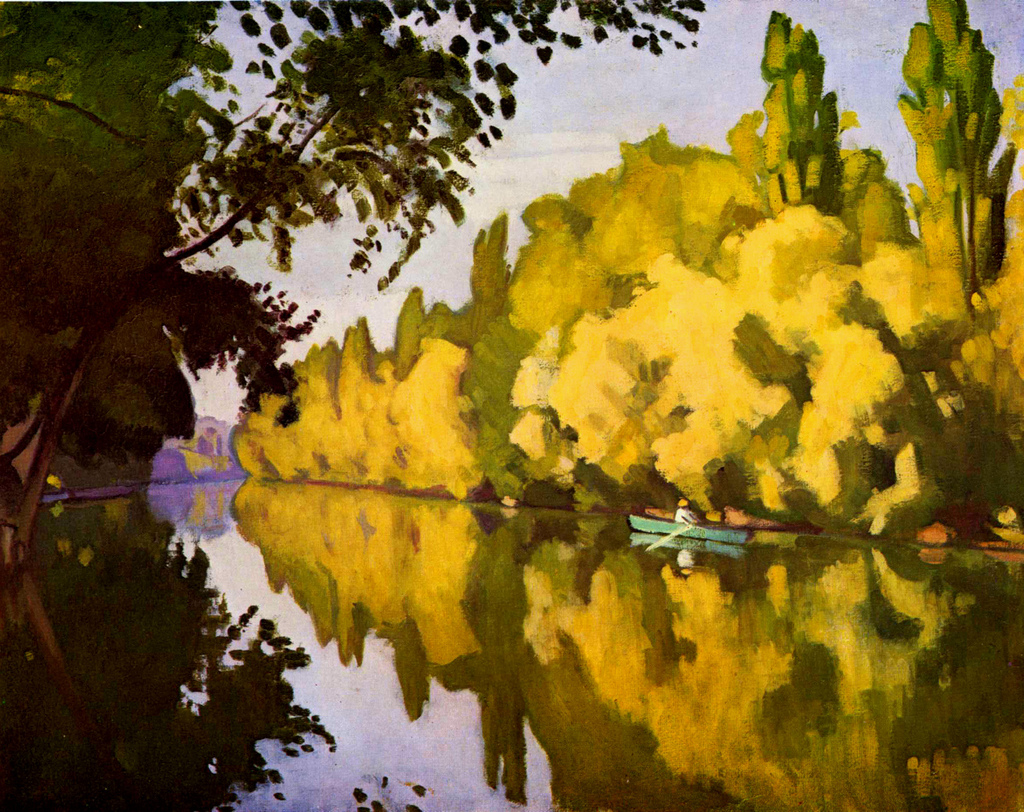
La Varenne-Sainte-Hilaire, la barque (1913, huile sur toile,, coll. priv.).

Françoise Garcia estime que les tableaux de Marquet manifestent son sentiment du fugace et sa hâte de fixer des moments comme s'il allait les perdre. Si Véronique Alemany semble abonder dans ce sens, notant que Marquet cherchait à « immobiliser mouvement et temps », elle distingue sa démarche de celle de Monet, qui a peint des séries pour capter un instant fugitif, l'impression passagère d'une vision : elle s'appuie sur ce que rappelait George Besson, à savoir que Marquet « réagissait contre le réalisme optique des impressionnistes et leur traduction accidentelle du réel ». Christophe Duvivier pense le peintre habité par l'impermanence de l'homme et de toute chose : l'essence de son art rejoindrait celle de son tempérament, et la fluidité de sa technique picturale celle du temps qui s'écoule, enjeu profond de ses paysages. Ce qui peut paraître intime dans sa peinture, conclut Donatien Grau, est en fait son sentiment de l'universel, symbolisé par l'eau dont la présence dans l'œuvre déborde largement le cadre de la marine : l'eau préexistait à l'homme et lui survivra.

### Postérité
Albert Marquet n'a pas conservé post mortem la notoriété acquise de son vivant : Sophie Krebs parle d'« infortune », Didier Schulmann d'une véritable « affaire Marquet ».

#### «L'infortune de Marquet»
Au début du XXIe siècle, rares sont les grands musées français et internationaux qui montrent au public tous leurs tableaux d'Albert Marquet.
L'œuvre de Marquet correspond bien au goût des collectionneurs français de l'entre-deux-guerres « qui détestent l'abstraction, n'affectionnent pas le cubisme et aiment le paysage » : dès avant sa mort, le rapport marchand prenant le pas sur les liens de culture et d'amitié, il a peu à peu été relégué « dans l'environnement de collectionneurs érudits, fidèles mais vieillissants ». Sa veuve se rend compte que la perpétuation de son œuvre passera par sa ville natale. Aussi fait-elle don au musée des Beaux-Arts de Bordeaux de nombreuses toiles de son mari. Jusqu'aux années 1980 s'échelonnent les donations, dont celles de George Besson en 1963, et celle de Pierre Lévy au musée d'Art moderne de Troyes en 1988. Mais cela ne garantit pas que les tableaux de Marquet soient accrochés : la majorité demeurent dans les réserves ou sont disséminés, comme ceux du musée national d'Art moderne, dans les musées régionaux.
Si durant sa vie le peintre se voyait régulièrement adresser certains reproches (manque de sensualité, d'imagination interprétative ou chromatique), le sens des valeurs et de la lumière de ce fin observateur architecte de l'espace étaient régulièrement vantés mais par une critique — celle des Besson, Jourdain, Vauxcelles — plus littéraire qu'analytique, désormais dédaignée. Dans la seconde moitié du XXe siècle est plus que jamais fait grief à Marquet d'avoir produit une peinture trop plaisante et « grand public », trop peu dérangeante. L'heure n'est plus au fauvisme ou à l'impressionnisme auxquels on continue à l'assimiler, mais aux avant-gardes, notamment aux recherches sur la planéité : l'esprit peu aventureux de Marquet — déploré par Matisse —, le fait qu'il revienne inlassablement sur les mêmes éléments qu'il a faits siens une fois pour toutes, l'exploration formelle ne l'intéressant pas, son refus de tout positionnement théorique, son sens même de l'espace ont pu le desservir. « Il n'en fallait pas davantage pour que l'œuvre de Marquet se fasse encore plus discrète. »
Hormis celles où il figure parmi d'autres, plusieurs expositions lui sont consacrées dans les années qui suivent sa disparition, en France et en Europe, mais, passé 1948 et en dehors des galeries, pas à Paris. Il faut attendre 1975 pour que la rétrospective partie de Bordeaux et envoyée ensuite à Munich soit accueillie au musée de l'Orangerie. En 2003, le musée national d'Art moderne exporte sa collection à Troyes dans le cadre d'une manifestation « hors les murs » intitulée « Albert Marquet, du fauvisme à l'impressionnisme ». Au début du XXIe siècle, le regain d'intérêt suscité par l'œuvre chez les historiens d'art se marque dans la capitale par les expositions du musée Carnavalet (« Vues de Paris et d'Île-de-France », 2004-2005), du musée national de la Marine (« Itinéraires maritimes », 2008-2009) et du musée d'Art moderne de Paris (« Peintre du temps suspendu », 2016), cette dernière organisée en partenariat avec le musée des Beaux-Arts Pouchkine de Moscou.
L'art de Marquet semble en effet avoir été continûment apprécié en Russie. Après la Révolution d'Octobre, les importantes collections de Sergueï Chtchoukine et Ivan Morozov avaient été nationalisées par décret et regroupées dans un musée d'État du Nouvel Art occidental, auquel Marquet offrit quelques œuvres graphiques lors de sa visite du 16 août 1934. À la fin de la période stalinienne, les tableaux des deux collectionneurs sont répartis entre le musée de l'Ermitage de Saint-Pétersbourg et le musée Pouchkine : celui-ci a consacré une salle à ceux d'Albert Marquet, dont certains artistes russes se revendiquaient au point d'être qualifiés de « marquistes ».
Ailleurs et au total, quoique très présent dans les collections, Marquet qui incarne comme Bonnard ou Dufy une certaine tradition française de la peinture de paysage occupe une place analogue à celle qui était encore la leur il y a peu : à la fois incontournable et un peu à l'écart, voire secondaire.

#### Principales expositions Marquet auXXIesiècle

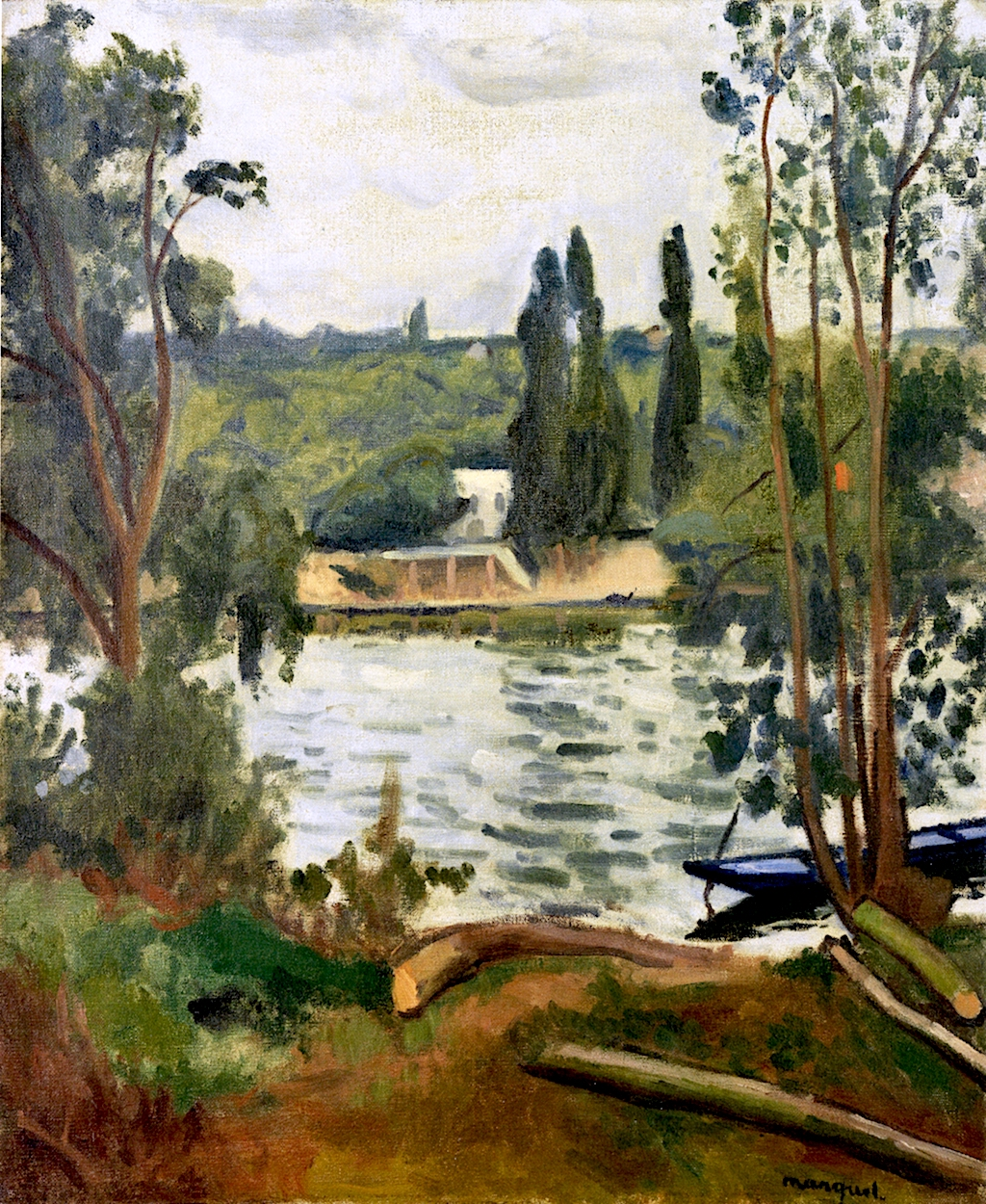
Quais de Seine à Villennes (1913, huile sur toile,, coll. priv.).

- « Albert Marquet », musée des Beaux-Arts de Bilbao, 16 janvier-16 avril 2001[236].
- « Albert Marquet, journal de bord en Méditerranée », Saint-Tropez, musée de l'Annonciade, 2 juin-1er octobre 2001[236].
- « Albert Marquet, peintures et dessins », musée des Beaux-Arts de Bordeaux, été 2002[236].
- « Albert Marquet, du fauvisme à l'impressionnisme. Les œuvres des collections du centre Pompidou, musée national d'Art moderne, et du musée d'Art moderne de Troyes », musée d'Art moderne de Troyes, 31 janvier-31 mars 2003[236],[237].
- « Albert Marquet au fil de l'eau », Québec, musée national des beaux-arts du Québec, 29 mai-7 septembre 2003[236].
- « Marquet. Vues de Paris et d'Île-de-France », Paris, musée Carnavalet, 20 octobre 2004-23 janvier 2005[236],[238].
- « Albert Marquet. Itinéraires maritimes », Paris, musée national de la Marine, 15 octobre 2008-2 février 2009[236],[239].
- « Albert Marquet. Les bords de Seine, de Paris à la côte normande », Pontoise, musée Tavet-Delacour, 13 octobre 2013-16 février 2014[236],[240].
- « Albert Marquet. Peintre du temps suspendu », Paris, musée d'Art moderne de Paris, 13 mars-21 août 2016[241].
- « Albert Marquet », Moscou, musée des Beaux-Arts Pouchkine, 26 septembre 2016-8 janvier 2017.
- musée Paul Valéry Sète 2022
- « Marquet en Normandie », Le Havre, MuMa, 22 avril-24 septembre 2023.

#### Aperçu de l'œuvre peint dans les collections publiques
Les musées français abritant les fonds permanents les plus riches de tableaux d'Albert Marquet sont celui de sa ville natale de Bordeaux,, le musée d'Art moderne de Paris, et le musée du Havre. On peut également citer, parmi les collections dispersées dans d'autres villes de France, celles des musées de Grenoble et de Besançon.
Marquet est bien représenté ailleurs dans le monde, notamment aux États-Unis (au Metropolitan Museum of Art de New York et à l'Art Institute de Chicago) et en Russie (au musée Pouchkine de Moscou et à l'Ermitage de Saint-Pétersbourg).